# Skopje
Vous lisez un « article de qualité » labellisé en 2013.
Skopje (en macédonien : Скопје, prononcé : /ˈskɔ.pjɛ/  ; en albanais : Shkup) est la capitale et la plus grande ville de la Macédoine du Nord. Située au cœur des Balkans, dans le nord du pays, près de la frontière avec le Kosovo, la ville est édifiée sur les rives du Vardar. Seule métropole macédonienne, elle concentre la majeure partie des fonctions administratives, économiques et culturelles du pays.
La ville de Skopje comptait 526 502 habitants au dernier recensement en 2021, soit le quart de la population totale du pays, dont une importante minorité albanaise ainsi que des communautés turque et rom. Ses habitants sont appelés les Skopiotes (en macédonien : Cкопјани, Skopjani). La ville de Skopje est ainsi la plus peuplée de Macédoine du Nord, devant Kumanovo, deuxième ville du pays avec 75 051 habitants.
Après avoir été le lieu de diverses occupations préhistoriques, Skopje naît véritablement au Ier siècle avec la fondation d'une colonie romaine appelée « Scupi », qui est rattachée à l'Empire romain d'Orient en 395. La ville antique est détruite par un séisme en 518. Reconstruite quelques kilomètres plus loin et fortifiée, elle connaît de nombreuses invasions au cours des Xe et XIe siècles, devenant notamment bulgare pendant quelques années. La domination byzantine s'achève avec la conquête serbe en 1282, et Skopje devient capitale de l'Empire serbe en 1346. L’État s'affaiblit toutefois rapidement et la ville est conquise par les Ottomans en 1392.
La ville devient alors majoritairement musulmane et sa fonction commerciale est favorisée par sa situation entre l'Europe centrale et la mer Égée. Au XVIIe siècle, Skopje est l'une des plus grandes villes des Balkans. Mais elle est incendiée en 1689 au cours de la deuxième guerre austro-turque et elle périclite par la suite jusqu'au milieu du XIXe siècle. L'ouverture d'une voie ferrée permet une certaine croissance démographique, et Skopje devient chef-lieu du vilayet du Kosovo en 1877.
Elle redevient serbe en 1912, puis est intégrée à la Yougoslavie en 1918. Chef-lieu de la banovine du Vardar, l'une des dix régions du royaume de Yougoslavie, elle devient capitale de la république socialiste de Macédoine après la Seconde Guerre mondiale, puis capitale de la Macédoine lorsque celle-ci devient indépendante en 1991. Tout au long du XXe siècle, la croissance démographique est soutenue et la ville s'industrialise. Cet essor est brièvement interrompu par le tremblement de terre de 1963. La ville est presque entièrement détruite, mais la reconstruction est rapide et s'accompagne d'une forte croissance des investissements.
Les années qui suivent l'indépendance sont difficiles sur le plan économique. Skopje demeure une ville pauvre par comparaison aux autres villes européennes, bien que les Skopiotes aient un meilleur niveau de vie que le reste des Macédoniens. La ville se caractérise par une architecture variée, comprenant plusieurs témoignages de la présence ottomane ainsi qu'un important ensemble de style moderniste édifié après le séisme de 1963. Le centre-ville est depuis la fin des années 2000 le siège d'une vaste opération d'urbanisme, destinée à lui donner un visage plus monumental et affirmer son statut de capitale nationale.

## Géographie

### Topographie

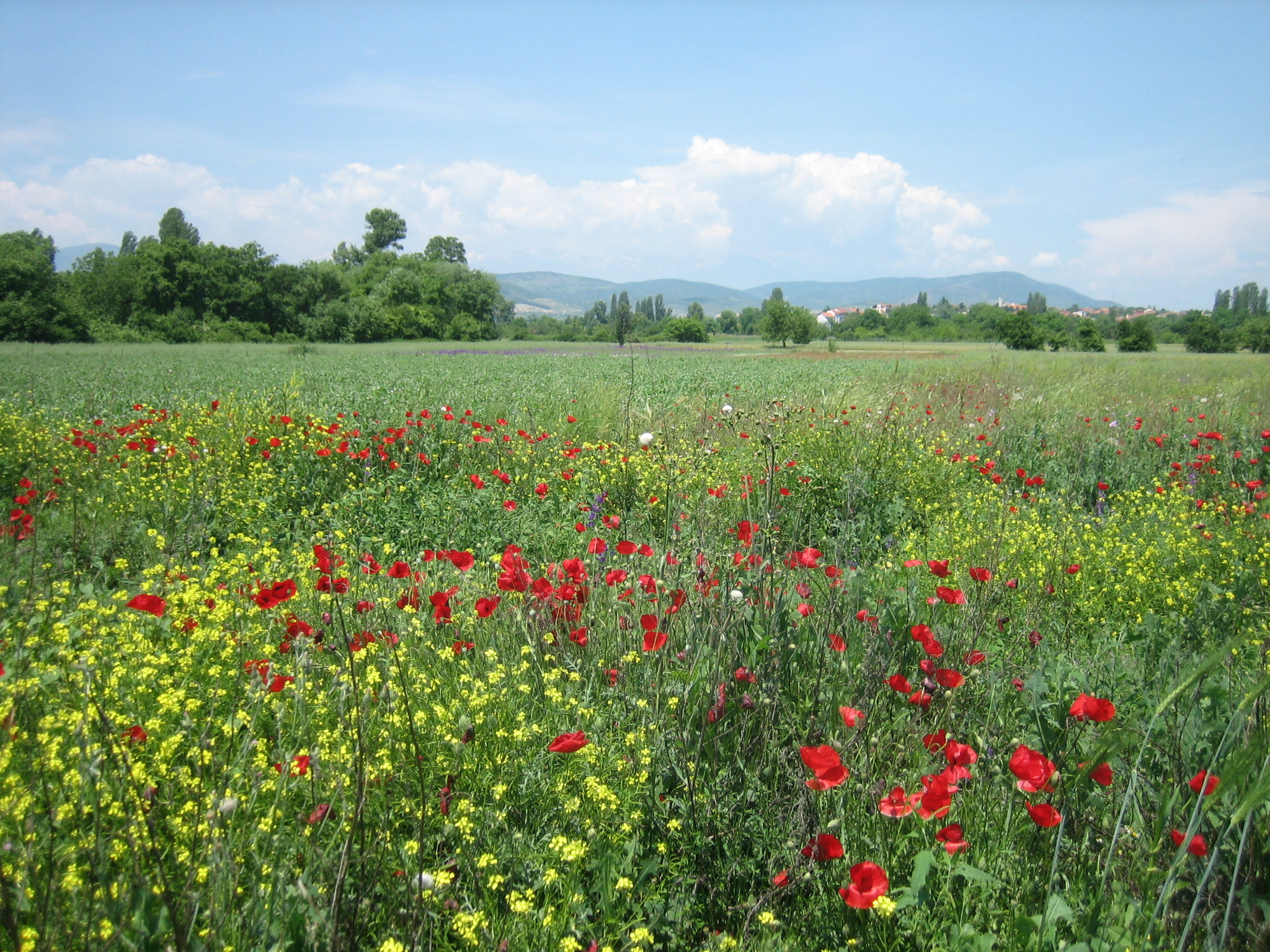
Paysage de la vallée de Skopje près de Bardovtsi, à l'ouest de la ville.

Skopje (42° 00′ N, 21° 26′ E) se trouve au nord de la Macédoine du Nord, au cœur des Balkans et à mi-chemin entre Belgrade et Athènes. La ville est construite dans la vallée de Skopje, orientée selon un axe ouest-est correspondant au cours du Vardar, principal fleuve du pays, qui se jette dans la mer Égée. Cette vallée couvre environ 2 000 km2 et elle est limitée par plusieurs massifs montagneux au nord et au sud. Ces massifs limitent l'étalement urbain de Skopje, qui s'effectue le long des rives du Vardar ainsi que de la Serava, un petit affluent venant du nord. Dans ses limites administratives, la ville fait ainsi plus de 24 kilomètres de long, mais n'a qu'une largeur moyenne de neuf kilomètres.
Skopje se situe à une altitude d'environ 245 m et couvre 571,46 km2. La surface urbanisée se limite toutefois à 68 km2 environ, avec une densité de 65 habitants par hectare. La ville dans ses limites administratives englobe donc bon nombre de terres agricoles ou laissées à l'état naturel et de très nombreux villages et localités, comme Dratchevo, Gorno Nerezi ou Bardovtsi. Lors du recensement de 2002, la ville de Skopje, c'est-à-dire l'agglomération ainsi que les villages inclus dans ses limites, comptait 506 926 habitants, tandis que l'unité urbaine stricte en comptait 378 243.
La ville de Skopje touche la frontière avec le Kosovo, qui la borde au nord-ouest. Les communes macédoniennes limitrophes sont, dans le sens des aiguilles d'une montre et en partant du nord, Čučer-Sandevo, Lipkovo, Aračinovo, Ilinden, Studeničani, Sopište, Želino et Jegunovce.

La ville de Skopje, avec ses limites administratives en rouge.

### Hydrographie

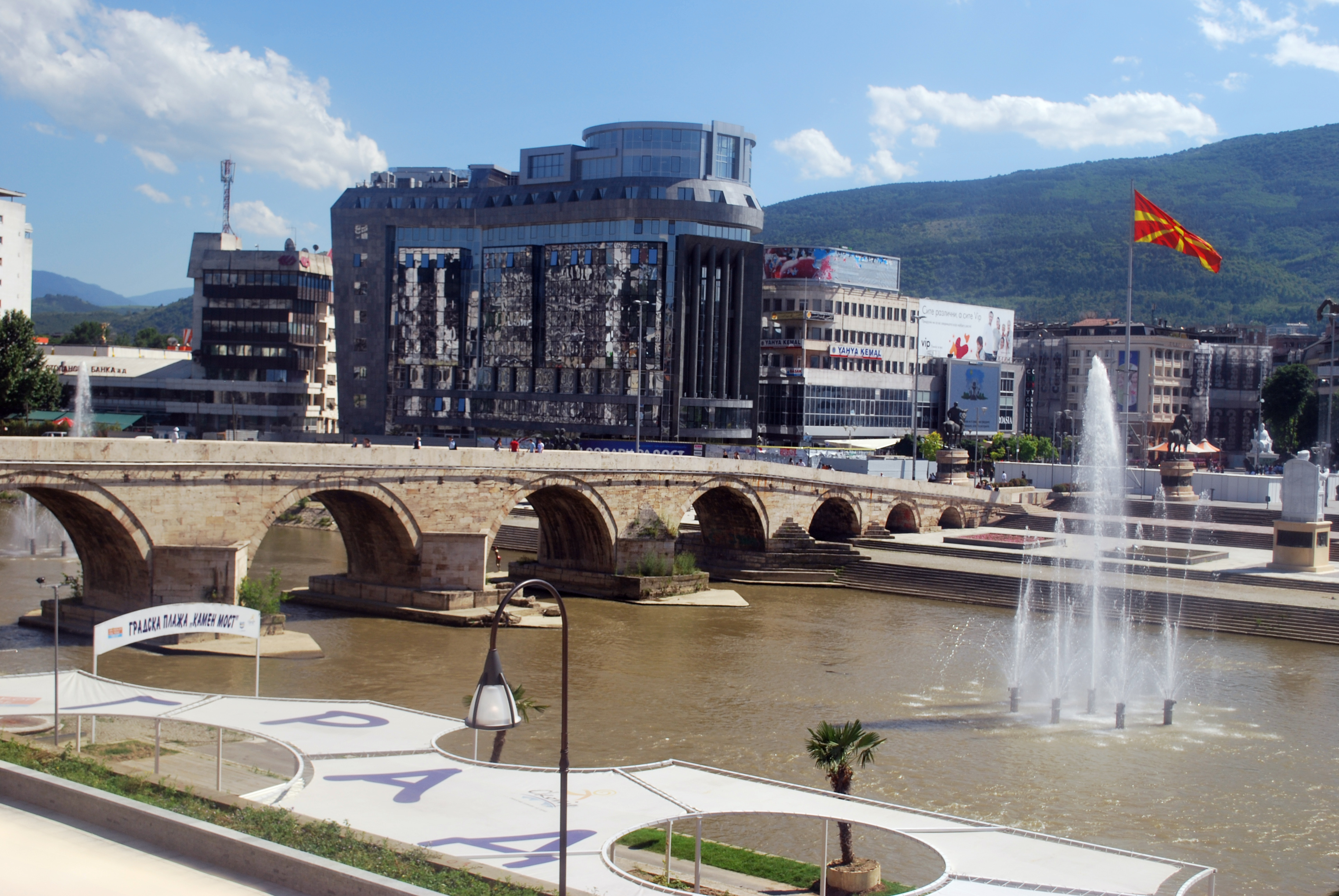
Le Vardar et le pont de pierre, symbole de la ville.

Le Vardar, qui arrose Skopje, n'est qu'à une soixantaine de kilomètres de sa source située près de Gostivar. Il a un débit moyen de 51 m3/s, avec une amplitude saisonnière importante allant de 99,6 m3/s en mai à 18,7 m3/s en juillet. Le fleuve a une vitesse moyenne de 1,43 m/s et sa température oscille entre 4,6 °C en janvier et 18,1 °C en juillet.
Plusieurs cours d'eau se jettent dans le Vardar sur le territoire de la ville. Le plus important est la Treska, qui fait 130 km de long et traverse des gorges avant de rejoindre le fleuve à l'extrémité ouest de la ville. Un peu plus à l'est, c'est le Lepenec, venu du Kosovo, qui rejoint le Vardar au nord-ouest de l'agglomération. La Serava, une petite rivière qui prend sa source à quelques kilomètres au nord de la ville, traversait autrefois le vieux bazar avant de se jeter dans le Vardar près de l'actuel siège de l'Académie macédonienne. Très polluée et insalubre, elle a été déviée vers l'ouest dans le cadre des travaux de reconstruction réalisés après le séisme de 1963 et se jette désormais dans le Vardar près des ruines de la ville antique de Scupi. Enfin la Markova Reka, qui prend sa source au sud du mont Vodno se jette dans le Vardar à l'extrémité orientale de la ville. Ces trois rivières font moins de 70 km de long.
Le Vardar est un fleuve sujet aux crues, et afin de limiter les inondations, son lit fut creusé à l'époque byzantine et son débit régulé au début du XXe siècle. Malgré ces aménagements le Vardar sort parfois de son lit comme en 1962. Le fleuve avait alors atteint un débit de 1 110 m3/s, la plus forte crue répertoriée. D'autres inondations catastrophiques ont dévasté la ville en 1895, 1897, 1935, 1937, 1978 et 1979. Cette année-là, le fleuve avait atteint un débit de 980 mètres cubes par seconde et les dégâts matériels le long de sa vallée avaient été estimés à 7,4 % du revenu national. En 1994, un barrage et une centrale hydroélectrique furent construits en amont de la ville, sur la rivière Treska, tributaire du Vardar, afin de réduire encore le risque d'inondations, qui depuis est quasiment nul. Le barrage, situé à une quarantaine de kilomètres de la ville, a donné naissance au lac lac Kozjak, long de 32 kilomètres. La ville de Skopje compte sur son sol deux lacs artificiels, plus petits situés également sur la Treska. Il s'agit du lac Matka, lui aussi destiné à réguler le débit de la Treska, et du lac Treska, à but récréatif. Le premier se trouve à l'extrémité des gorges de la rivière, le second quelques kilomètres plus bas dans la vallée, près de la limite ouest de l'agglomération de Skopje. Trois petits étangs se situent enfin au nord-est de l'agglomération, près du village de Smilykovtsi.
Le sous-sol de la ville renferme une nappe phréatique contenue par de l'argile et du gravier ; en contact avec le Vardar, elle fonctionne comme une rivière souterraine, coulant dans le même sens que le fleuve. En dessous, se trouve également une aquifère composée de marne. La nappe débute à une profondeur comprise entre 4 et 12 mètres et a une épaisseur allant de 4 et 144 mètres. Elle est exploitée grâce à plusieurs puits, mais l'essentiel de l'eau consommée à Skopje provient de la source karstique de Rachtché, située à l'ouest de la ville.

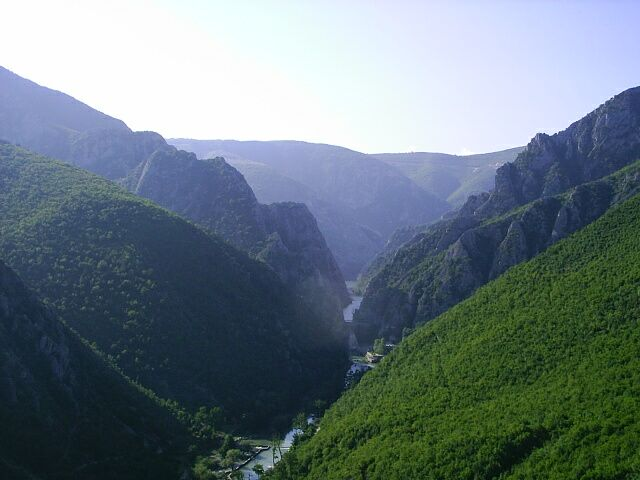
La rivière Treska dans ses gorges, avant son arrivée à Skopje.
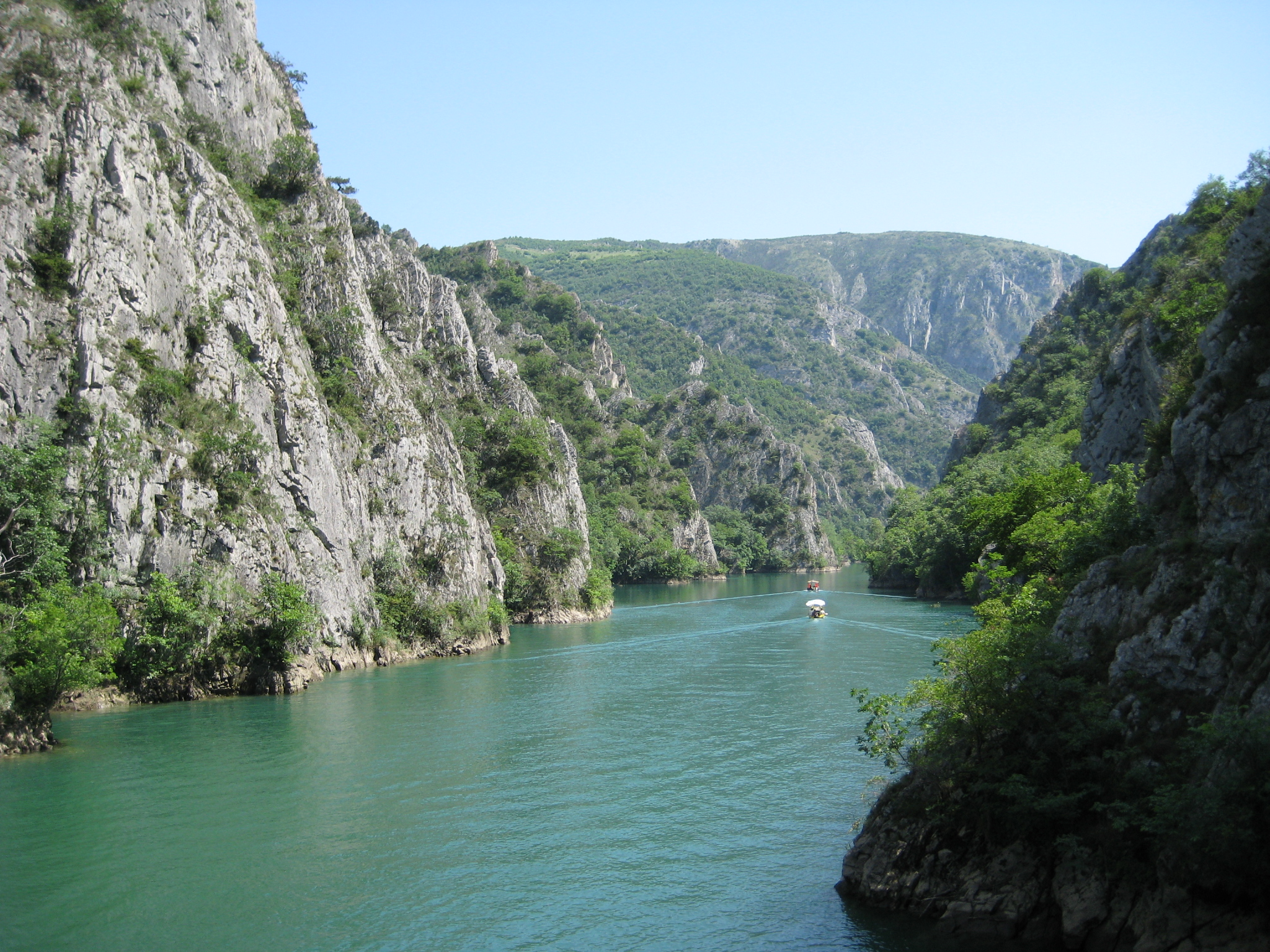
Le lac Matka, dans les gorges de la Treska.
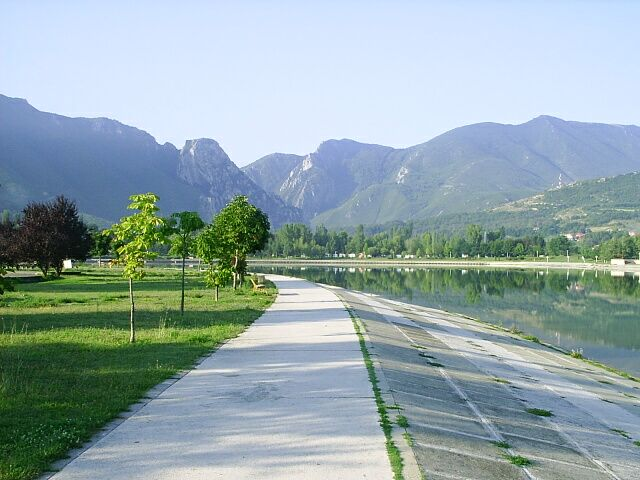
Le lac Treska, et au fond, la fin des gorges de la Treska.
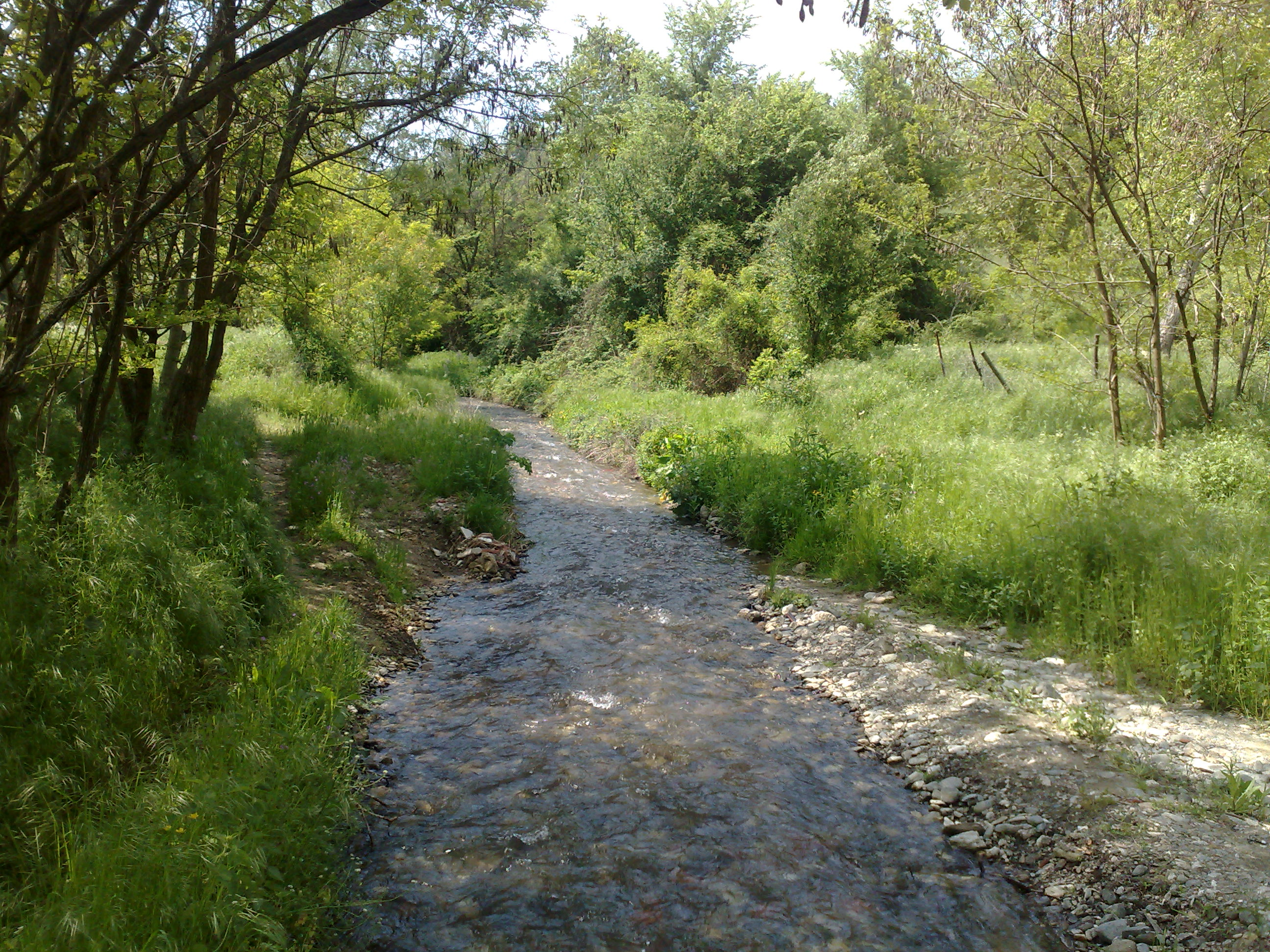
La Serava au nord de la ville.

### Géologie

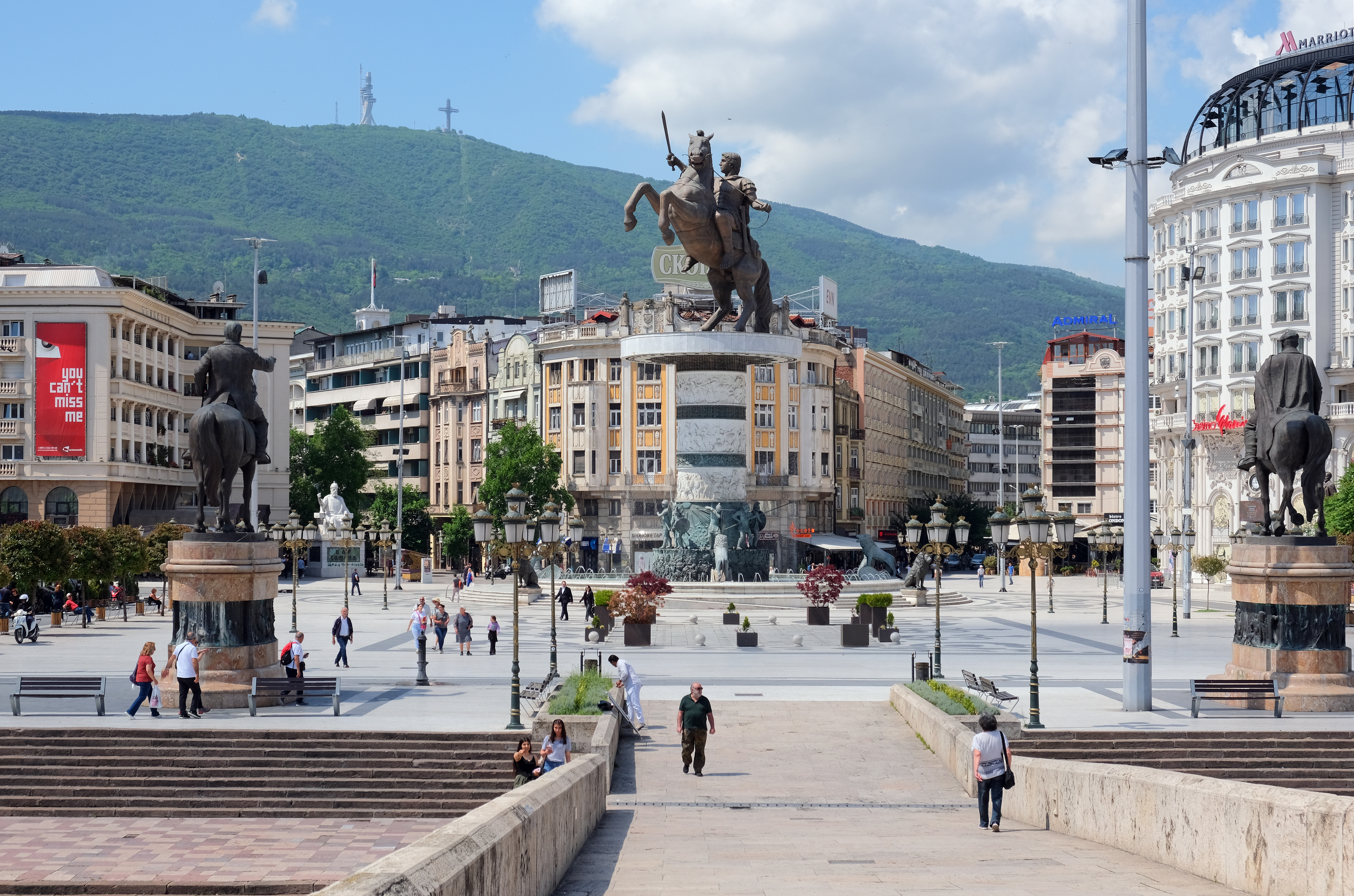
Le mont Vodno vu depuis le pont de pierre.

La vallée de Skopje est bordée à l'ouest par les monts Šar, au sud par le massif de la Jakupica, qui culmine à 2 533 m, à l'est par des collines qui forment le début du massif de l'Osogovo, qui marque la frontière entre la Macédoine du Nord et la Bulgarie. Au nord, la vallée est séparée du Kosovo et de la Serbie par la Skopska Crna Gora, qui culmine à 1 561 mètres d'altitude. Le mont Vodno, point culminant de la ville de Skopje, s'élève à une altitude de 1 066 mètres et forme un prolongement septentrional de la Jakupica.
Bien que construite au pied de cette montagne, la ville est plutôt plate, avec cependant quelques collines, généralement non construites, comme celles de Gazi Baba (325 mètres d'altitude), Zajčev Rid (327 mètres), les contreforts du mont Vodno (entre 350 et 400 mètres pour les plus bas) ou bien le promontoire sur lequel se trouve la forteresse.
Cet environnement de moyennes montagnes connaît régulièrement des mouvements sismiques. La proximité de la faille entre les plaques tectoniques eurasienne et africaine, ainsi que la nature poreuse du sol font de Skopje une ville à risque sismique. De grands tremblements de terre furent ainsi enregistrés en 518, 1505 et en 1963.
La vallée de Skopje appartient à la zone géotectonique du Vardar, qui est principalement composée de sédiments du Néogène et du Quaternaire. Le substratum rocheux est composé de sédiments du Pliocène comprenant du grès, des marnes et des conglomérats variés. Ce substratum est recouvert par une première couche de sédiments quaternaires sableux et limoneux qui fait entre 70 et 90 mètres de profondeur. S'ajoute une deuxième couche de sédiments, mesurant entre 1,5 et 5,2 mètres, apportée par le Vardar et composée d'argile, de sable, de limon et de gravier. La nature parfois karstique du sol a entraîné la formation de ravins creusés par des cours d'eau. Ainsi, la Treska, lorsqu'elle entre sur le territoire de Skopje, traverse le massif du mont Vodno à travers des gorges. Ces gorges sont aussi environnées par dix grottes, faisant entre 20 et 176 mètres de profondeur.

### Climat

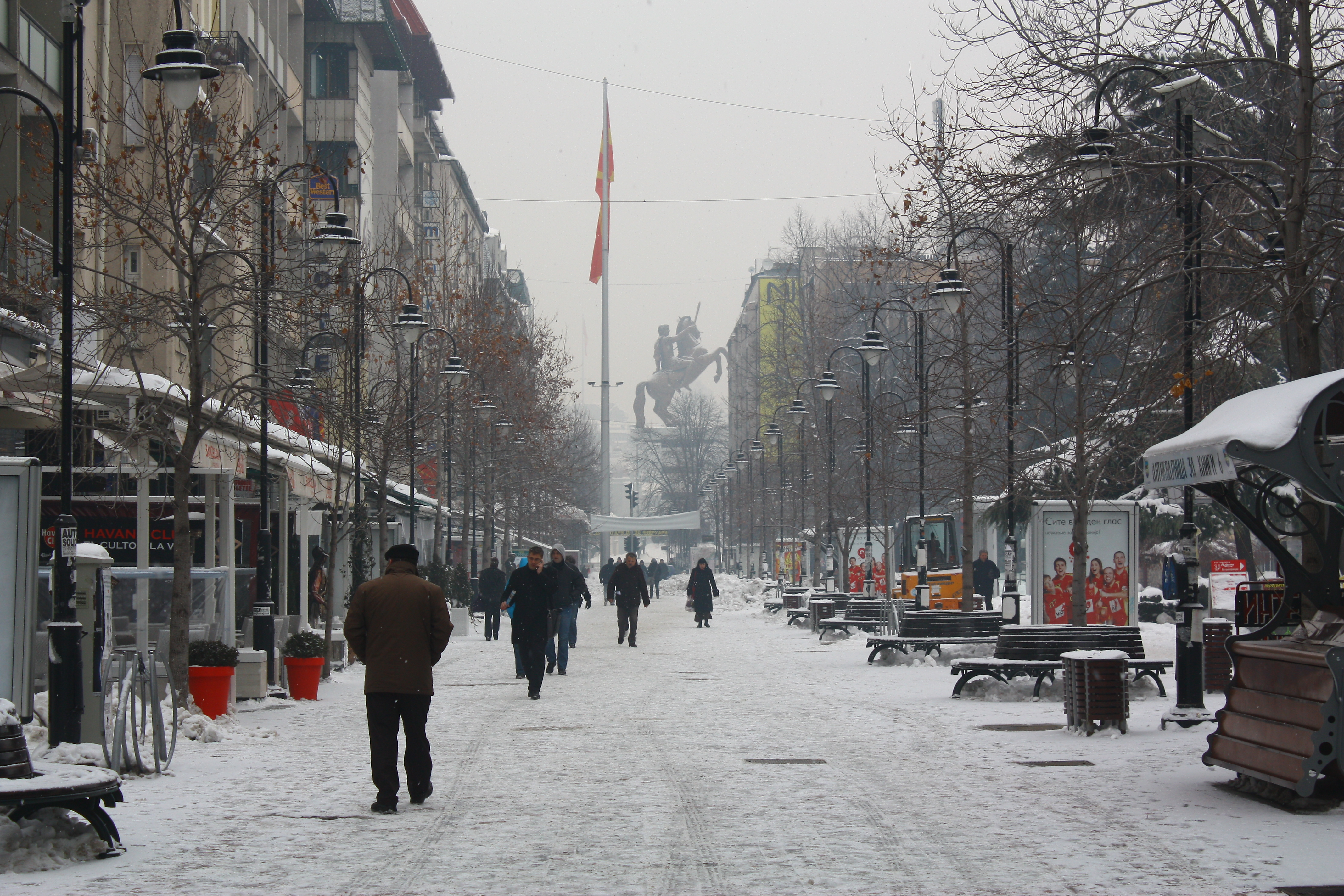
La rue de Macédoine sous la neige.

La ville connaît un climat continental marqué toutefois par une forte influence méditerranéenne en raison de la sécheresse estivale. Mais les hivers sont trop froids pour que le climat soit qualifié de méditerranéen. L'hiver est sec et l'air est réchauffé par le vardarec, un vent qui remonte la plaine du Vardar et apporte de faible pluies, bien que des chutes de neige se produisent parfois. Les étés sont très chauds et secs, et la chaleur est amplifiée par la présence de nombreuses usines ainsi que par la situation de la ville dans une vallée fermée par des montagnes.
Juillet et août, avec une température moyenne de 24,2 °C, sont les mois les plus chauds de l'année, tandis que janvier est le plus froid, avec une moyenne de 0,1 °C. La température la plus basse jamais enregistrée, −25,6 °C, a été atteinte en janvier 1985, et la plus haute, 47,2 °C, en août 1994.
Skopje est située dans une région aride, et avec une moyenne de 448,4 millimètres de pluie par an, elle reçoit moins de pluie que le reste du pays, dont la moyenne est comprise entre 500 et 1 000 millimètres. Le taux d'évaporation annuel se situe entre 450 et 580 millimètres. Skopje est une ville qui a un ensoleillement exceptionnel tout au long de l année, même en hiver le soleil brille souvent. La ville connaît environ 2 700 heures d'ensoleillement dans l'année.
La température moyenne à Skopje a augmenté de 2,2°C entre 1900 et 2017.
Données climatiques :
| Mois                                  | jan.       | fév.       | mars       | avril     | mai       | juin      | jui.      | août      | sep.      | oct.      | nov.       | déc.       | année      |
| ------------------------------------- | ---------- | ---------- | ---------- | --------- | --------- | --------- | --------- | --------- | --------- | --------- | ---------- | ---------- | ---------- |
| Température minimale moyenne (°C)     | −2,8       | −2,3       | 3,6        | 7,4       | 12        | 15,7      | 17,8      | 18,5      | 14,6      | 9,2       | 5,1        | −0,8       | 7,2        |
| Température maximale moyenne (°C)     | 5,5        | 9,5        | 19,2       | 23,5      | 25,4      | 30,8      | 33,4      | 34,5      | 30,5      | 23,8      | 18,5       | 6,5        | 19,3       |
| Record de froid (°C) date du record   | −25,6 1985 | −21,8 2012 | −10,8 1987 | −5,8 2003 | −1 1978   | 5 1973    | 12 1974   | 10 1985   | 5 1977    | −6,4 1988 | −12,2 1995 | −22,9 2001 | −25,6 1985 |
| Record de chaleur (°C) date du record | 20,7 2010  | 27,7 1995  | 32,8 2001  | 34,4 1998 | 37,2 2008 | 42,1 2007 | 44,8 1984 | 47,2 1994 | 40,3 2008 | 37,6 1994 | 30,2 1990  | 25,1 2010  | 47,2 1994  |
| Ensoleillement (h)                    | 123,5      | 195,7      | 209,9      | 236,7     | 287,1     | 322,4     | 355,2     | 348,6     | 307,9     | 242,4     | 175,5      | 105,5      | 2 920,4    |
| Précipitations (mm)                   | 30         | 29         | 38         | 40        | 43        | 54        | 20        | 17        | 27        | 37        | 45         | 48         | 428        |

### Nature et environnement

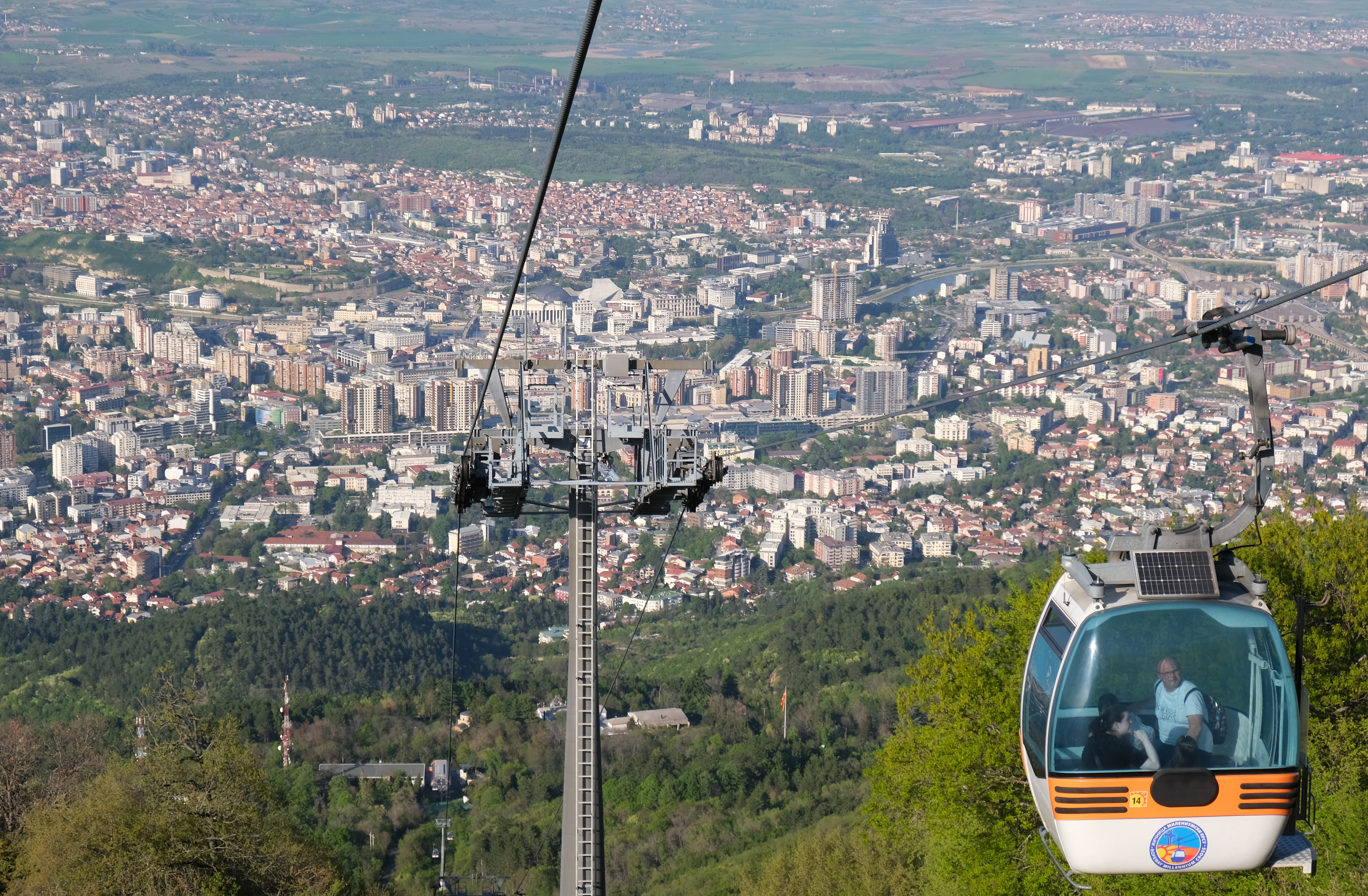
Skopje vue du mont Vodno et les câbles du téléphérique.

La vallée de Skopje est naturellement couverte de chênes et de bruyère mais aussi de steppes arides, tandis que l'érable, le frêne et le noisetier poussent sur les pentes des montagnes environnantes. La région possède aussi une faune riche, avec des pies, des hiboux, des corbeaux, des faucons, des loups, des renards, des sangliers, des martres, des lézards et des carpes dans le Vardar, mais elle s'est raréfiée à cause de l'extension urbaine et de l'agriculture, qui ont fait disparaître le cerf, la truite, le lynx et la chèvre sauvage. Le mont Vodno, qui surplombe le centre-ville, est la principale aire protégée de la ville ainsi qu'une importante destination de loisirs, notamment grâce au téléphérique qui permet d'accéder au sommet. D'autres espaces protégés sont situés dans les faubourgs de la ville, comme ou le lac Matka et son défilé.
La ville en elle-même compte quelques parcs et jardins qui représentent ensemble 4 361 hectares. Parmi ceux-ci se trouvent le parc de la Ville (Gradski Park) planté par les Ottomans au début du XXe siècle, le parc des Femmes, situé face au palais de l'Assemblée, l'arboretum de l'Université et la forêt de Gazi Baba. La ville compte enfin un très grand nombre de rues et boulevards plantés d'arbres.
Skopje connaît de nombreux problèmes de pollution, et la pauvreté économique relègue les considérations environnementales au second plan des préoccupations des autorités. L'alignement de la législation macédonienne sur celle de l'Union européenne engage toutefois des progrès, notamment dans le traitement des eaux, des déchets et des émissions des usines.
L'industrie métallurgique, très importante pour la vie économique de la ville, est responsable de la pollution des sols, qui contiennent des traces de métaux lourds (plomb, zinc, cadmium…), ainsi que de l'air, qui contient des taux élevés d'oxydes d'azote et de monoxyde de carbone. Le trafic automobile est également responsable de la pollution atmosphérique, tout comme les centrales de chauffage urbain à lignite. Les pics ont généralement lieu en automne et en hiver, quand ces dernières fonctionnent le plus, et la pollution a par exemple atteint sept fois le seuil normal fixé par l'Union européenne en décembre 2011.
Des stations d'épuration sont progressivement construites, mais une part des eaux usées est encore déversée dans le Vardar sans traitement. Les déchets sont quant à eux laissés dans une décharge à ciel ouvert, compromettant la qualité des sols et de l'eau, particulièrement dans le cas des déchets chimiques et industriels. La décharge municipale se trouve à 15 km au nord du centre et reçoit chaque jour 1 500 mètres cubes de déchets ménagers, 400 mètres cubes de déchets industriels et 1 100 mètres cubes de déchets provenant des services de la ville. Le taux de mortalité à Skopje est toutefois plus faible que dans le reste du pays, et il n'a pas été trouvé de corrélation directe entre la mauvaise qualité de l'environnement et la santé de la population.

## Urbanisme

### Morphologie urbaine

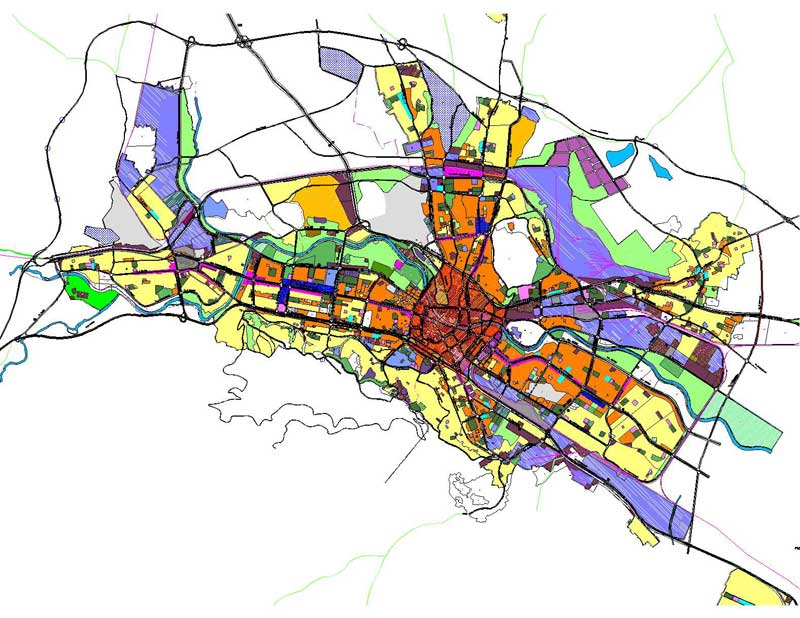
Le plan d'urbanisme de Skopje pour 2002-2020 :
Centre-ville
Habitat collectif dominant
Habitat individuel dominant
Zones industrielles

L'urbanisme de Skopje porte la trace profonde du tremblement de terre qui détruisit à 80 % la ville en 1963. Les quartiers ont par exemple été construits de telle sorte que la densité urbaine reste faible afin de limiter les conséquences d'un futur séisme.
La reconstruction après le tremblement de terre a été en grande partie orchestrée par le Polonais Adolf Ciborowski, qui avait déjà planifié la rénovation de Varsovie après la Seconde Guerre mondiale. Celui-ci a divisé la ville en blocs, destinés à des activités précises. Les bords du Vardar furent ainsi laissés à la nature ou transformés en parcs, les zones situées entre des axes importants furent loties de grands immeubles en béton ou de centres commerciaux, les régions périphériques laissées aux logements individuels et à l'industrie, etc. La reconstruction se devait d'être rapide car il fallait avant tout reloger la population et relancer l'activité de la ville. La ville nouvelle fut également construite dans un souci économique et pour cela, les axes routiers furent multipliés et optimisés et l'extension urbaine future fut anticipée et planifiée.

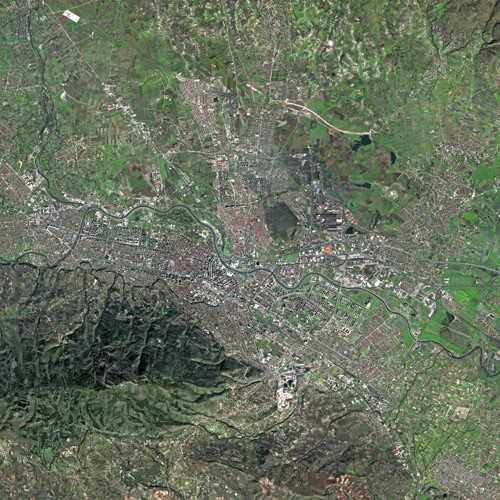
Skopje vue par le satellite Spot. Le mont Vodno est en bas à gauche de l'image.

Dans son ensemble, la rive sud du Vardar a principalement accueilli des grands ensembles, notamment les quartiers de Karpoš, constitués de blocs d'immeubles épars et développés au cours des années 1970 à l'ouest du centre, tandis qu'à l'est, la nouvelle commune d'Aerodrom, plus concentrée, a été conçue après 1980 pour loger 80 000 habitants sur le site d'un ancien aéroport. Entre les deux, le centre-ville, construit sur des plans du Japonais Kenzo Tange, est entouré par une série d'immeubles, le Gradski Zid (« mur de la ville »), qui forme une enceinte avec des voies d'accès.
De l'autre côté du fleuve, là où se trouvaient les quartiers les plus anciens, le vieux bazar ottoman a été en grande partie conservé et les nouvelles constructions sont volontairement basses. Autour de la colline de la forteresse, qui domine le bazar, la hauteur des immeubles a aussi été réglementée afin que ceux-ci n'écrasent pas le monument. Enfin, des institutions comme l'université ont été implantées sur la rive nord afin de briser les frontières entre communautés ethniques ; les Macédoniens habitent traditionnellement la rive sud et la communauté musulmane (Albanais, Bosniaques, Turcs et Roms) la rive nord.
À la fin des années 2000, le centre-ville a entamé une profonde transformation. Un projet d'urbanisme, Skopje 2014, a été adopté afin de lui redonner un aspect historique et faire de Skopje une véritable capitale nationale. Plusieurs édifices disparus en 1963 ont ainsi été reconstruits, des rues et des places ont été réaménagées, des immeubles administratifs, des musées et des hôtels ont vu le jour et de nouveaux ponts ont été construits sur le Vardar. Cette opération urbanistique a été contestée, tant pour son coût que pour son style architectural. La minorité albanaise, mécontente parce qu'elle n'était pas représentée dans les nouveaux monuments, a lancé d'autres projets de son côté, comme la création d'une place au-dessus de la voie rapide qui sépare le bazar du reste du centre-ville.
L'urbanisme skopiote est enfin marqué par une certaine anarchie, car il existe bon nombre de maisons ou d'immeubles dont la construction n'a pas été déclarée.

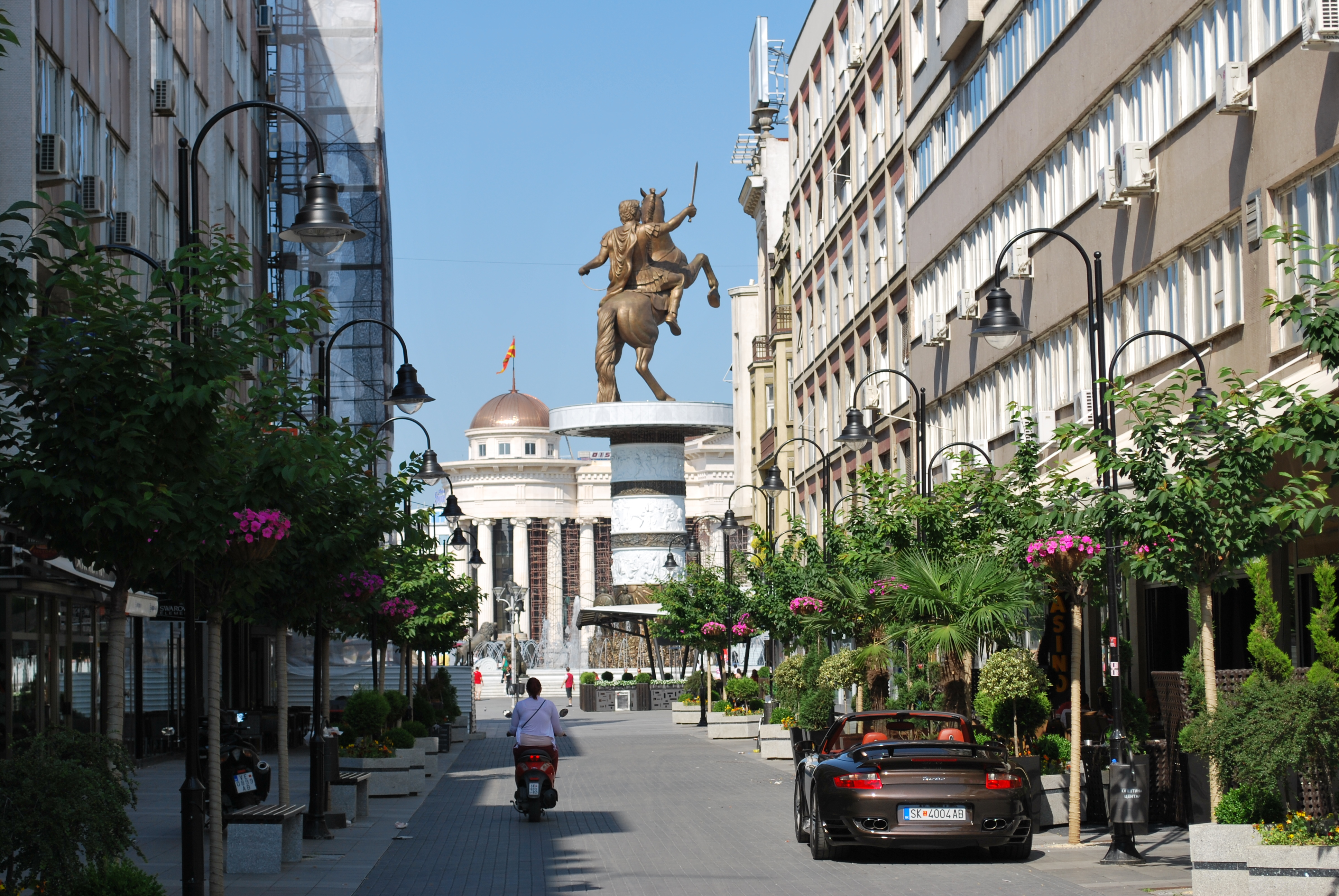
La rue Nikola Vaptsarov, dans le centre-ville moderne.
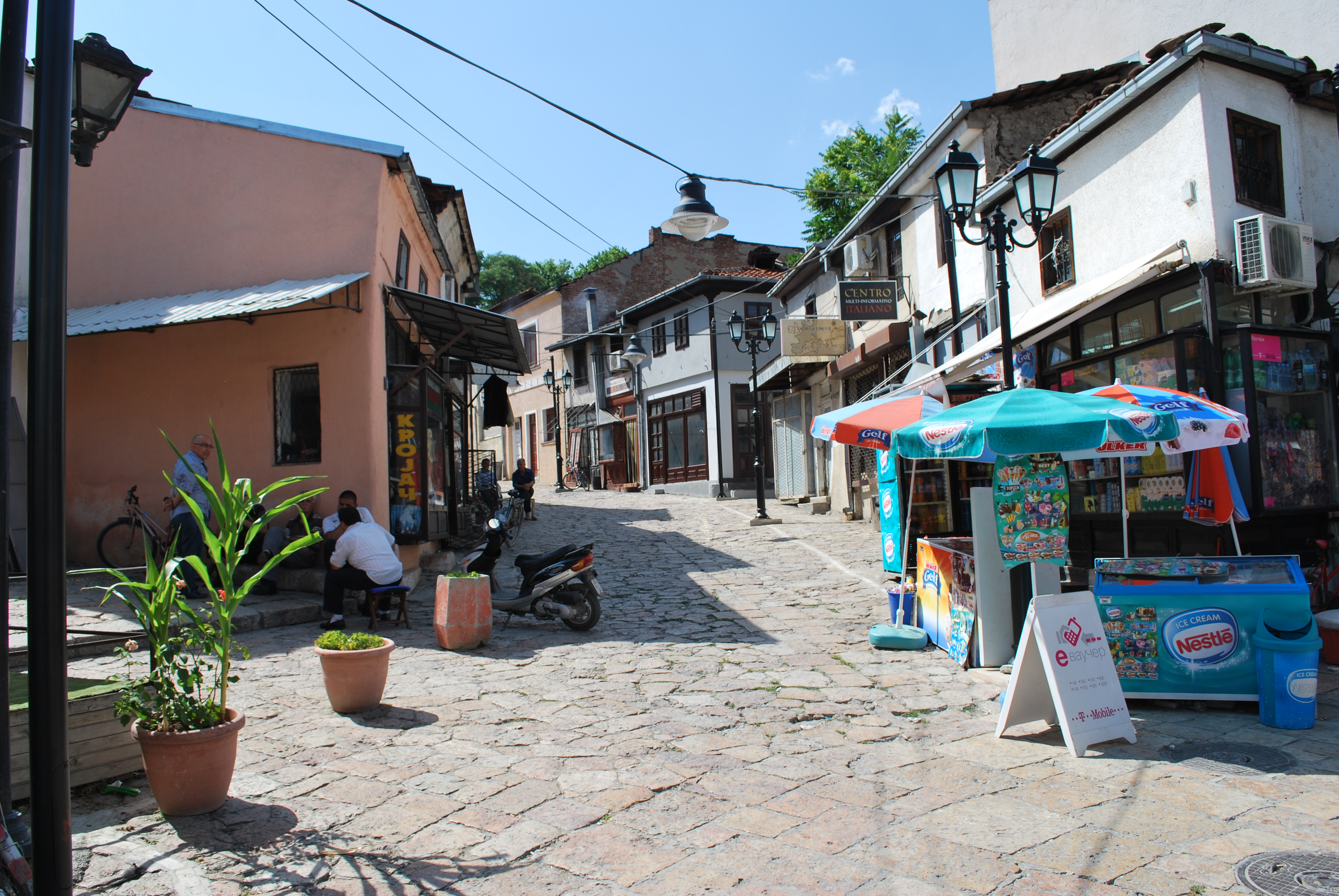
Rue du vieux bazar.
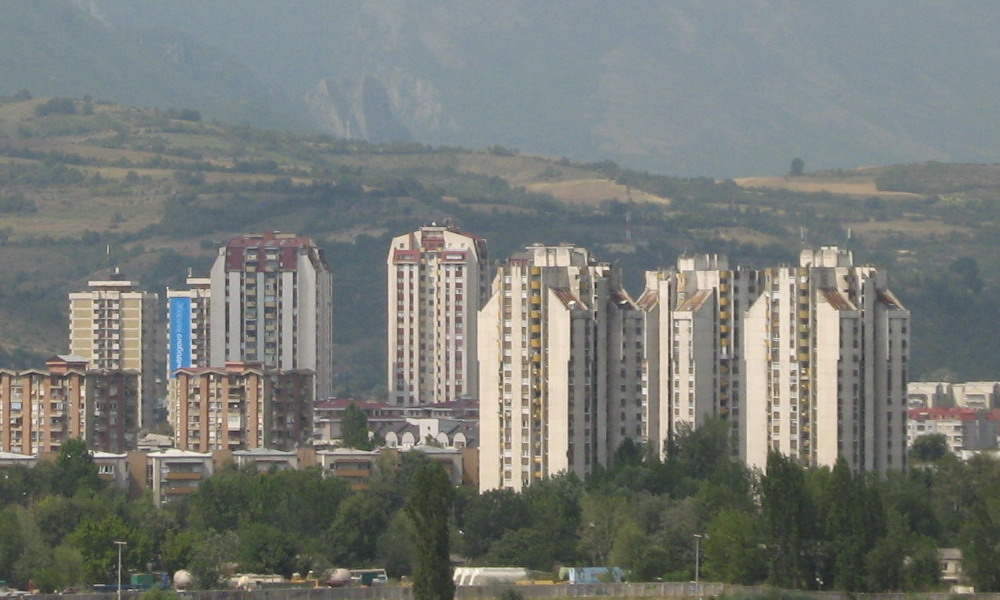
Tours résidentielles de Karpoš 4.
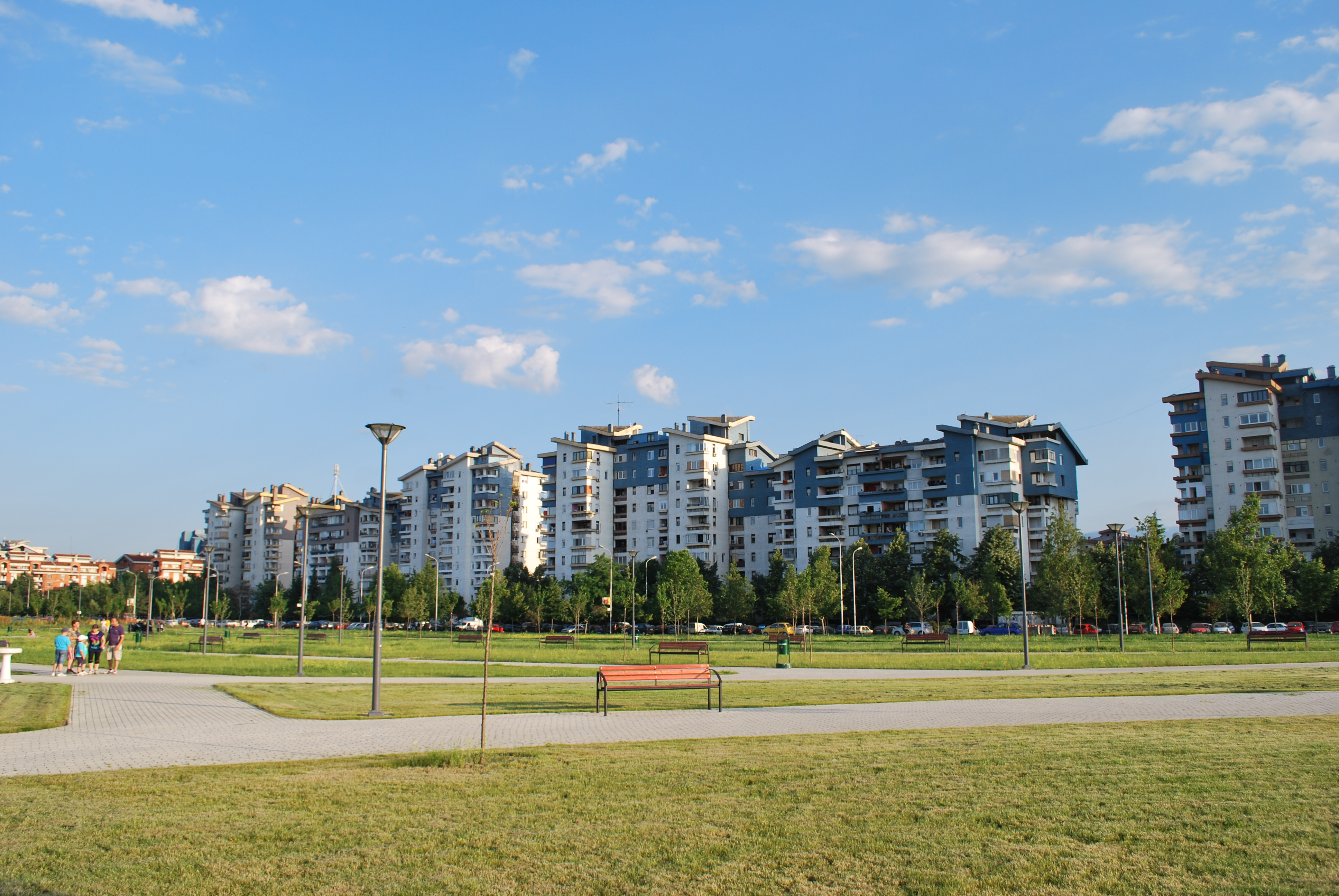
Quartier de Novo Lisiče.
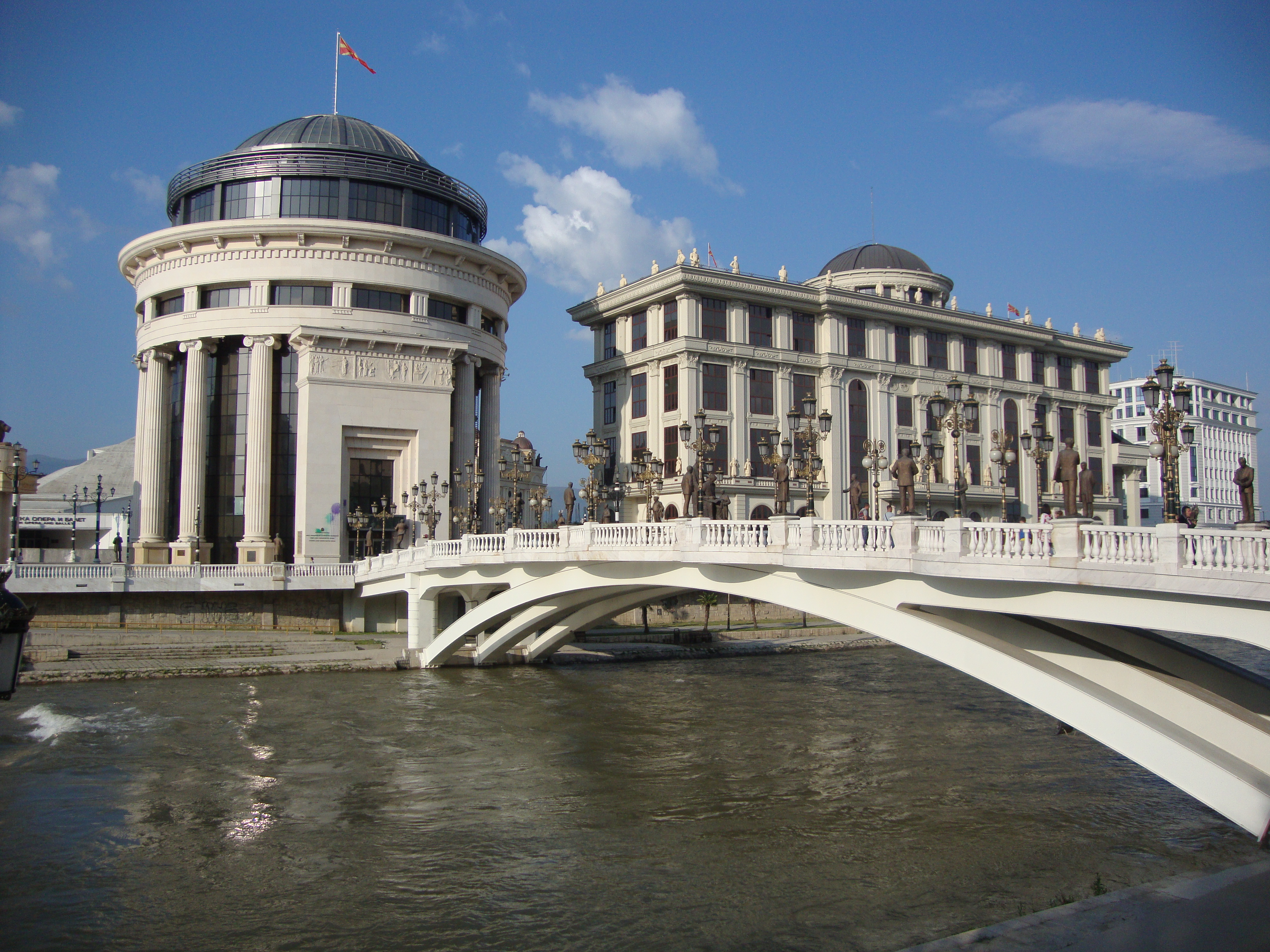
Le siège de la police financière et le nouveau ministère des Affaires étrangères, éléments de Skopje 2014.

### Faubourgs et villages

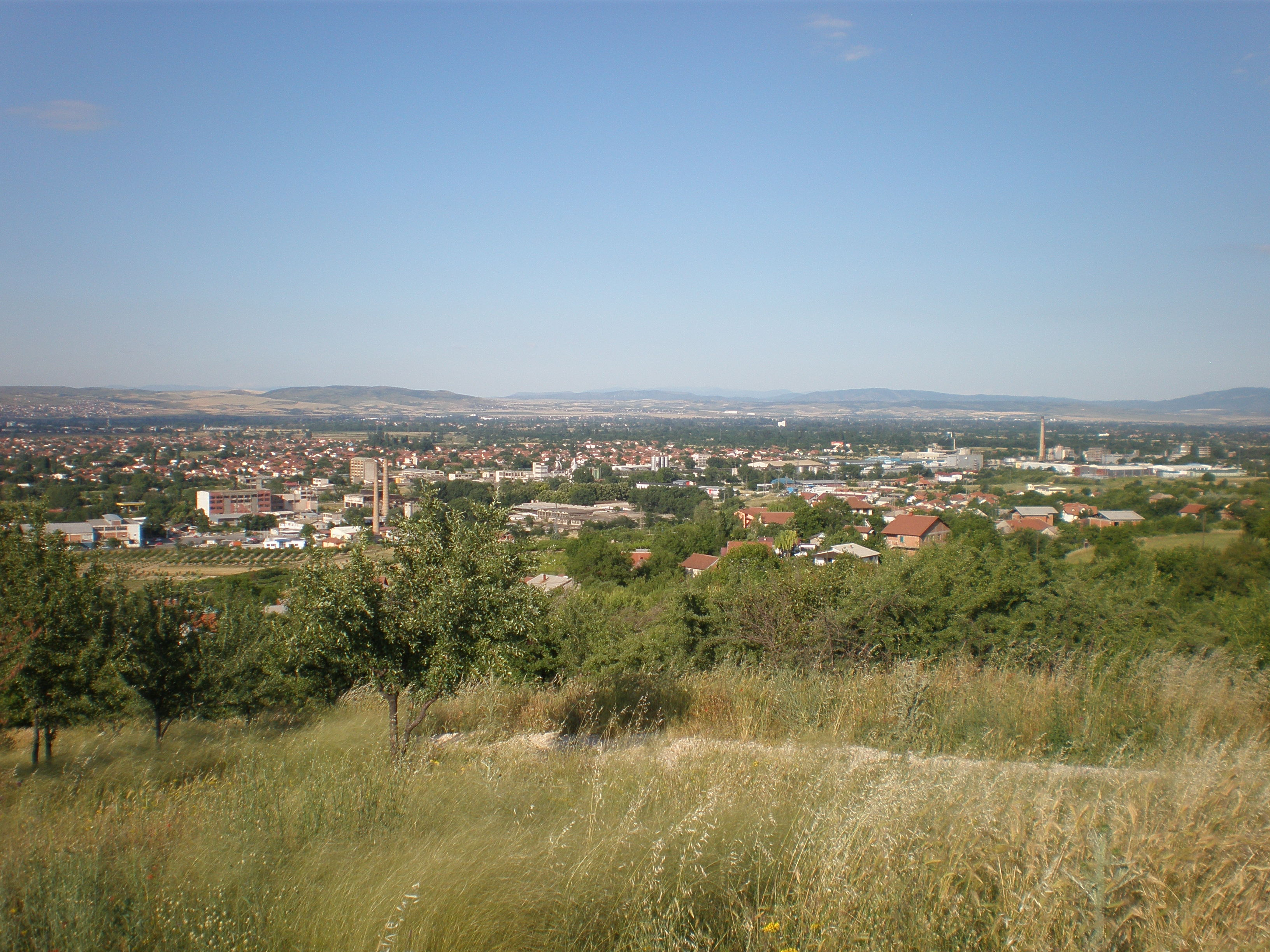
Le faubourg de Gorno Lissitché, à l'est de l'agglomération.

En dehors de l'agglomération proprement dite, la ville de Skopje regroupe un grand nombre de villages, plus ou moins gagnés par l'urbanisation. C'est notamment le cas de ceux situés sur les routes qui partent vers l'est et relient Skopje à la Serbie ainsi qu'au centre du pays. Singuéliḱ compte ainsi plus de 23 000 habitants, et Dratchevo, 19 000. D'autres grands villages se trouvent au nord de la ville, comme Radichani, 9 000 habitants, tandis que des plus petits sont situés sur les flancs du mont Vodno, comme Gorno Nerezi. Les localités situées dans la commune de Saraj, qui forme l'extrémité occidentale du territoire de Skopje, sont plus petites et surtout moins intégrées au tissu urbain.
Enfin, des localités situées à l'extérieur des limites administratives de la ville sont elles aussi gagnées par l'urbanisation, notamment dans les communes de Petrovec et Ilinden, situées à l'est de la ville. Comme Singuéliḱ ou Dratchevo, elles profitent de la présence des grands axes routiers et ferroviaires, ainsi que de l'aéroport, construit à cheval sur les deux communes.

### Sociologie urbaine et logement

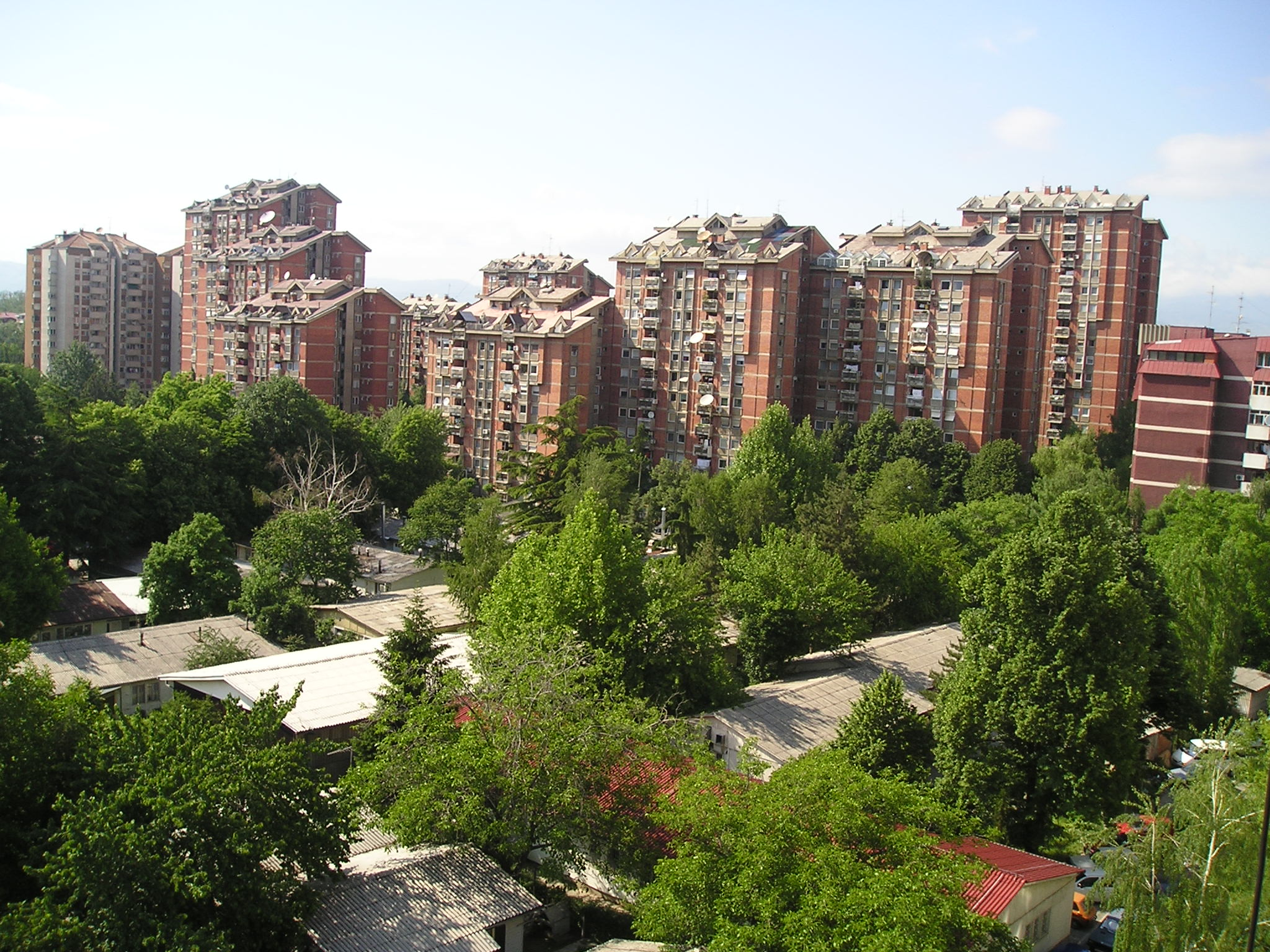
Le quartier de Kapištec, avec des immeubles des années 1970 et des maisons préfabriquées installées après le séisme de 1963.

La sociologie urbaine de Skopje dépend avant tout de la diversité ethnique de la ville. En effet, les Macédoniens ne forment que 62 % de la population de la ville, tandis que les Albanais et les Roms représentent respectivement 32 et 4 % de la population. Chaque groupe ethnique se cantonne généralement à des quartiers précis, les Macédoniens vivant surtout sur la rive sud du Vardar, dans les quartiers reconstruits après le tremblement de terre de 1963, et les Roms et les Albanais peuplant la rive nord, moins touchée par le séisme. Ces quartiers nord sont réputés être plus traditionnels, tandis que ceux de la rive sud, construits à l'époque socialiste, évoquent pour les Macédoniens la modernité et la rupture avec le monde rural.
Les quartiers nord sont également plus pauvres, surtout à Topaana, dans la commune de Čair, et à Šuto Orizari, les deux principaux quartiers roms de la ville. Ils sont en partie composés de constructions illégales, non raccordées au service d'eau et d'électricité, et qui se transmettent d'une génération à l'autre au sein de la même famille. Topaana, situé à proximité du vieux bazar, est un site très ancien, peuplé par les Roms au moins depuis le début du XIVe siècle, et qui regroupe de 3 000 à 5 000 habitants. Située en limite nord de l'agglomération, Šuto Orizari est une commune à part entière ayant le romani pour langue officielle. Le quartier a été aménagé après 1963, afin de reloger les Roms qui avaient perdu leur domicile à cause du séisme.
À l'opposé de ces deux quartiers extrêmement pauvres, il n'y a pas vraiment de quartiers luxueux. Les ambassades se concentrent sur les pentes du mont Vodno, tandis que certains villages périphériques comme Bardovtsi et Zlokoukyani sont connus pour être la résidence de célébrités, mais ils n'offrent pas le confort des quartiers centraux et présentent encore une grande mixité sociale. Il existe cependant plusieurs projets de lotissements de villas sur le versant sud du mont Vodno, notamment dans la commune voisine de Sopište.
Skopje étant une ville planifiée et construite de façon rationnelle, a quand même de réels problèmes de logement, surtout avec la situation précaire des quartiers roms. Par ailleurs, les plans d'urbanisme suivant la reconstruction d'après 1963 ont souvent surestimé la croissance démographique de la ville. Ainsi, en 2002, lors du dernier recensement, la ville de Skopje avait un excédent de 17 000 logements par rapport au nombre de foyers. La même année, il y avait également une moyenne de 19,41 m2 par habitant, avec toutefois des différences entre quartiers, par exemple 24 m2 à Centar, sur la rive sud du Vardar et seulement 14 à Čair, sur la rive nord, soit seulement un mètre carré de plus qu'à Šuto Orizari. Par ailleurs, les logements construits entre 1982 et 1991 ont une moyenne de 67 mètres carrés. Les moyennes de Skopje, autant pour le nombre de logements vacants que pour le mètre carré par habitant, sont similaires à celles du reste du pays. Enfin, Skopje est avec Sarajevo et Podgorica la ville la moins chère des Balkans, avec une moyenne de mille euros le mètre carré pour un appartement en 2011. La moyenne nationale atteignait alors les 958 euros, et Belgrade et Zagreb, considérées comme des villes chères, avaient respectivement une moyenne de 1 200 et 1 700 euros le mètre carré.

### Transports

#### Principales connexions

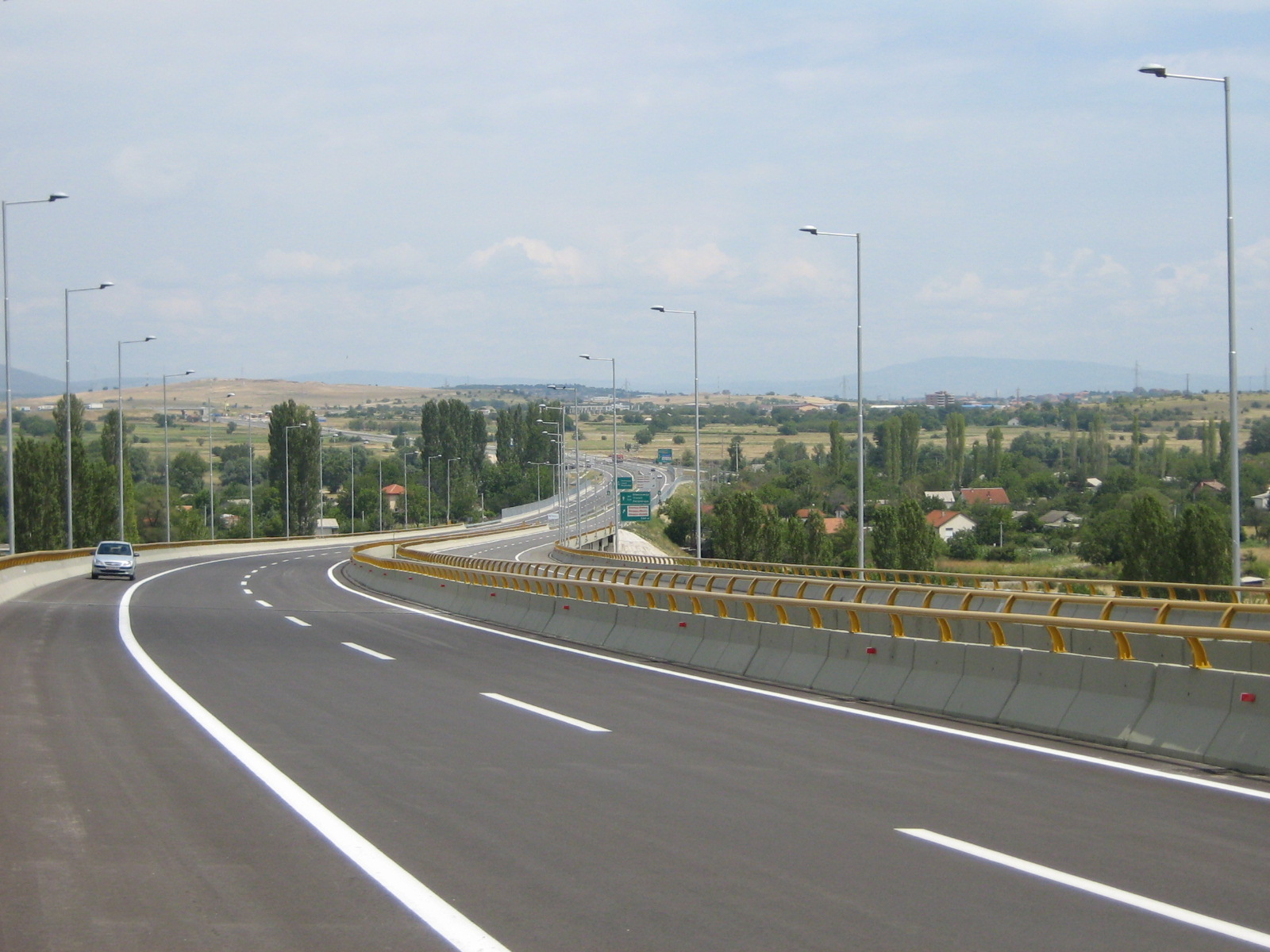
Le périphérique de Skopje.

Skopje est située à proximité de trois autres capitales, Pristina, distante de 80 kilomètres, Tirana, 160 kilomètres, et Sofia, 170 kilomètres. Par ailleurs, Thessalonique est à 250 kilomètres au sud de Skopje et Belgrade est à 320 kilomètres au nord. La ville se trouve également au carrefour de deux corridors paneuropéens, le corridor 10, qui traverse la Macédoine du Nord du nord au sud en suivant le Vardar et relie la Hongrie à la Grèce, et le corridor 8, qui traverse la péninsule balkanique d'est en ouest et relie la mer Noire en Bulgarie à la mer Adriatique en Albanie. Le corridor 10 permet surtout les liaisons avec Thessalonique au sud et Belgrade au nord, ainsi qu'avec le centre de la Macédoine, tandis que le corridor 8 permet d'atteindre Sofia et Tirana ainsi que plusieurs villes macédoniennes comme Tetovo et Ohrid.
Le corridor 10 est emprunté par la plus grande autoroute du pays, la M1, qui correspond à la route européenne 75, ainsi que par une voie ferrée qui assure des liaisons avec Belgrade et Thessalonique. Le corridor 8, moins développé, est quant à lui emprunté par la M4 ainsi que par une autre voie ferrée. Skopje étant légèrement désaxée à l'ouest par rapport au corridor 10, elle n'est pas traversée par la M1 et la jonction avec la M4 se fait à une vingtaine de kilomètres à l'est de la ville, près de l'aéroport. Enfin, une troisième autoroute, la M3, part de Skopje et relie la ville à Pristina au Kosovo. Elle est elle aussi secondée par une voie ferrée. Jusqu'à la mise en service d'une rocade en 2008, la M4 traversait la ville d'est en ouest, causant des embouteillages et aggravant la pollution de l'air.
Malgré la proximité géographique de Skopje avec d'autres grandes villes étrangères, les échanges ne sont pas optimisés, surtout à cause du manque d'infrastructures, notamment en direction de l'Albanie, l'autoroute et la voie ferrée n'ayant pas encore été prolongées jusqu'à la frontière. Ainsi, 61,8 % des Skopiotes ne sont jamais allés à Tirana, alors que seulement 6,7 % ne sont jamais allés à Thessalonique et 0 % à Sofia. Par ailleurs, 26 % des Thessaloniciens ne sont jamais allés à Skopje, contre 33 % des Sofiotes et 37 % des Tiranais.

#### Gares

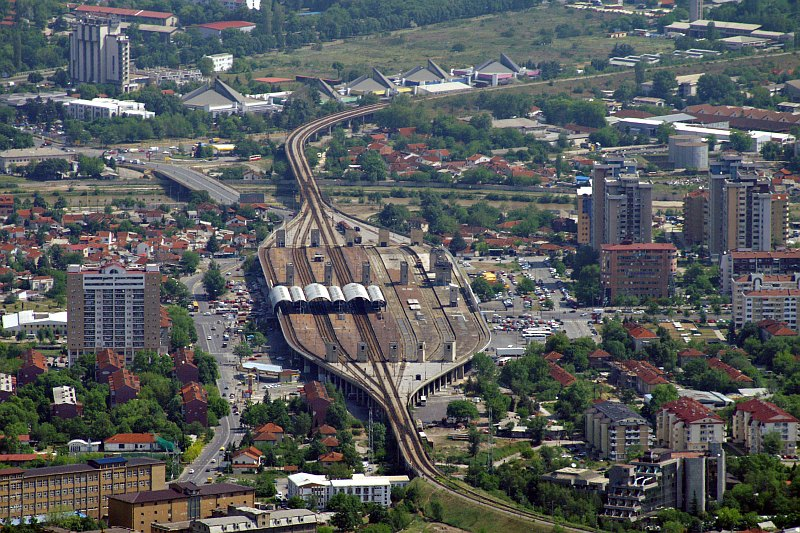
La gare vue depuis le mont Vodno.

La gare de Skopje est desservie par les trains effectuant la liaison Belgrade - Thessalonique et elle est aussi reliée quotidiennement à Pristina et à Niš. Après l'extension de la ligne suivant le corridor 8, la ville sera également reliée à Sofia et Tirana. Par ailleurs, des trains desservent d'autres villes macédoniennes comme Kumanovo, Kičevo, Kočani, Bitola ou Veles.
La ville compte également d'autres petites gares situées dans des quartiers périphériques, mais les trains qui s'y arrêtent circulent sur les lignes de chemin de fer importantes, car il n'existe pas de réseau ferroviaire propre à l'agglomération. Sur la voie qui relie Skopje au sud du pays se trouvent ainsi les gares de Dratchevo et de Lissitché, tandis que sur la voie qui relie Skopje à la Serbie se trouve la gare de Madjari. Enfin, en direction de Kičevo se trouvent Skopje-Nord et les gares de Ǵorče Petrov et de Saraj. Cette dernière ligne, en très bon état, forme un arc de cercle autour de la ville sur lequel les trains peuvent atteindre 100 km/h. Plusieurs autres gares sont réservées au fret.
La gare routière actuelle est ouverte depuis 2005. Elle a été construite sous la gare ferroviaire et elle peut accueillir 450 autocars en une journée. Elle propose bien plus de destinations que la gare ferroviaire (toutes les villes macédoniennes et beaucoup de villes étrangères, comme Istanbul, Sofia, Prague, Hambourg, Stockholm…).

#### Transports en commun

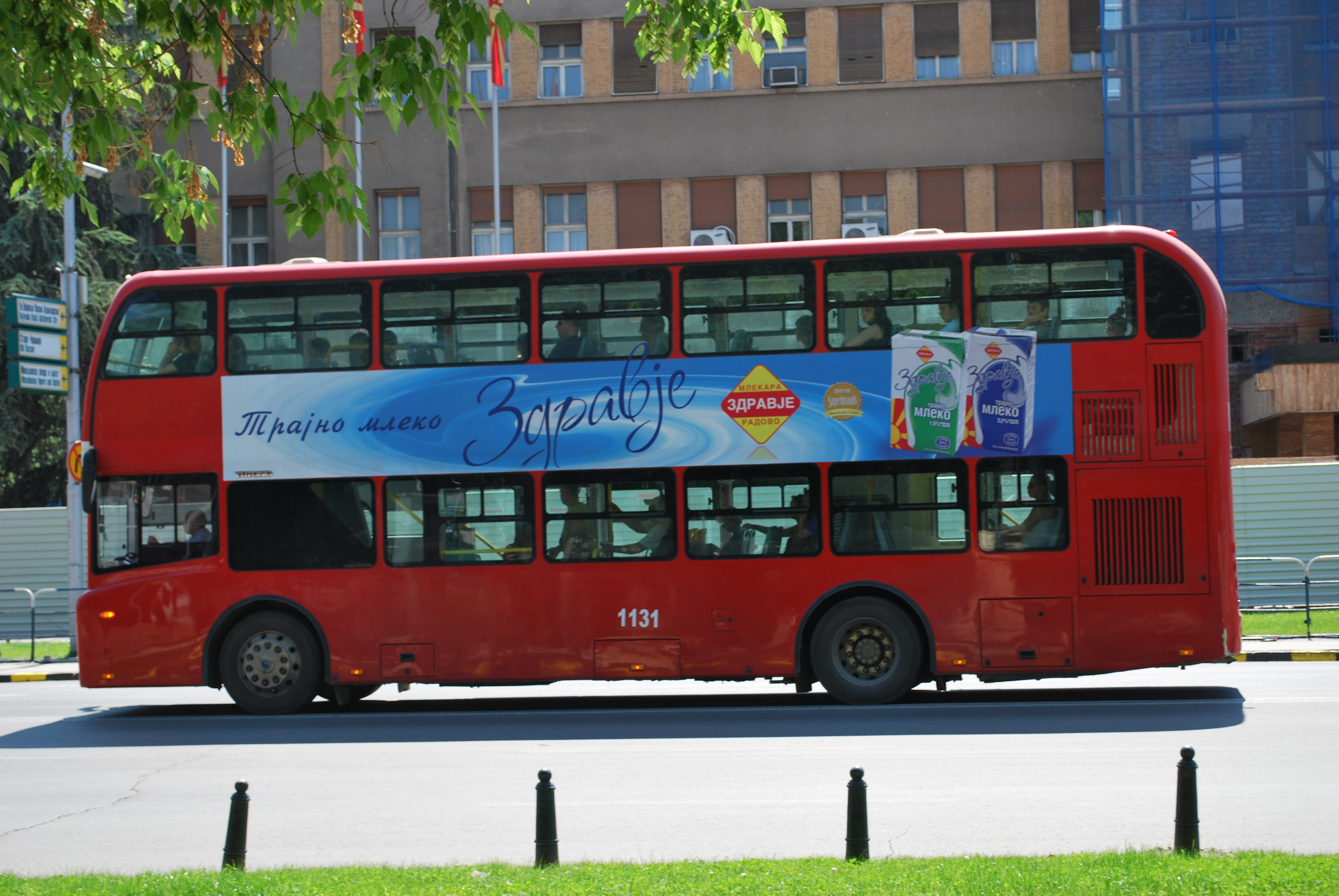
Un bus à impériale de Skopje, conçu pour ressembler à ceux utilisés dans les années 1950.

Skopje possède un réseau de bus géré par la ville et dont les lignes sont exploitées par trois compagnies. La plus vieille, JSP Skopje, est publique et a été fondée en 1948. En 1990, elle a perdu son monopole et deux compagnies privées sont venues la seconder, Sloboda Prevoz et Mak Ekspres. JSP Skopje a toutefois conservé 67 lignes de bus sur 80. 24 lignes sont considérées comme urbaines et les autres sont considérées soit suburbaines soit rurales.
Le réseau s'est largement détérioré au cours des années 1990, à cause de bus trop vieux et trop lents. Ceux-ci sont cependant renouvelés depuis 2011 par 80 bus standards fabriqués en Ukraine et 220 bus à impériale d'origine chinoise qui rappellent les véhicules utilisés dans les années 1950 et 1960, importés d'Angleterre. Ils sont équipés de systèmes de localisation automatique et les arrêts sont réaménagés.
Le réseau de bus devrait être à terme complété par un tramway ; néanmoins, sa construction a été retardée à de nombreuses reprises. L'idée avait d'abord été proposée à la fin des années 1980, mais les travaux devaient être financés grâce à une hausse d'impôts et les Skopiotes l'avaient refusé après référendum. En 2006, le maire Trifun Kostovski relance le projet et des propositions concrètes voient le jour en 2009. Les travaux sont toutefois ajournés après les élections municipales de la même année, le nouveau maire ne considérant pas la construction du réseau comme une priorité, mais a remis le projet sur la table en 2010 en lançant un appel d'offres pour que le réseau puisse être terminé en 2019.

#### Aéroport
La ville est desservie par l'aéroport international de Skopje, situé à une vingtaine de kilomètres du centre-ville, à Petrovec. Il est géré depuis 2008 par TAV Airports Holding, filiale du groupe ADP, qui a fait construire un nouveau terminal de 40 000 m2 et qui peut accueillir jusqu'à 4 millions de passagers par an. TAV Airports espère ainsi faire de Skopje l'une des principales plateformes aériennes des Balkans. L'aéroport a accueilli 2,9 millions de passagers en 2023 et la direction souhaite rapidement atteindre les trois millions et demi.
Skopje est reliée par avion toute l'année à plusieurs villes européennes comme Vienne, Zurich, Bruxelles, Istanbul, Budapest et Rome, ainsi qu'à Dubaï.

## Toponymie

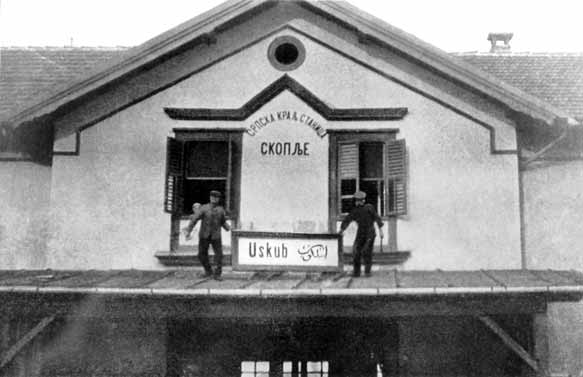
En 1912, la Macédoine du Vardar est annexée par la Serbie et « Üsküb » devient « Skoplje ».

Le nom actuel de la ville vient de « Scupi », nom latin d'une colonie romaine qui a donné naissance à la ville. Toutefois, avant la fondation de cette colonie, l'endroit était déjà occupé par des Illyriens et ce sont probablement eux qui sont à l'origine de ce nom, dont l'étymologie reste obscure.
Après l'Antiquité, la ville est occupée par plusieurs peuples qui lui donnent chacun un nom dans leur propre langue. Ainsi, Scupi devient « Skopié » (Скопие) pour les Bulgares, puis « Üsküb » (اسكوب) pour les Ottomans, nom adapté par les Occidentaux en « Uskub » ou « Uskup », tout en utilisant parfois le nom « Scopia » ou « Skopia », « Scopie » en français.
Lorsque la Macédoine du Vardar échoit au royaume de Serbie en 1912, Uskub devient officiellement « Skoplje » (Скопље) et ce toponyme est repris par la plupart des autres langues n'ayant pas d'appellation propre pour désigner la ville. Cette dernière prit son nom actuel, « Skopje » (Скопје), après la Seconde Guerre mondiale, lorsque la langue macédonienne est standardisée.
La minorité albanaise appelle la ville « Shkup » et « Shkupi » (forme définie), et les Roms, « Skopiye ».

## Histoire

### Préhistoire

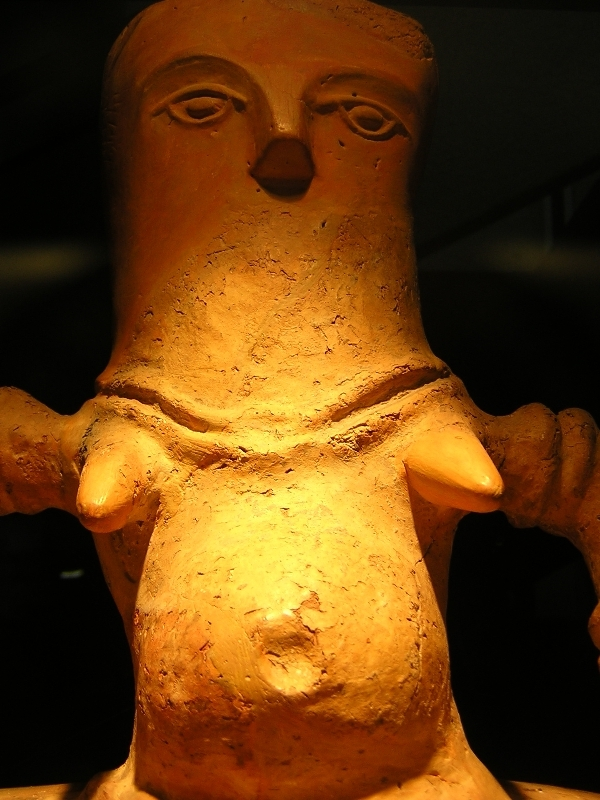
Statuette du Néolithique conservée au musée de la Ville de Skopje.

La colline sur laquelle se trouve la forteresse est le premier site occupé par l'homme à Skopje. Elle est habitée à partir du IVe millénaire av. J.-C., soit pendant le Chalcolithique. Les premiers habitants ont laissé des traces de huttes en terre sèche, des objets de culte, ainsi que des puits dans lesquels ils jetaient leurs ordures ou bien entreposaient diverses choses. La présence de nombreuses statuettes en terre cuite et d'outils en os et en pierre suggère l'existence d'une localité importante économiquement.
Cependant, la localité est moins grande pendant l'âge du bronze, et se confine à une petite partie de la colline. De cette époque datent des traces de maisons et des morceaux de céramique. Les fouilles archéologiques menées sur le site confirment la présence d'une seule culture locale qui évolue progressivement, d'abord grâce aux liens avec les autres cultures des Balkans et du Danube, puis, vers la fin de l'âge du bronze, à la faveur des contacts avec le monde de la mer Égée. L'âge du fer a laissé quelques traces de maisons en torchis ainsi que des céramiques. Ensuite, le site semble avoir été déserté, et seul un puits rituel du IVe siècle av. J.-C. a été retrouvé.
Cependant, d'autres localités subsistent dans les environs, comme Scupi, un village fondé au Ier millénaire av. J.-C. par des Illyriens, puis occupé par les Dardaniens. Ce site se trouve sur la colline de Zajčev Rid, à environ cinq kilomètres au nord-ouest du centre actuel de Skopje et de sa forteresse. Scupi, tout comme Naissus (actuelle Niš, Serbie) est située sur un axe stratégique puisqu'elle est sur la route qui relie la mer Égée au centre de la péninsule balkanique. Cependant, l'histoire du village avant la conquête romaine est presque inconnue. Seule une des quatre nécropoles de la ville romaine conserve des traces de sépultures de la fin de l'âge du bronze et du début de l'âge du fer (1200-900 av. J.-C.), mais celles-ci ont été presque complètement détruites par les Romains qui ont réutilisé l'espace pour leurs propres morts.

### Antiquité

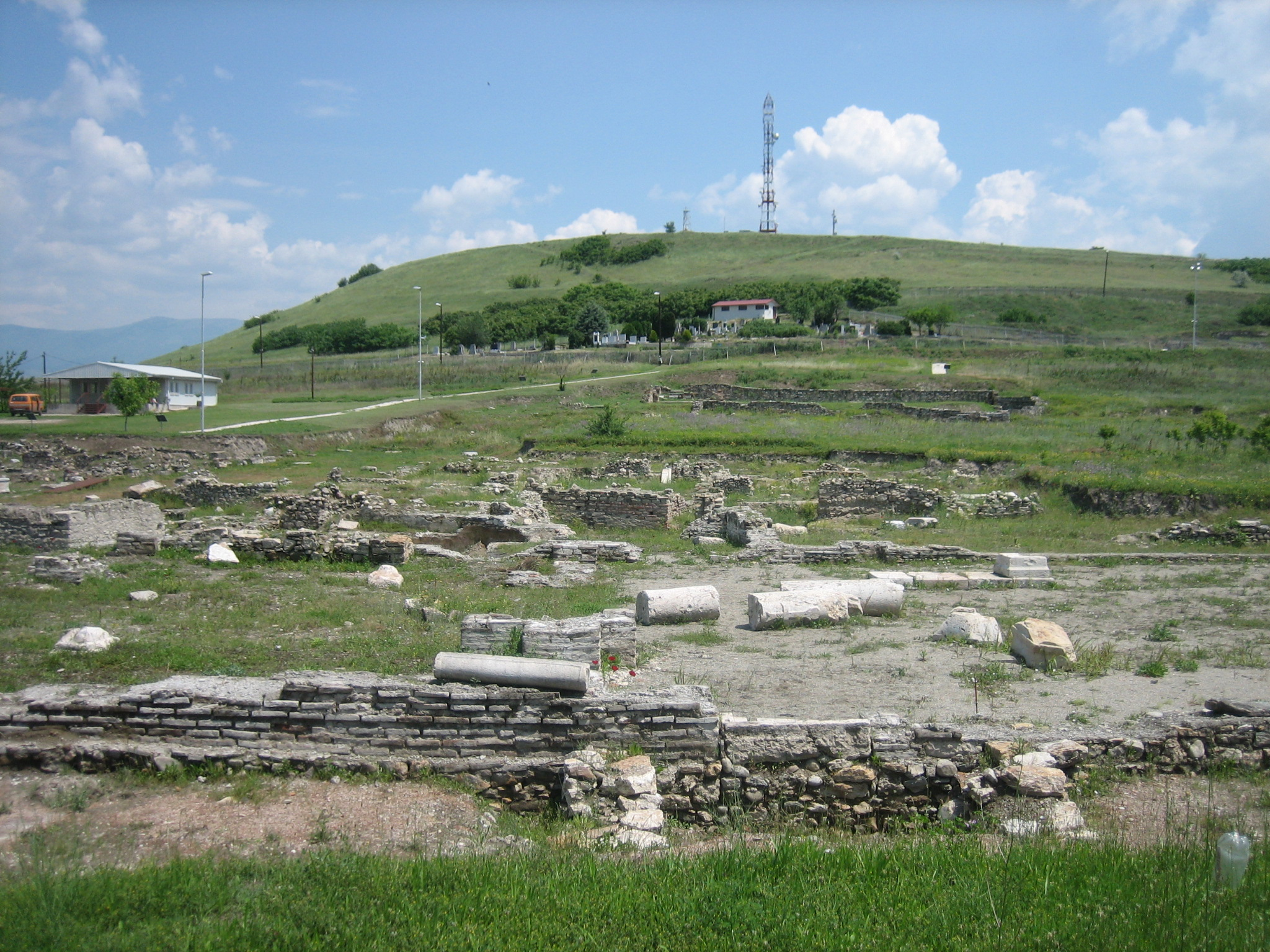
Les ruines de Scupi.

La région tombe sous la domination des rois de Macédoine en 335 av. J.-C. lorsqu'Alexandre le Grand étend son État jusqu'à la rive sud du Danube. À sa mort, la Macédoine entre en décadence et doit faire face à de nombreuses guerres avec les Romains. Les Dardaniens, un peuple vivant approximativement sur le territoire du Kosovo actuel, menacent également le pouvoir macédonien. Les Dardaniens vivent de l'agriculture et de l'élevage du bétail, mais l'influence macédonienne leur garantit un certain développement. Ils envahissent la région autour de Skopje au IIIe siècle av. J.-C. La Macédoine et la Dardanie sont finalement annexées à l'Empire romain lorsque Quintus Cæcilius Metellus Macedonicus vainc Persée, le dernier roi de Macédoine, en 148 av. J.-C. La région est d'abord incluse dans la province romaine de Macédoine, puis rejoint la Mésie, lorsque la conquête du Nord des Balkans au Ier siècle permet la création de cette nouvelle province.

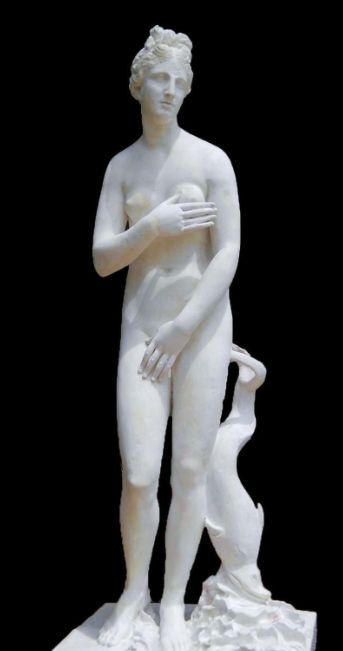
La Vénus pudique de Scupi, datée du IIe siècle.

En 13 ou 11 apr. J.-C., pendant le règne d'Auguste, une garnison est installée à Scupi et l'historien Tite-Live, mort en 17, en fait la première mention écrite. Le site sert alors principalement à la pacification de la région, dont certaines zones sont encore sous contrôle dardanien. Ensuite, Domitien y installe des vétérans à qui il offre des terres en remerciement de leurs services et transforme la garnison en colonie vers 85 apr. J.-C. ; cette colonie est baptisée « Colonia Flavia Scupinorum », en référence à la dynastie flavienne à laquelle l'empereur appartient. Au même moment, l'empereur divise la Mésie en deux et inclut Scupi dans la nouvelle Mésie supérieure. La population de Scupi est diverse, et les inscriptions sur les tombes des vétérans indiquent qu'une minorité d'entre eux étaient originaires d'Italie, tandis qu'un certain nombre venaient de Macédoine, de Dalmatie, de Gaule du Sud et de Syrie. Cette mixité ethnique explique que le latin soit devenu la langue majoritaire de la cité, la seule que tous les habitants aient en commun, au détriment du grec, pratiqué dans d'autres villes de Mésie et de Macédoine.
La colonie romaine grandit rapidement au cours des siècles suivants et, à la fin du IIIe siècle ainsi qu'au long du IVe, elle connaît une longue période de prospérité. Scupi est alors le principal centre religieux, économique, culturel et administratif de la région. La première église de Scupi est construite sous le règne de Constantin Ier ; l'édit de Milan, signé en 313, qui légalise le christianisme, permet à la ville de devenir un siège épiscopal. Le premier évêque de la ville, Perigorius, participe au concile de Serdica, qui se tient en 343. En 395, lors de la séparation en deux de l'Empire romain, Scupi se retrouve dans l'Empire romain d'Orient.
À son apogée, Scupi couvre 40 hectares et elle est entourée par un mur de 3,5 mètres de large. Elle possède de nombreux éléments caractéristiques des villes romaines de l'époque, comme quatre nécropoles, un théâtre, des thermes, ainsi qu'une basilique paléochrétienne, construite au Ve siècle et qui faisait 60 mètres de long et 16 mètres de large.

### Moyen Âge
En 518, Scupi est frappée par un séisme. Le tremblement de terre a laissé une faille dans le sol qui s'étend sur 45 kilomètres de long et fait jusqu'à quatre mètres de profondeur, ce qui laisse penser qu'il fut le plus violent qu'ait jamais connu la Macédoine. D'après les écrits du chroniqueur illyrien Marcellinus Comes, la ville disparaît totalement et ses habitants n'ont la vie sauve que parce qu'ils avaient déjà fui leurs maisons par peur de possibles invasions barbares,.
Scupi est toutefois reconstruite sous l'impulsion de l'empereur Justinien Ier, dont le règne est marqué par la fondation de nouvelles cités construites en hauteur. C'est le cas de Scupi, qui n'est pas rebâtie sur son site initial, mais vers la colline sur laquelle se trouve la forteresse, c'est-à-dire dans le centre-ville actuel de Skopje. Justinien aurait rebaptisé la localité en « Justiniana Prima », mais ce nom reste incertain car selon certaines sources, il aurait plutôt été attribué à Caričin Grad, une ancienne ville du Sud de la Serbie. Néanmoins, le nom de « Scupi » disparaît des écrits jusqu'à la fin du VIe siècle, où il est réutilisé avec une variante, « Scopis ».
Également à la fin du VIe siècle, selon Théophylacte, Scupi est pillée par les premières tribus slaves et des habitants sont pris en otages. Il est probable que la ville tombe définitivement aux mains des Slaves en 695, année durant laquelle de nombreux réfugiés des cités de Dardanie s'enfuient à Salonique. La tribu slave qui fonde une Sklavinie autour de Skopje est probablement celle des Berzites, qui occupent toute la haute vallée du Vardar. Une fois les Slaves définitivement installés dans la région au VIIe siècle, les Grecs et les Valaques sont devenus minoritaires et la Macédoine est régulièrement disputée entre les Byzantins et les Bulgares. Aucun écrit ne mentionne la ville au cours des trois siècles suivants.

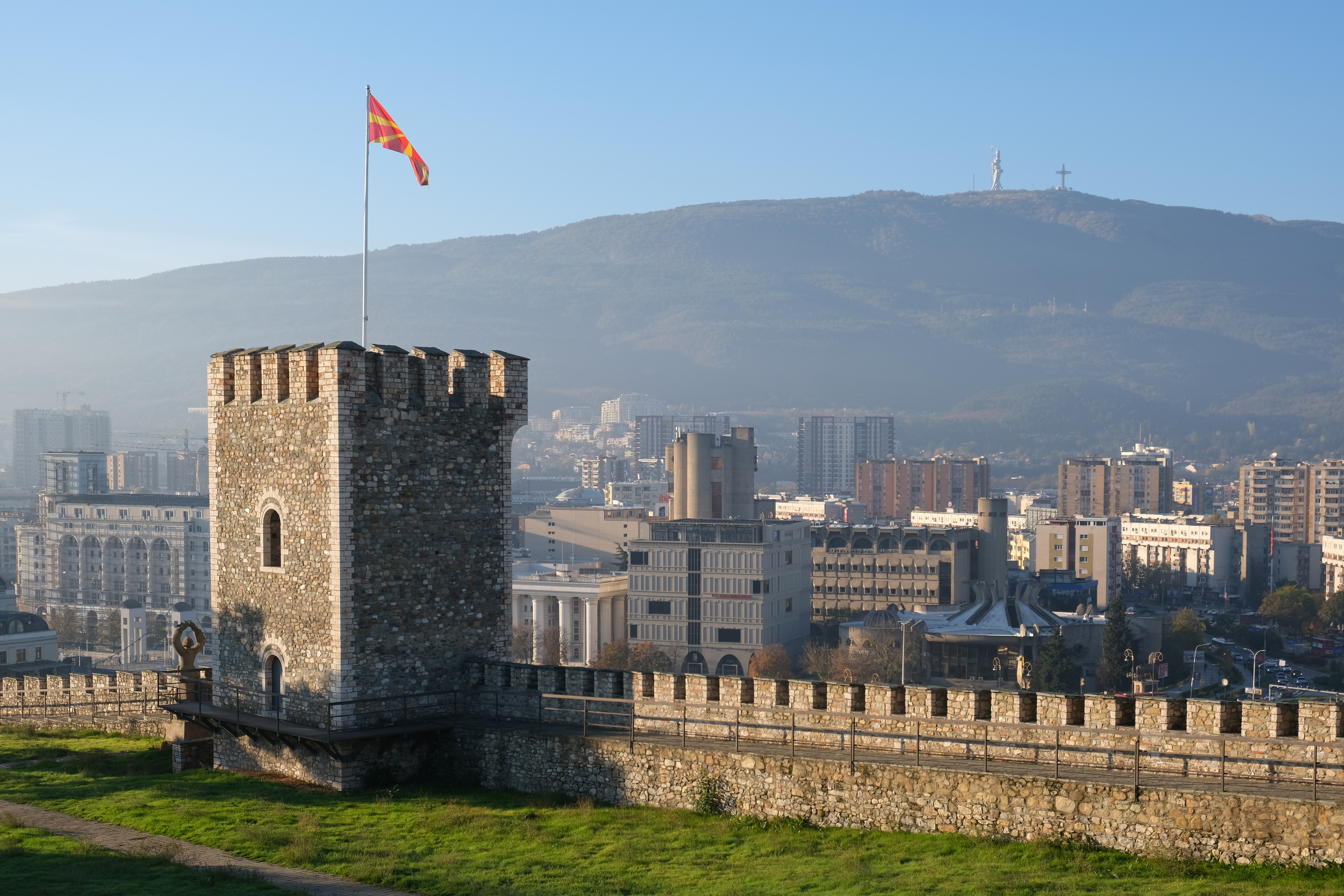
Une des tours de la forteresse de Skopje.

La forteresse de Skopje ne renferme pas de traces apparentes d'occupation au temps de Justinien, et seuls les restes d'un mur cyclopéen, non daté, peuvent suggérer un aménagement byzantin. Il faut attendre le Xe siècle pour que la forteresse actuelle voie le jour. Celle-ci, construite avec les meilleures techniques de l'époque, englobe toute la ville-haute, et possède un fort potentiel stratégique puisqu'elle se trouve au cœur de l'Empire que Samuel Ier de Bulgarie a créé en 976. Pendant le règne de Samuel, Skopje se développe et devient un centre de commerce en nouant des liens avec les cités voisines et celles de la côte adriatique.
Samuel Ier perd toutefois la ville en 1004, lorsqu'elle est reprise par les Byzantins. Son empire disparaît totalement dix ans plus tard. Les Byzantins, d'abord conciliants avec les vaincus, imposent rapidement un clergé grec et des lois fiscales plus contraignantes. En réponse, deux soulèvements slaves et valaques ont lieu et Skopje se retrouve à chaque fois au centre des combats. Le premier soulèvement est conduit par Petrou Deleanou qui rassemble une armée puis prend la ville en 1040, avant de prendre le contrôle de la Thrace, l'Épire et la Macédoine En 1041, toutefois, Deleanou est abandonné par ses alliés et défait par les Byzantins. La seconde insurrection a lieu en 1072 et elle est conduite par Gjorgij Vojteh (en), un notable appuyé par Mihajlo de Dioclée, descendant de Samuel. Après s'être emparé de Skopje, Vojteh occupe les régions de Prizren et d'Ohrid, mais les Byzantins le défont rapidement.

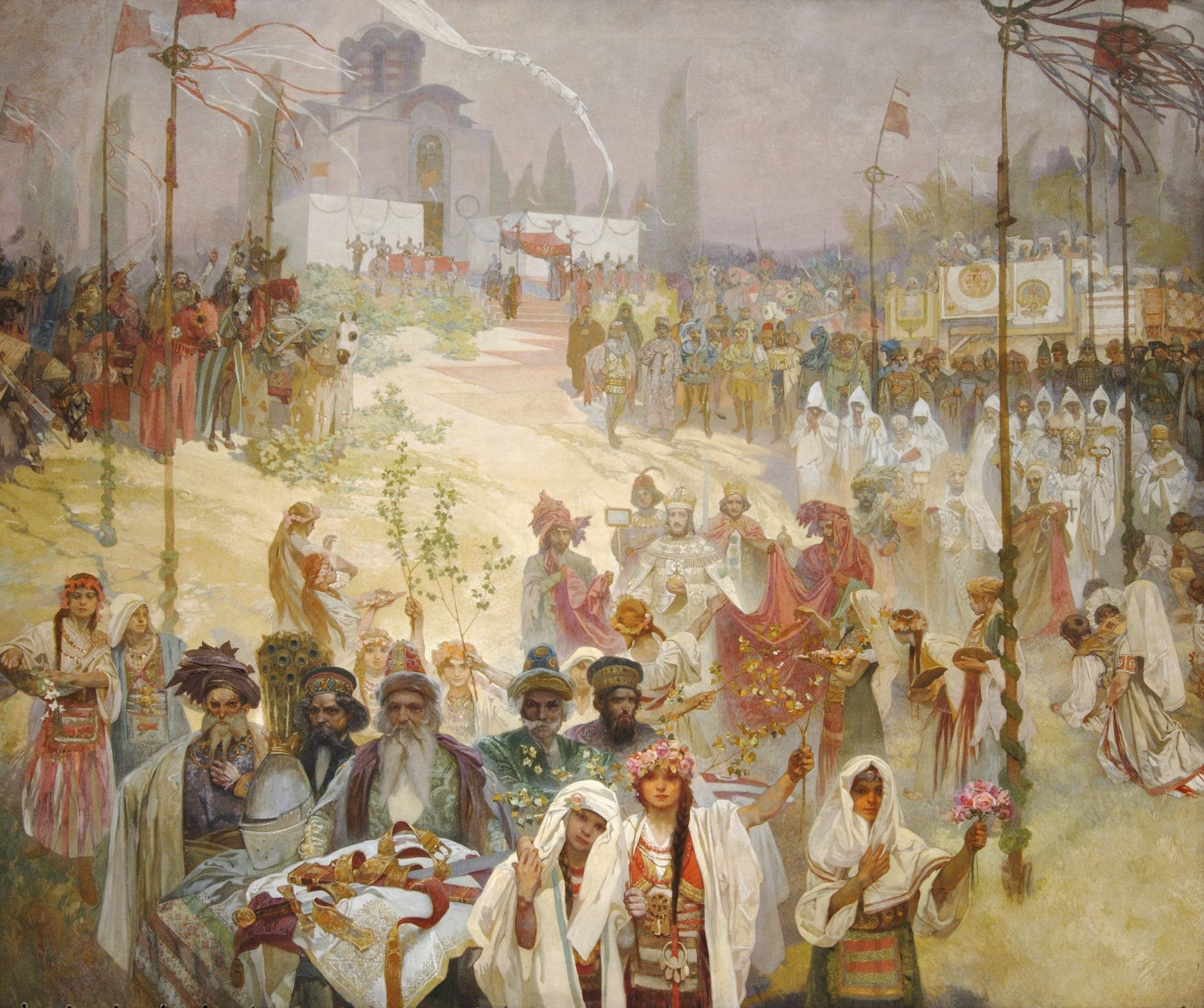
Le couronnement de Stefan Uroš IV Dušan à Skopje par Alfons Mucha, 1926.

La situation reste instable tout au long du XIe siècle. En 1081, les Normands de Robert Guiscard, après avoir délogé les Byzantins de Sicile et envahi les côtes grecque et adriatique, arrivent à Skopje. Ils conservent la ville jusqu'en 1088. Elle est prise en 1093 par Vukan Nemanjić, un joupan serbe, puis les Normands la récupèrent quatre ans plus tard après l'invasion du Polog par Bohémond de Tarente, fils de Robert Guiscard et futur meneur de la première croisade. Cependant, la famine et une épidémie de peste déciment vite son armée et il est rapidement contraint de restituer les territoires conquis aux Byzantins.
Aux XIIe et XIIIe siècles, le déclin de l'Empire byzantin permet aux Serbes de constituer un royaume allant jusqu'à Salonique. Skopje est ainsi conquise en 1282 par le roi Milutin. Sous la dynastie Nemanjić, Skopje connaît une période de prospérité et la ville s'étend autour de la forteresse, de l'emplacement du vieux bazar jusqu'à l'actuel quartier de Gazi Baba. Cette ville-basse est fortifiée à son tour. Églises, monastères et marchés se multiplient : des marchands de vénitiens et ragusains s'y installent. La ville profite des caravanes qui apportent des produits du reste de l'Europe, du Moyen-Orient et d'Afrique. Elle devient au XIVe siècle un important centre économique, culturel et administratif des Balkans : Stefan Uroš IV Dušan y déplace sa cour puis s'y fait couronner en 1346 « Empereur des Serbes et des Grecs ».
Après la mort de Stefan Uroš IV Dušan, son empire est disloqué par des luttes entre joupans et Skopje se retrouve dans le petit royaume de Vukašin Mrnjavčević, qui règne de 1366 à 1371. La division des Balkans en petits États facilite l'invasion ottomane, et après la bataille de la Maritsa puis la bataille de Kosovo Polje en 1389, la péninsule tombe progressivement aux mains des Turcs. Skopje devient ottomane le 19 janvier 1392.

### Âge d'or ottoman

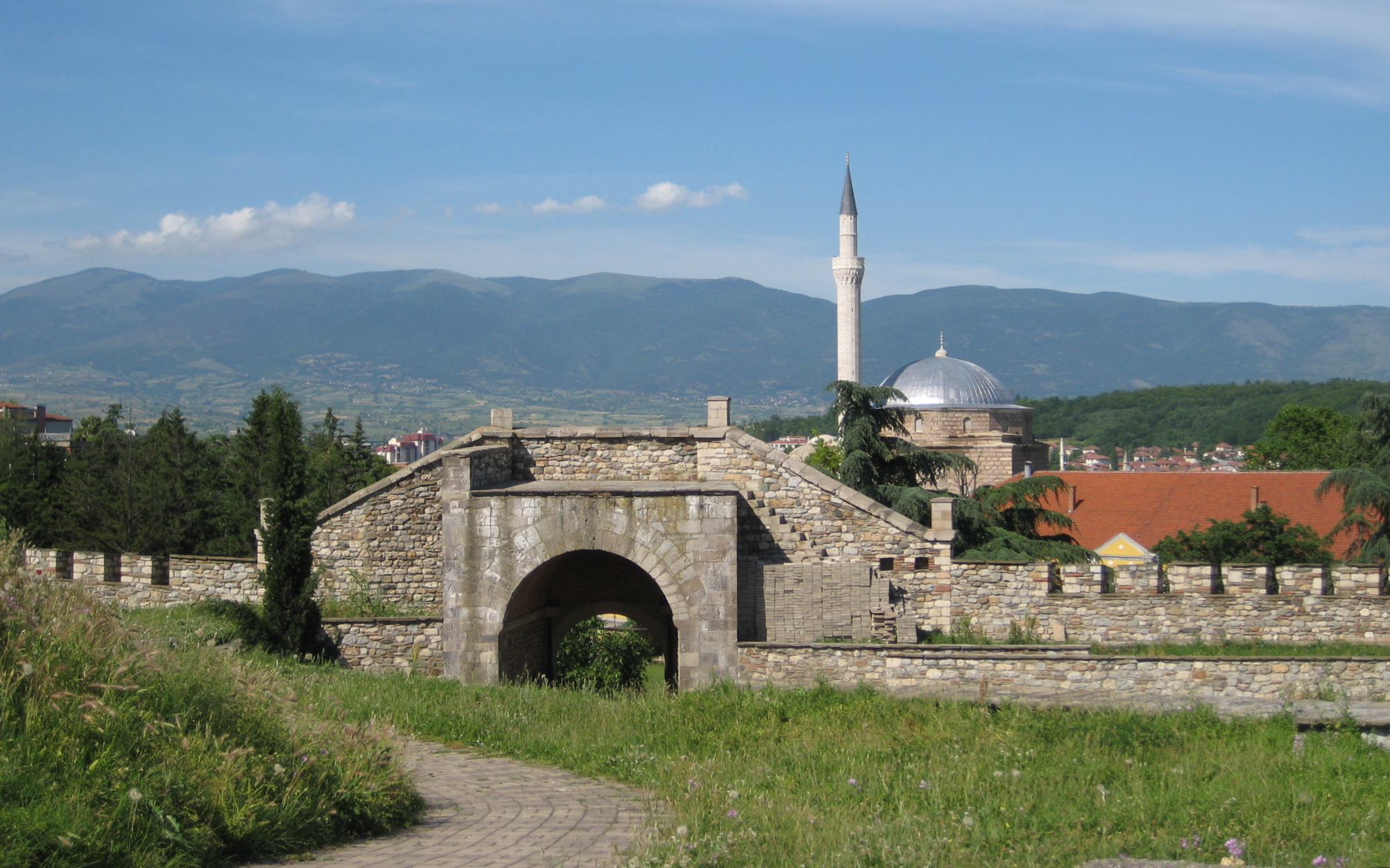
La mosquée Mustafa Pacha vue de la forteresse.

Après la conquête ottomane, la forteresse perd son caractère urbain et n'est plus qu'un site militaire. L'ensemble est réaménagé, des entrepôts, des baraques et des ateliers d'armes sont construits, mais Skopje perd rapidement son importance stratégique, car les frontières de l'Empire ottoman sont sans cesse déplacées vers le nord, où les conquêtes se poursuivent. Skopje, rebaptisée Üsküb, devient alors le siège d'une petite garnison. L'extension de l'Empire vers le nord permet cependant à Üsküb de rester sur un grand axe commercial, qui relie la mer Égée à Belgrade et la Hongrie. La ville basse connaît un véritable essor commercial jusqu'au XVIIe siècle et sa population change profondément. Les conversions à l'islam sont nombreuses dans les villes des Balkans et de nouvelles communautés s'installent, notamment des Turcs et des Juifs, ces derniers venant surtout de la péninsule Ibérique d'où ils fuient l'Inquisition. En 1455, Üsküb compte 511 foyers musulmans et 339 foyers orthodoxes, et en 1519, 717 foyers musulmans alors que le nombre de foyers orthodoxes est descendu à 302. Les chrétiens de la ville sont surtout des Macédoniens et des Albanais non convertis, mais aussi des marchands arméniens et ragusains. Chaque communauté vit dans son propre quartier, par exemple les Juifs se concentrent entre le Vardar et la forteresse.

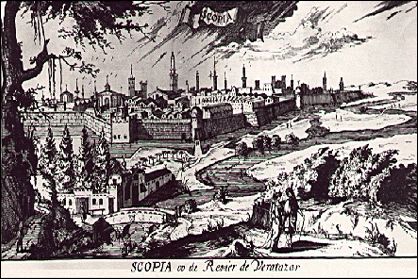
Vue de Skopje en 1594.

Le bazar est aménagé autour du bezisten, marché couvert mentionné pour la première fois en 1469, et les principales mosquées de la ville, comme celles de Mustafa Pacha ou du Sultan Murat sont construites des années 1430 au début du XVIe siècle, tout comme les hammams et des caravansérails. Ces constructions sont patronnées par des dignitaires ottomans locaux comme Mustafa Pacha, Ishak Bey et Yahya Pacha, vizirs, gouverneurs de la ville ou bien issus de l'entourage du Sultan. Üsküb est par ailleurs au cours des XVe et XVIe siècles un bastion religieux depuis lequel est organisée la conversion de la Serbie et de la Bosnie. Vers 1450, la ville compte 71 imams, 58 muezzins et 377 artisans, dont la grande majorité est musulmane. Üsküb est aussi un centre soufi et compte vingt tekkes au XVIIe siècle. En 1505, un séisme touche Üsküb et détruit une partie de la ville ; cependant, elle reprend rapidement son activité.
Bien que la première synagogue connue de Skopje ait été construite en 1366, la communauté juive n'augmente significativement en nombre qu'à partir de 1481 puis après son expulsion d'Espagne en 1492. Selon un voyageur italien qui visite Üsküb en 1560, les Juifs dépassent alors en nombre toutes les autres communautés de la ville. La fondation de la synagogue Bet Ya'akov au XVIIe siècle permet à Üsküb de devenir un centre religieux judaïque et elle est visitée par Sabbataï Tsevi et Nathan de Gaza, alors considérés par beaucoup de Juifs comme les nouveaux messies. Nathan de Gaza, qui meurt en 1680, est par ailleurs enterré à Üsküb.

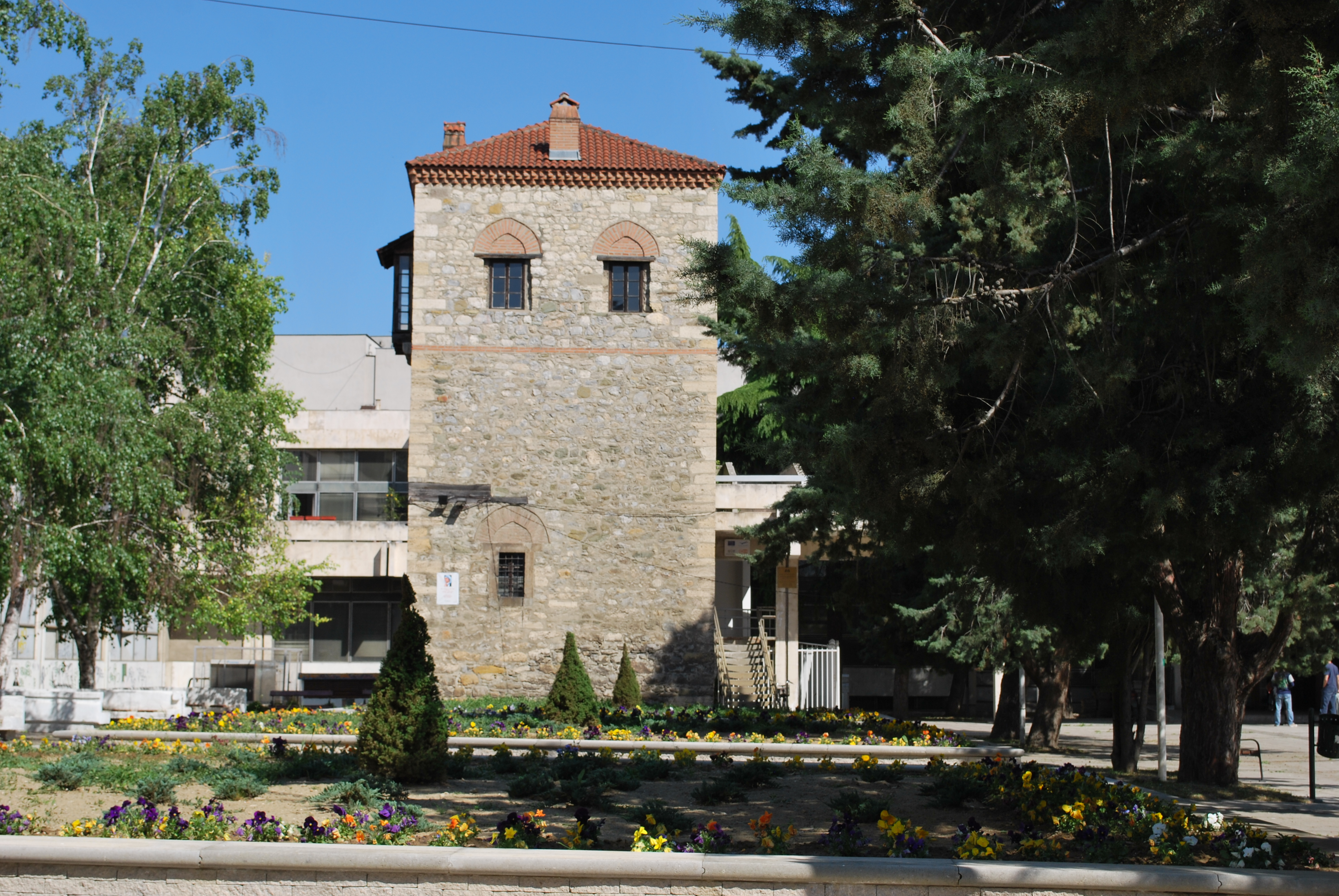
La tour du Bey, construite au XVIIe siècle, est l'une des seules constructions ottomanes de la rive sud du Vardar.

Üsküb est visitée par plusieurs voyageurs étrangers au cours des XVIe et XVIIe siècles. Philippe Canaye, dans son Voyage du Levant, publié en 1573, décrit la ville comme : 
« une très grande cité placée suivant quelques-uns en Bulgarie, mais à mon avis en Macédoine, si l'on conserve les anciennes frontières, […] là passe un fleuve nommé Vardar. À l'entrée de la ville sont les ruines d'un vieux château, et à l'intérieur de celui-ci une église grecque. […] Cette ville a une horloge publique qui s'entend de toute la ville et qui sonne les heures à la française. […] À Scopia réside le Beylerbey de Grèce, quand il n'est pas à Stamboul. »

De son côté, Dilger Zede, un Turc, écrit au XVIIe siècle : 
« J'ai voyagé pendant longtemps à travers le pays de Roumélie, vu beaucoup de belles villes et été impressionné par la grâce d'Allah, mais aucune ne m'a autant impressionné ni transporté que cette ville du paradis - Üsküb, à travers laquelle coule le Vardar. »
L'écrivain et voyageur turc du XVIIe siècle, Evliya Çelebi, comptabilise 10 160 maisons vers 1670. La population de l'époque est estimée entre 30 000 et 60 000 habitants. Üsküb est alors, avec Sarajevo et Belgrade, l'une des seules grandes villes sur le territoire de la future Yougoslavie. Par comparaison, Raguse, actuelle Dubrovnik, qui est pourtant un grand port de commerce, compte à peine 7 000 habitants à la même période.

### Guerre austro-turque et déclin

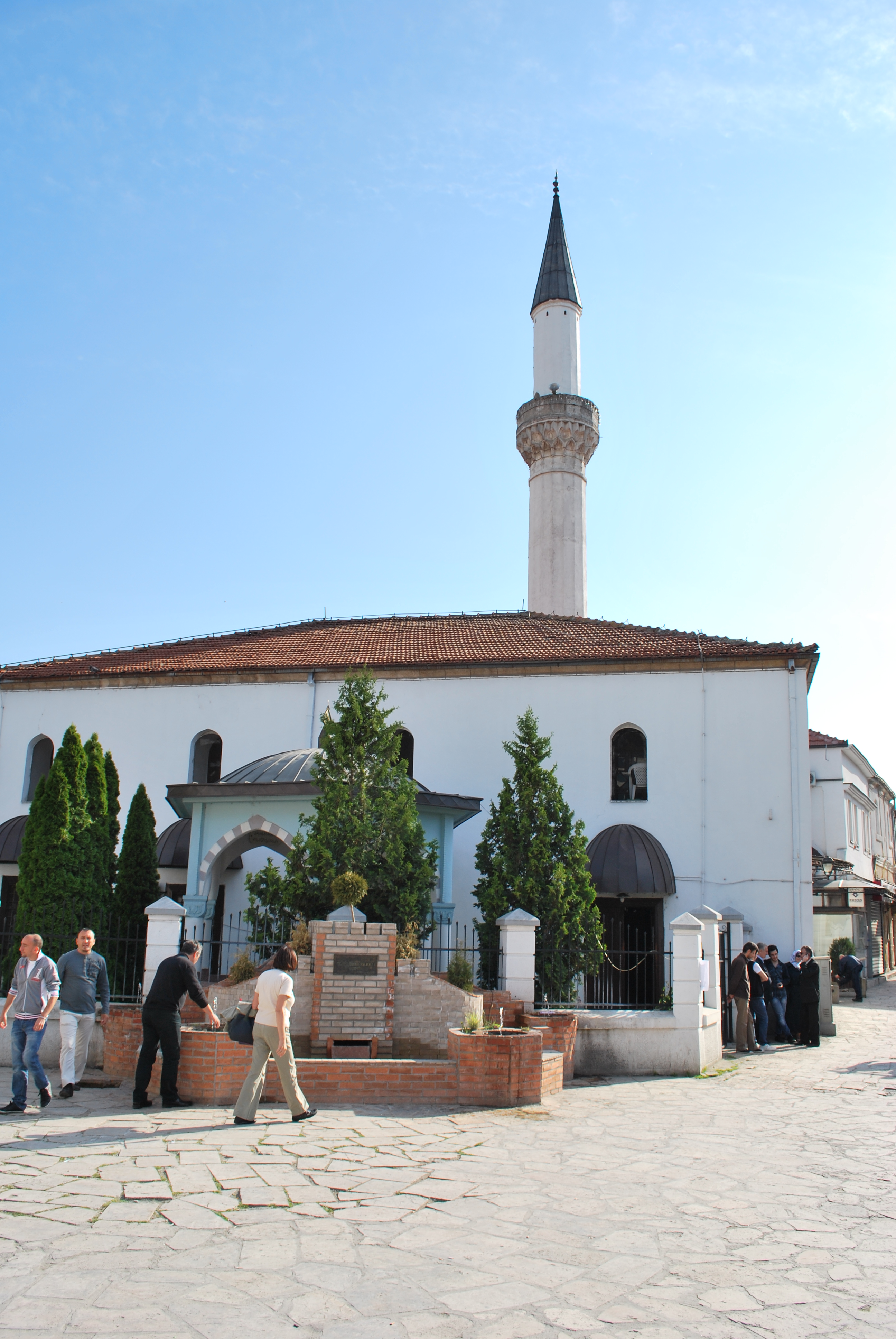
La mosquée Murat Pacha, construite après l'incendie sur les ruines d'un édifice plus ancien.

Üsküb est durement touchée par la Deuxième Guerre austro-turque. En 1689, l'armée autrichienne, après avoir obligé les Turcs à lever le siège de Vienne, pénètre en Macédoine. Üsküb, où sévit une épidémie de choléra, est déserte et sa forteresse en mauvais état : 400 cavaliers suffisent aux Autrichiens pour la prendre le 25 octobre. Le général Engelberto d'Ugo Piccolomini fait incendier la ville le même jour, pour anéantir le choléra, mais probablement aussi pour venger les dégâts faits à Vienne par les Ottomans. Üsküb continue de brûler pendant deux jours, les dégâts sont considérables, surtout dans le quartier juif.
La présence autrichienne satisfait de nombreux chrétiens de Macédoine, pour qui elle signifie la fin de l'hégémonie musulmane. Les Autrichiens sont soutenus par de nombreux haïdouks, comme Petar Karpoch, qui profite de la guerre pour mener une rébellion contre les Turcs. Mais les Autrichiens quittent rapidement la Macédoine et les Turcs écrasent les rebelles chrétiens. Bon nombre de ceux-ci quittent définitivement Üsküb et trouvent refuge dans le Nord des Balkans. Petar Karpoch est arrêté et empalé par les Turcs sur le pont de pierre.
Üsküb connaît après la guerre austro-turque une longue période de récession. La forteresse est reconstruite vers 1700, tout comme les édifices officiels, dont les mosquées et les caravansérails, mais la ville dans son ensemble n'est plus qu'un conglomérat de taudis. Les habitants sont décimés à plusieurs reprises par des épidémies de peste et de choléra, et un grand nombre d'entre eux émigrent, par exemple beaucoup de Turcs partent s'installer à Istanbul, dans le quartier d'Eyüp. L'Empire ottoman est alors ébranlé par de graves crises qui l'affaiblissent et des rébellions éclatent un peu partout en Macédoine. Elles sont généralement conduites par des hors-la-loi turcs, qui profitent de la faiblesse de la Sublime Porte pour piller les villages, mais aussi par des janissaires ou des haïdouks, qui réclament plus de droits ou de pouvoir.
La récession se poursuit tout au long du XVIIIe siècle, puis au cours des premières décennies du XIXe siècle. Une estimation faite par des officiers français vers 1836 indique qu'Üsküb n'a plus que 10 000 habitants, soit à peine le tiers de sa population du XVIe siècle. Selon ces mêmes estimations, la ville est largement dépassée par deux autres villes de l'actuelle Macédoine du Nord, Bitola (40 000 habitants) et Štip (entre 15 000 et 20 000 habitants). Un recensement ottoman de 1842 indique quant à lui 1 016 foyers musulmans et 295 foyers non-musulmans. Selon ce même recensement, la ville compte alors 7 305 habitants, dont 5 080 musulmans, 1 475 chrétiens et environ 500 Tsiganes et 250 Juifs. La kaza, c'est-à-dire la ville ainsi que les villages autour, regroupe alors 25 095 habitants.

### Renouveau économique et culturel

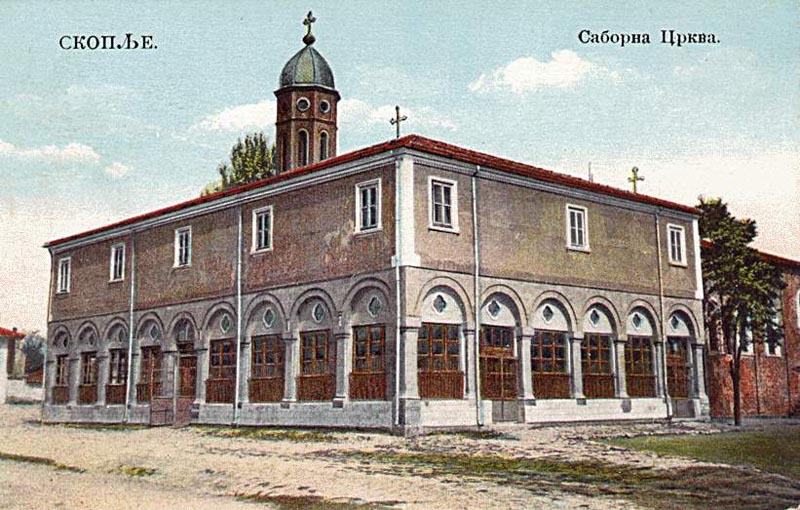
La cathédrale de la Nativité de la Vierge, construite en 1835.

Une petite croissance démographique est amorcée à Üsküb après 1850. Elle est soutenue par l'arrivée de petits groupes, comme des Tsiganes venus des environs, ou des Turcs et des Bosniaques fuyant la Serbie et la Bulgarie nouvellement indépendantes et qui s'installent dans le nouveau quartier de Madjir Maalo,, mais surtout par l'exode rural de Macédoniens. La construction en 1873 d'une voie ferrée qui relie la ville à Thessalonique accélère par ailleurs le renouveau économique de la ville. Cette ligne, construite par des entreprises occidentales, est prolongée l'année suivante jusqu'à Kosovska Mitrovica, puis une bifurcation vers Belgrade est ouverte en 1888. La position de la gare, sur la rive sud du Vardar, entraîne le déplacement progressif des activités commerciales de ce côté du fleuve, jusque-là pratiquement désert.
L'exode rural change sensiblement le visage ethnique de la ville, puisque les Macédoniens sont de plus en plus nombreux. Un nouveau quartier chrétien comprenant 55 maisons est par exemple construit en 1884. Le renouveau économique de la ville permet l'émergence d'une classe aisée macédonienne parmi laquelle les idées nationalistes circulent. Les propriétaires macédoniens les plus riches font construire des églises et des écoles slaves afin de contrer l'hégémonie de l'Église grecque sur les chrétiens slaves. Les premières, la cathédrale de la Nativité de la Vierge, l'église de l'Ascension ouvrent en 1835 et en 1836, à la même période que l'école municipale. Plus tard, en 1850, sont inaugurées une autre école, qui peut accueillir environ 180 élèves, puis une bibliothèque. Les principales figures locales du nationalisme slave sont Yordan Hadji Konstantinov-Djinot, professeur expulsé de la ville en 1857 sous la pression de l'évêque grec, et Théodose de Skopje, métropolite rattaché à l'exarchat de Bulgarie, mais partisan de la création d'une Église orthodoxe macédonienne, expulsé à son tour en 1892. Üsküb est l'un des cinq principaux foyers de l'Organisation révolutionnaire intérieure macédonienne lorsque cette dernière organise l'insurrection d'Ilinden en 1903. Ce soulèvement nationaliste, qui se déroule du 2 août à mi-novembre, se cantonne toutefois autour de Bitola et Krouchevo, laissant Skopje en dehors du conflit.

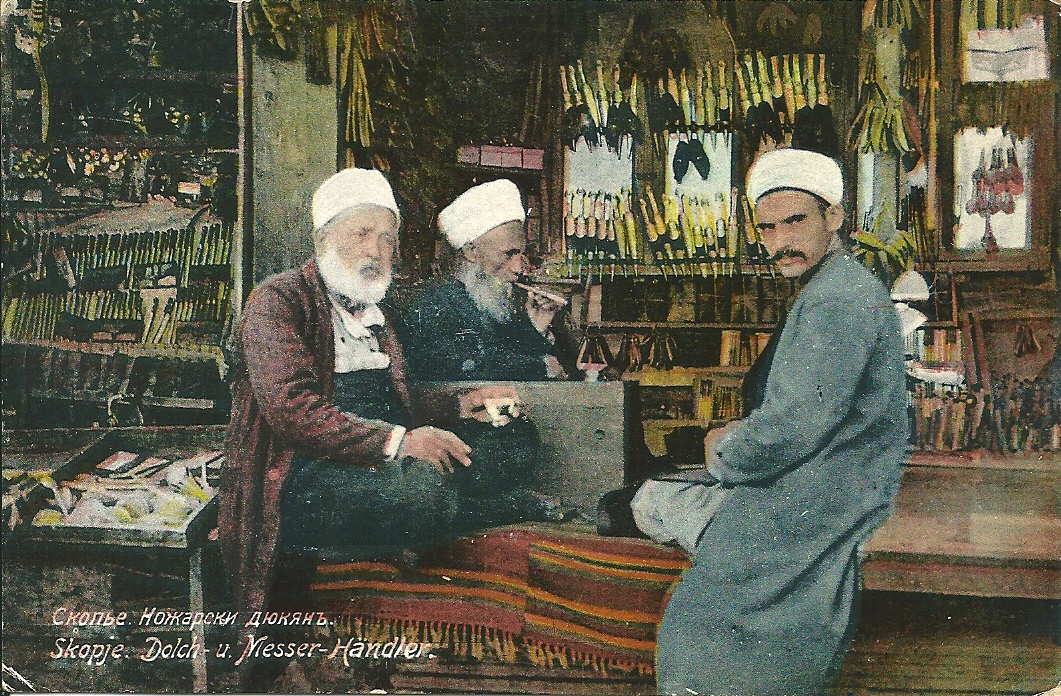
Des couteliers dans le vieux bazar au début du XXe siècle.

En 1877, Üsküb se retrouve à la tête du vilayet du Kosovo, nouvellement créé, qui regroupe notamment le Kosovo actuel, le Nord-Ouest de la Macédoine et le Sandjak de Novipazar. Avec environ 32 000 habitants en 1905, c'est la plus grande ville du vilayet, dépassant toutefois Prizren de peu (30 000 habitants). En 1898, la ville compte 32 mosquées, 8 medreses, 19 tekkes, une synagogue, quatre églises, deux métropolites, une imprimerie, 17 écoles musulmanes et autant d'écoles non-musulmanes, huit hôtels, 75 restaurants, 44 auberges, 32 cafés, 69 boulangeries et 1 410 magasins. Selon l'Encyclopædia Britannica de 1911, Üsküb est aussi le siège d'un corps d'armée, d'un archevêché grec et catholique ainsi que d'un évêché bulgare. Les principales activités économiques sont la teinture, le tissage, le tannage, le travail des métaux et la production de vin et de farine. La Banque impériale ottomane ainsi que la Banque de Salonique y ont des bureaux et le français est la langue du commerce.
Au début du XXe siècle, le gouverneur Afuz Mehmed Paşa tente de moderniser et d'occidentaliser la ville en faisant par exemple planter le parc de la Ville et en construisant une école pour enfants pauvres et un lycée. Un théâtre est également édifié en 1906. L'avènement des Jeunes-Turcs après le renversement du sultan en 1909 permet une première démocratisation de la Turquie, et donc de la Macédoine. Des partis politiques locaux sont créés, comme l'Organisation social-démocrate d'Üsküb, qui devient une branche du Parti social-démocrate ottoman. Un premier courant socialiste émerge également dans la ville.
Certaines mesures prises par les Jeunes-Turcs, comme l'augmentation des impôts et l'interdiction des organisations politiques fondées à bases ethniques, mécontentent cependant les minorités. Les Albanais s'opposent également à la promotion du nationalisme turc par le mouvement et lancent des révoltes locales en 1910 et en mai 1912. Cette dernière part d'Albanie et du Kosovo et s'étend rapidement jusqu'à l'est d'Üsküb. Les insurgés s'emparent de Kosovska Mitrovica et Pristina puis, le 11 août, font tomber Üsküb, gardée par 4 000 soldats ottomans. La prise d'Üsküb est un grand succès pour les insurgés, et plusieurs groupes d'Albanais arrivent dans la ville les jours suivants pour y défiler. Le mouvement reste calme, cependant, et les habitants ne sont pas menacés. Le 18 août, les insurgés signent avec les Turcs les accords d'Üsküb qui garantissent l'autonomie d'une province albanaise au sein de l'Empire et ils sont finalement amnistiés le 19 août 1912.

### Des guerres balkaniques à la Première Guerre mondiale

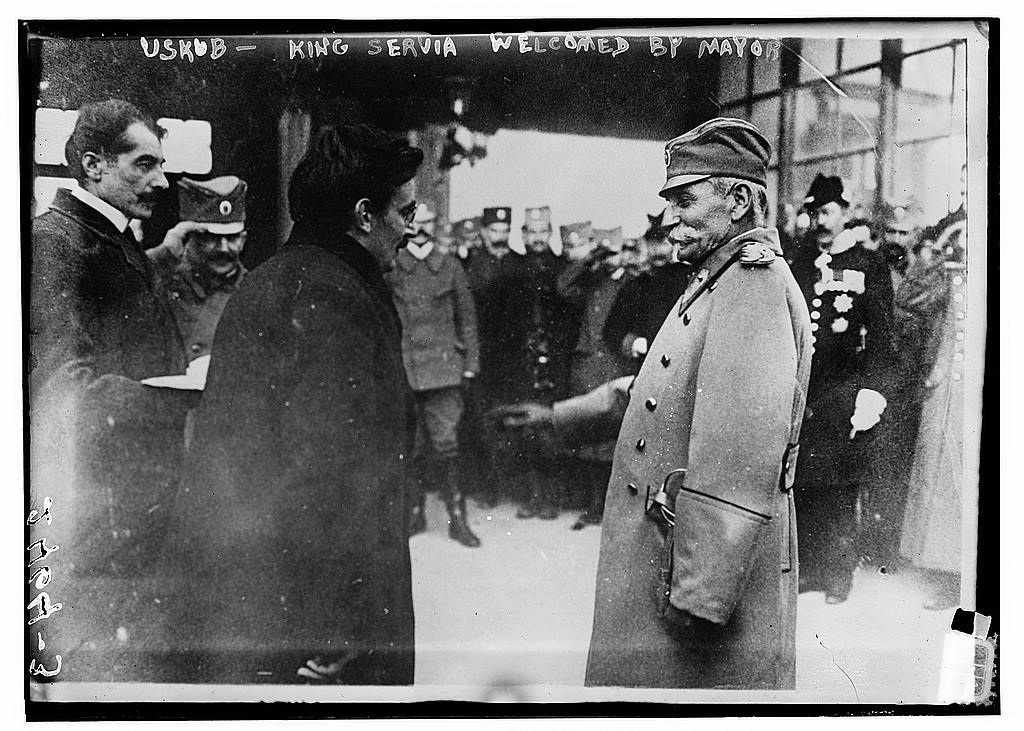
Pierre Ier de Serbie en visite à Skoplje vers 1914

La Bulgarie, la Grèce et la Serbie veulent expulser définitivement les Turcs des Balkans et forment une alliance en 1912. Les trois pays essaient de partager par avance la Turquie d'Europe, mais ne peuvent se mettre d'accord sur le sort de la Macédoine. Alors que la Grèce peut prétendre à la moitié sud, les Serbes et les Bulgares se disputent plusieurs villes, dont Üsküb fait partie.
La Première Guerre balkanique commence le 8 octobre 1912 et dure six semaines. La Serbie, qui a mobilisé 350 000 soldats, l'emporte rapidement avec la victoire écrasante de Kumanovo et son armée atteint Üsküb le 26 octobre. L'armée ottomane a déserté la ville la veille. Les soldats serbes, rejoints par des paysans venus de toute la Serbie pour célébrer la victoire, massacrent des Albanais de la ville, et dans les environs, comme au Kosovo, des villages sont pillés et incendiés. Le traité de Bucarest, signé le 10 août 1913, entérine le partage de la Macédoine et donc l'appartenance d'Üsküb, désormais « Skoplje », au royaume de Serbie. Cette annexion entraîne l'exode de nombreux Turcs ; 725 familles turques quittent par exemple la ville le 27 janvier 1913. Un recensement organisé par les Serbes la même année fait état de 37 000 habitants à Skopje.
Lors de la Première Guerre mondiale, la Bulgarie envahit la Macédoine serbe en 1915. La Serbie ralliée à la Triple-Entente, est très vite aidée par la France, le Royaume-Uni, la Grèce et l'Italie. Les armées de ces pays constituent, au nord de la Grèce le front de Salonique, et progressent dans la Macédoine serbe. En 1917, l'Autriche-Hongrie, alliée de la Bulgarie, installe un quartier général dans la forteresse afin de couper la route vers le nord. Le 29 septembre 1918, l'Armée française d'Orient, profitant de la rupture du front parvient aux portes de Skoplje et, sous le commandement de Jouinot-Gambetta, prend la ville par surprise. Une fois Skoplje tombée, la route vers Belgrade et le Danube est ouverte.
Le 26 septembre 1918, les Bulgares demandent l'armistice. La Macédoine serbe est incluse la même année dans le royaume des Serbes, Croates et Slovènes, qui devient en 1929 le royaume de Yougoslavie. Skoplje est alors la plus grande ville de la région la moins développée d'Europe.

### Entre-deux-guerres

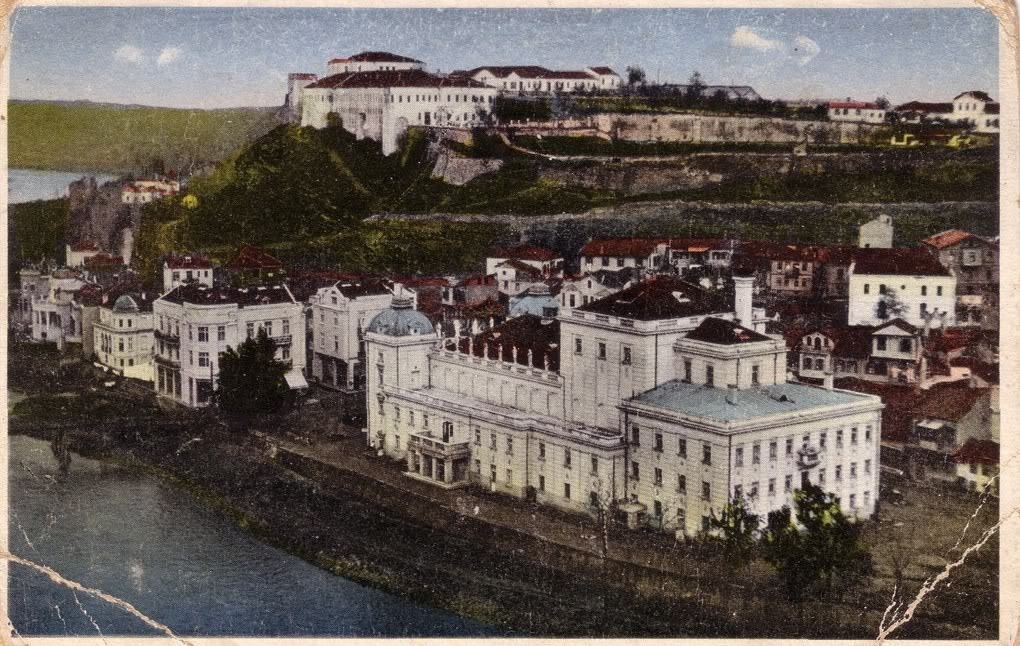
Le théâtre national et la forteresse vers 1920.

Les Yougoslaves conservent la vocation militaire de la ville et font construire divers édifices dans la forteresse entre 1921 et 1930. Elle retrouve aussi une fonction administrative en 1922, lorsqu'elle devient chef-lieu de l'un des 33 départements du Royaume. En 1931, avec le changement de constitution, les départements disparaissent et Skoplje est faite chef-lieu de la banovine du Vardar, l'une des neuf régions de la Yougoslavie.
Jusqu'à la Seconde Guerre mondiale, Skoplje connaît une période de développement et une hausse démographique. La population, estimée à 41 066 habitants en 1921, atteint 64 807 habitants dix ans plus tard, et elle est évaluée autour de 80 000 en 1941. Bien que sise dans une région sous-développée, Skoplje attire un certain nombre de bourgeois serbes qui y ouvrent des entreprises. Ces derniers, comme le personnel administratif, issus de régions yougoslaves riches, contribuent à la modernisation et à l'occidentalisation de la ville. Les plus riches font construire de grandes demeures et le pouvoir central, de son côté, commande des monuments imposants, comme un musée ethnographique ouvert en 1933 et une nouvelle gare avec une façade néobyzantine. En 1941, la ville compte 45 usines, soit environ la moitié de toute l'industrie macédonienne, et parmi ces usines se trouve l'entreprise Monopol, qui produit 25 % des cigarettes yougoslaves. En 1928, un aéroport est construit à trois kilomètres du centre-ville, il est régulièrement desservi par la ligne Vienne-Zagreb-Belgrade-Thessalonique à partir de 1929.

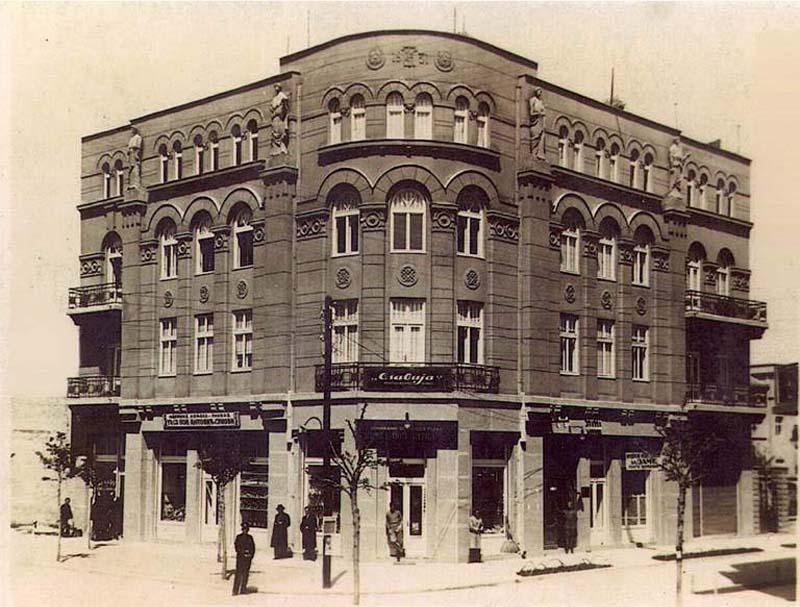
Le palais des Čitkuševi, construit dans les années 1920 et détruit par le séisme de 1963.

Rebecca West, qui visite le royaume de Yougoslavie en 1937, rend compte des transformations opérées par les Serbes dans la ville : 
« La gare est située dans la nouvelle partie de Skoplje, au bout de la rue principale, laquelle ressemble étrangement à un quartier commercial de ville industrielle anglaise, il y a une cinquantaine d'années. […] Il se trouve que, malheureusement, les Yougoslaves, dans leur joie à expulser les Turcs et devenir maîtres de la Macédoine, ont démoli la belle mosquée […] et l'ont remplacé par un Club d'Officiers qui est l'un des bâtiments les plus hideux de toute l'Europe. […] Tous les soirs, les Slaves de Skoplje qui appartiennent au monde moderne, comme les fonctionnaires ou les membres des professions libérales, déambulent le long de la Grand-Rue qui va de la gare au pont principal sur le Vardar, tandis que les Slaves qui appartiennent à l'ancien monde, comme les artisans et les paysans, arpentent un bout du quai. Mais les musulmans et les gitans ont leur corso dans cette partie périphérique de la ville, au sommet d'une colline. »

### Seconde Guerre mondiale

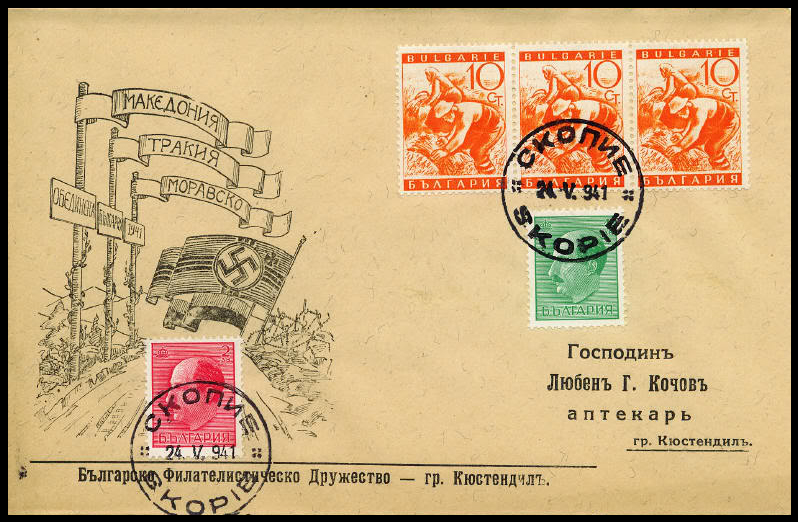
Enveloppe envoyée depuis Skopje en 1941, on y voit des timbres bulgares ainsi que le drapeau militaire nazi.

En 1941, Adolf Hitler pose un ultimatum au roi Pierre II. Soit il signe le traité d'alliance qu'ont déjà signé l'Allemagne, l'Italie et le Japon, soit les nazis envahissent le pays. Le roi temporise. En fin de compte les nazis envahissent la Yougoslavie et la Grèce sans déclaration de guerre et conquièrent rapidement ces deux pays.
Les nazis prennent Skoplje le 8 avril 1941 après l'avoir bombardée deux jours auparavant. Ils poursuivent leur avance vers la frontière grecque et abandonnent la ville aux mains de leurs alliés bulgares le 19 avril. Ces derniers font de Skoplje le siège du commandement de l'Armée d'occupation bulgare, du district de police et du commissariat civil pour toute la Macédoine. Par ailleurs, ils lancent aussitôt une campagne de bulgarisation de la région. Les écoles serbes sont fermées, les livres serbes interdits, et à Skoplje, le clergé est remplacé. Un grand nombre de professeurs serbes sont arrêtés puis déportés. Certains élèves et étudiants sont même tués par balle. Les Bulgares ouvrent leurs propres écoles ainsi qu'un institut d'enseignement supérieur, l'université du roi Boris.
Dès le début de l'occupation, les Juifs de Skoplje, qui sont environ 4 000 en 1940, subissent des humiliations publiques, leurs magasins sont attaqués. En mars 1943, les nazis et le gouvernement bulgare s'accordent pour les déporter en Pologne. Les 10 et 11 mars, des ordres sont envoyés à travers la Macédoine et tous les Juifs de la région sont envoyés à Skoplje où ils sont emprisonnés dans l'usine de tabac Monopol. À partir du 22 mars 1943, ils sont finalement déportés au camp d'extermination de Treblinka. Seuls 2 % des Juifs de Macédoine échappent à la mort et la plupart d'entre eux s'installent en Israël après la Libération. En 1946, Skopje compte toutefois encore 452 Juifs, mais ils ne sont plus que 95 en 1952 et cette communauté disparaît tout à fait vers 1958.

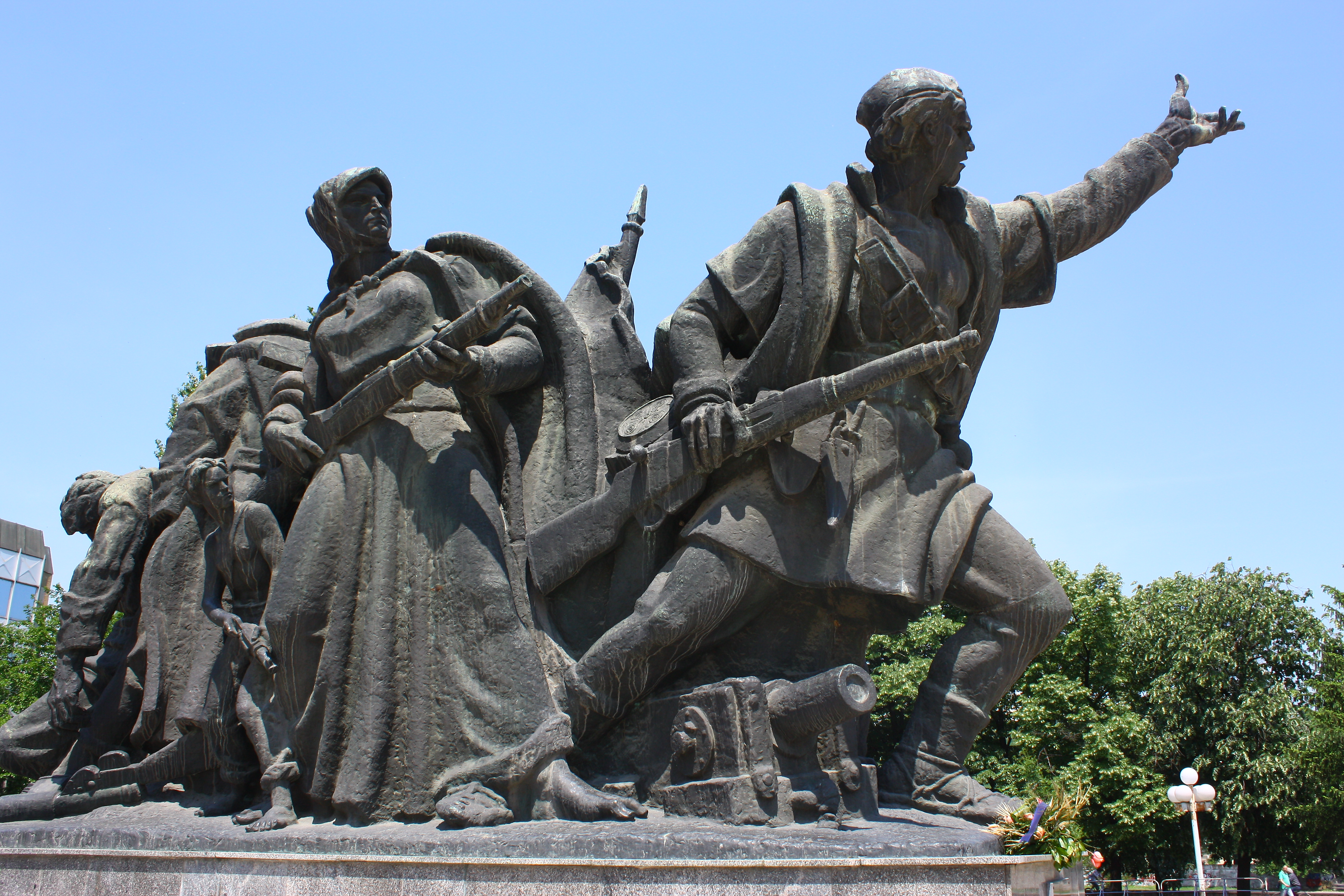
Le monument aux Libérateurs de Skopje.

Dans la ville, des résistants constituent des réseaux antifascistes et antibulgares, principalement dans la mouvance du Parti communiste de Macédoine. Le premier détachement de Partisans est créé en août 1941, alors que des sabotages ont déjà été menés à l'aéroport et à l'atelier de maintenance de locomotives. De nombreux résistants sont pris, meurent en prison ou finissent exécutés.
En 1943, les combats de la libération s'intensifient. Skoplje est bombardée le 18 octobre par les avions américains de la 12th USAAF qui parviennent à détruire des infrastructures ferroviaires et des locomotives. D'autres bombardements stratégiques ont notamment lieu le 24 janvier 1944. Le 2 août 1944, l'Assemblée anti-fasciste pour la libération du peuple macédonien (ASNOM) tient sa première session au monastère de Prohor Pčinjski et proclame l'indépendance de la « république populaire de Macédoine ». Dès lors, la Résistance se fait plus importante et l'Armée populaire de libération de Macédoine, constituée majoritairement de communistes mènent des combats de rue dans Skopje à l'automne. La ville est libérée à l'issue de ces combats, le 13 novembre 1944. Après la libération de Tetovo le 19 novembre, la Macédoine est totalement libre.

### Après-guerre
En 1945, la nouvelle république socialiste de Macédoine forme l'une des six entités de la Yougoslavie de Josip Broz Tito. Le peuple macédonien et sa langue sont alors pour la première fois internationalement reconnus. Skoplje devient officiellement Skopje. Une Bibliothèque nationale et un orchestre national philharmonique sont créés à Skopje dès 1944, puis la ville reçoit un musée national en 1946. L'université Saints-Cyrille-et-Méthode ouvre sa première faculté en 1946 et un Institut de la langue macédonienne est instauré en 1953. L'Académie macédonienne est finalement fondée en 1967.
Skopje profite de son nouveau statut administratif et des programmes d'industrialisation yougoslaves. Des usines fabriquant du verre et de la laine de verre, du ciment, des freins automatiques pour les trains, des meubles, des pièces automobiles ou encore du textile sont ainsi ouvertes. L'industrie métallurgique est aussi grandement encouragée afin de créer des emplois et alléger l'exploitation des gisements bosniaques. La Macédoine tout entière s'industrialise et l'exode rural est massif, comme dans toute la Yougoslavie. Alors que Skopje comptait 102 600 habitants à la fin de l'année 1946, elle en compte 197 300 en 1961. Entre 1931 et 1971, la ville a multiplié sa population par 4,6, un taux plus fort que celui de Belgrade (3,1) ou Zagreb (3,5), mais toutefois inférieur à celui de Niš (14,6). En 1971, plus de 30 % de la population macédonienne qui ne vit pas de l'agriculture habite à Skopje. En 1962, la ville concentre 35 % de l'industrie macédonienne et produit 43 % des revenus de la république socialiste de Macédoine.
La ville conserve également une forte diversité ethnique, et selon le recensement de 1953, Skopje compte alors 122 143 habitants, dont 74 686 Macédoniens, 22 562 Turcs, 8 650 Serbes, 7 829 Roms, 3 166 Albanais, 1 351 Croates, 1 064 Monténégrins, 552 Slovènes, 438 Valaques, 784 personnes slaves n'appartenant à aucun peuple précédent, 203 personnes se déclarant comme « Yougoslaves » et 858 personnes n'appartenant à aucun groupe,.

### Tremblement de terre de 1963

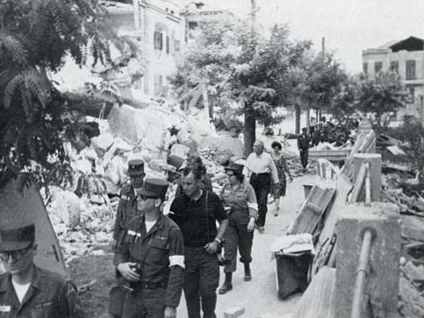
L'armée américaine dans la ville en ruines.

Le 26 juillet 1963, à 5 h 17 du matin, la ville est violemment secouée par un séisme de magnitude 6,9 sur l'échelle de Richter. Il dure 20 secondes et est ressenti surtout dans la vallée du Vardar. Son épicentre se trouve à 15 kilomètres au nord-ouest de la ville, et son foyer entre 10 et 15 kilomètres de profondeur. Tout comme le séisme de 1960 d'Agadir, celui de Skopje est relativement faible en magnitude, mais a occasionné d'énormes dommages sur une zone restreinte.
Le tremblement de terre tue environ 1 070 personnes et fait 3 300 blessés, dont la moitié reste handicapés à vie. 16 000 personnes sont ensevelies vivantes dans les décombres et 70 % des habitants sont sans toit. La ville est détruite à 80,7 %, 19 établissements scolaires, 32 infrastructures sportives, 9 polycliniques et un grand nombre d'autres institutions disparaissent, comme l'université, dont les laboratoires sont réduits en poussière. Les dégâts sont évalués à un milliard de dollars, soit le budget annuel de toute la Yougoslavie. Le nombre élevé de destructions s'explique surtout par le fait que les architectes avaient largement ignoré un code de construction anti-sismique promulgué en 1948, ainsi que par la fragilisation des fondations de certains immeubles à la suite d'inondations en 1962. Environ un tiers des bâtiments restés intacts visuellement doivent être détruits et Skopje perd une grande part de sa richesse historique et culturelle. Parmi les édifices qui disparaissent se trouvent par exemple le Théâtre national et le Club d'Officiers ainsi que bon nombre d'immeubles construits pendant l'entre-deux-guerres. La forteresse est de son côté sévèrement touchée, comme la plupart des mosquées ottomanes, presque toutes conservées et restaurées par la suite. Les voies ferrées et les infrastructures souterraines ont globalement échappé au désastre.
L'évènement, retransmis par les médias dans le monde entier, suscite un grand élan humanitaire : le statut de non-aligné de la Yougoslavie est ce qui facilite principalement son expression. Skopje reçoit ainsi de l'aide de 77 États, sous forme d'argent, de médecins, d'équipes de reconstruction… Les États-Unis, par exemple, font installer un hôpital de campagne d'une capacité de 120 lits. L'infrastructure, venue de Berlin, est montée dans les vingt-quatre heures qui suivent le séisme. Des milliers de maisons préfabriquées sont assemblées en attendant la reconstruction. La catastrophe émeut également des artistes, comme Jean-Paul Sartre ou Pablo Picasso, qui offre à la ville son tableau Tête de Femme, exposé depuis au musée d'art contemporain, lui-même construit par le gouvernement polonais.

### Reconstruction

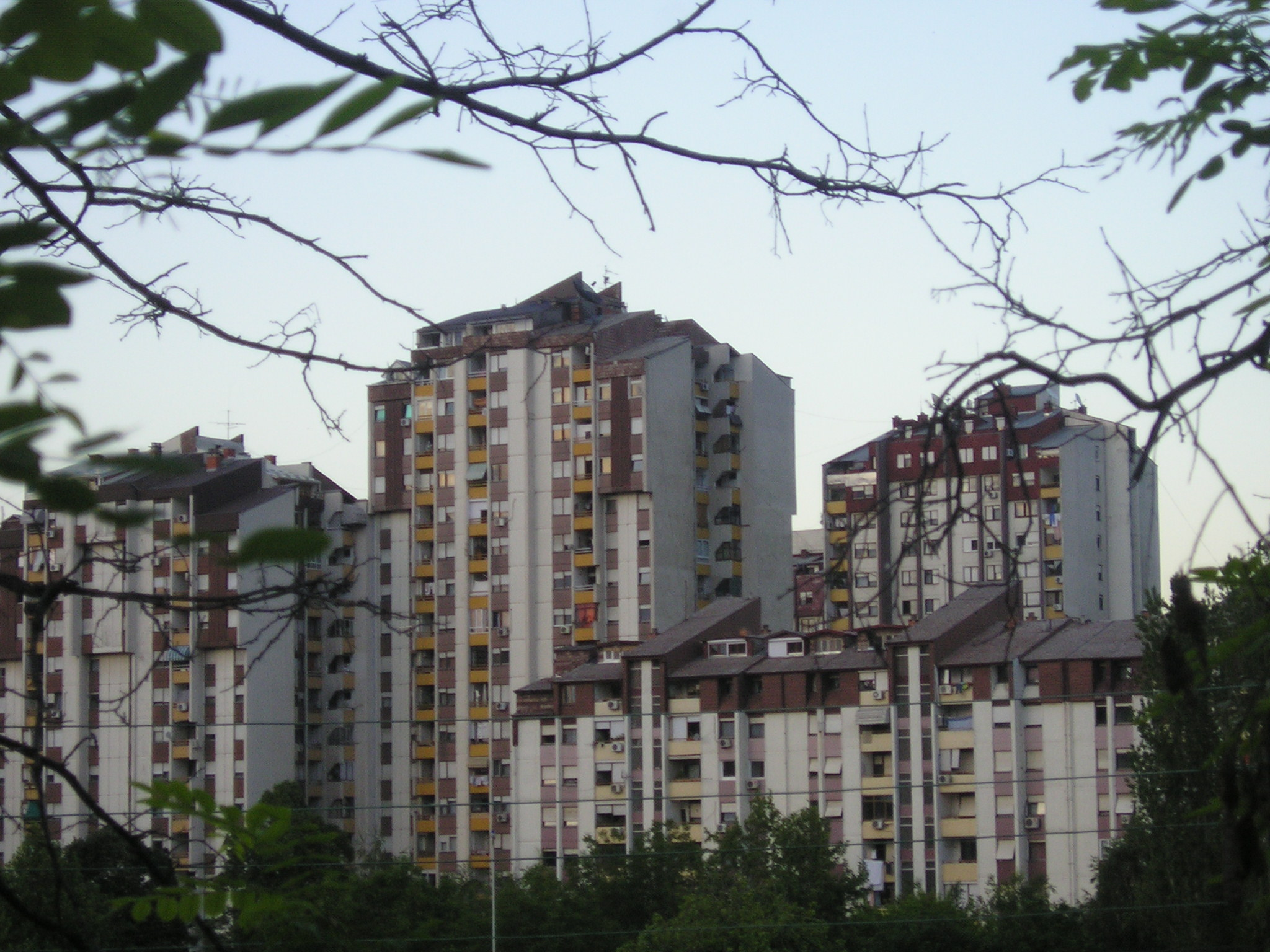
Immeubles de Kapichtets, quartier développé dans les années 1970.

Pendant les premiers mois qui suivent la catastrophe, un débat a lieu entre les partisans de la reconstruction et ceux qui proposent l'abandon de la ville, car d'autres séismes sont à prévoir sur le site. Après prospection, aucun endroit sûr en Macédoine ne semble toutefois pouvoir accueillir la nouvelle capitale, et le bon état des infrastructures de transport et des usines motive finalement la reconstruction sur le même site. Un comité de reconstruction est nommé en 1964, il est dirigé par Adolf Ciborowski, architecte polonais qui avait déjà planifié la reconstruction de Varsovie en 1945. Il est secondé dans sa tâche par une soixantaine d'experts internationaux et autant d'experts yougoslaves. Le plan définitif est présenté au public en octobre, lors d'une exposition qui attire plus de 10 000 visiteurs en une semaine. Les travaux, rapides, sont aussi très impressionnants et, lors d'un exercice d'écriture sur l'évènement qui avait selon eux le plus marqué l'histoire de leur ville, 80 % des enfants skopiotes choisissent la reconstruction plutôt que le séisme lui-même.
Dans les trois à cinq ans qui suivent le séisme, les efforts se concentrent sur le relogement de la population et la remise en marche des entreprises industrielles. La reconstruction a un impact psychologique profond, car elle entraîne l'éclatement des voisinages et la réinstallation aléatoire des habitants. Les gens ne sont pas familiers de leurs nouveaux logements, des préfabriqués en bois, ils craignent les incendies et n'ont pas le droit de participer eux-mêmes à la construction de leurs futures maisons. Les logements se veulent également rationnels et le régime voit dans la reconstruction une manière de rééduquer la population, notamment les minorités. Toutefois, la communauté rom, très réticente à emménager les nouveaux immeubles, est regroupée dans un nouveau quartier au nord de la ville, Šuto Orizari, qu'elle peut construire comme elle le souhaite. Le centre-ville est d'abord laissé en ruines, ce qui permet d'y conduire des analyses de sol et d'organiser un concours international pour son redéveloppement. Ce concours est remporté par Kenzō Tange, qui a déjà travaillé à Hiroshima, ainsi que par un institut croate. Le projet final, une synthèse du travail des deux lauréats, est présenté en 1966.
Les travaux sont achevés vers 1980, même si certains éléments ne voient jamais le jour, à cause de l'épuisement des fonds et de l'inflation qui s'aggrave en Yougoslavie. Ils font naître une ville totalement nouvelle, composées d'unités consacrées à des usages bien précis, comme l'industrie, le commerce, le logement… Chaque unité de logement doit pouvoir contenir 6 000 personnes et celles-ci habiter à moins d'un quart d'heure à pied d'un arrêt de bus. La gare est l'un des seuls édifices anciens conservés dans le centre. Laissée partiellement en ruines, son horloge arrêtée sur l'heure du séisme, elle a été transformée en musée de la ville de Skopje. Une grande partie du vieux bazar ottoman, sur la rive nord du Vardar, est quant à elle restaurée et conservée.

### Depuis 1980

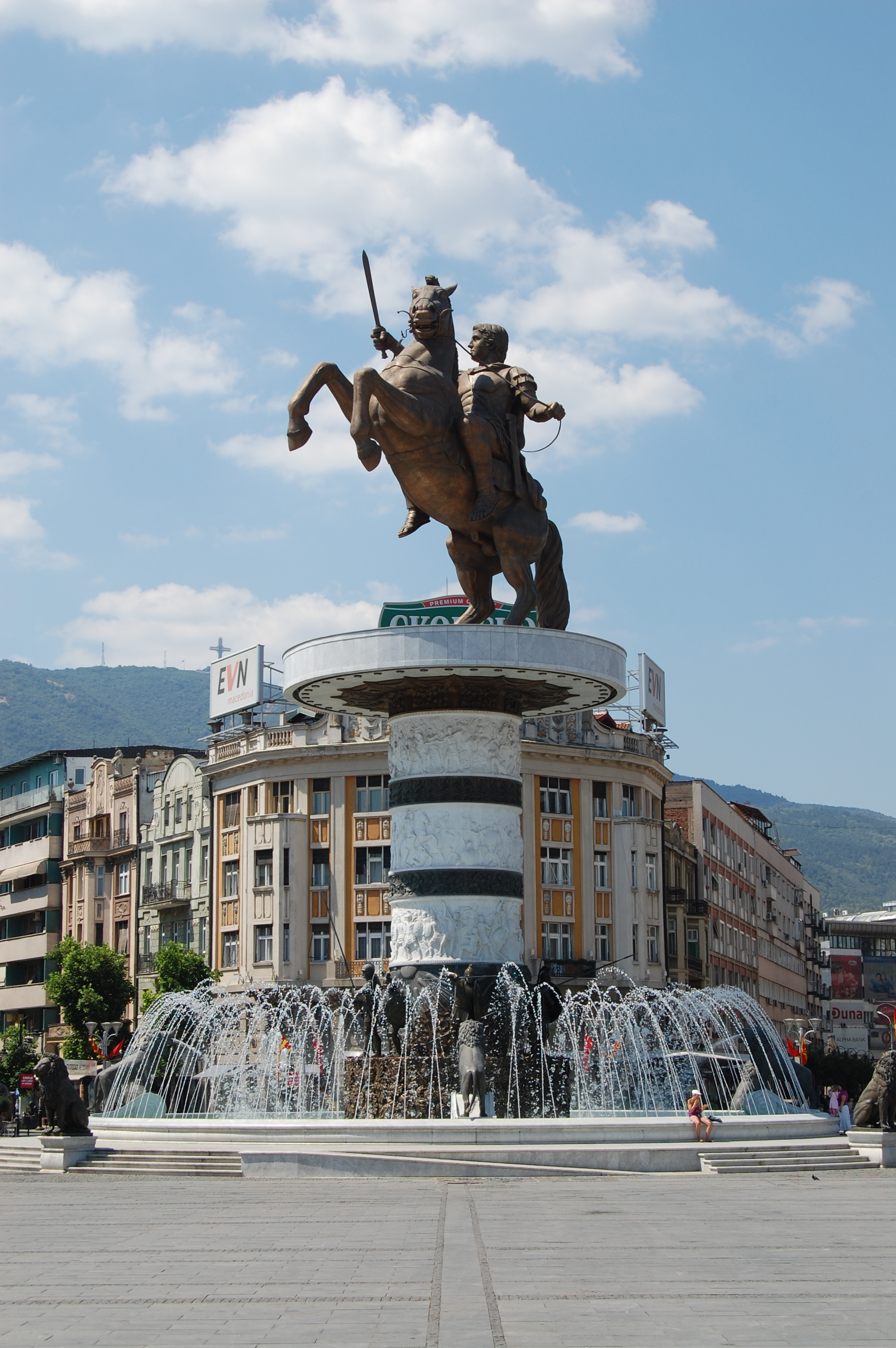
La statue du guerrier à cheval, élément de Skopje 2014 érigé en 2011 sur la place de Macédoine.

Après la reconstruction, la ville renoue rapidement avec la croissance notamment démographique. La population passe ainsi de 312 300 habitants en 1971 à 408 100 habitants en 1981. La croissance économique, d'abord soutenue car favorisée par les investissements consentis à la suite du tremblement de terre, va stagner au cours des années 1980. Toute la Yougoslavie connaît alors une période de récession et de troubles ethniques, et en Macédoine, cela se traduit par l'affrontement entre nationalismes macédonien et albanais. Le conflit culturel avec la Grèce se profile également, et de grandes manifestations ont lieu à Skopje en 1990 pour dénoncer la situation des Macédoniens slaves en Macédoine grecque ainsi qu'en Macédoine bulgare. Après l'indépendance de la république de Macédoine en 1991, Skopje devient la capitale d'un État indépendant, mais la ville et le pays éprouvent de graves difficultés. Le conflit du nom avec la Grèce fait perdre à la Macédoine son principal port d'exportation, Thessalonique, tandis que les guerres de Yougoslavie empêchent le commerce avec la Serbie voisine. Le pays voit le volume de son commerce diminuer de 60 % et frôle la faillite ; la pauvreté engendrée favorise enfin les activités illégales.
Après l'apaisement des relations avec la Grèce en 1995, la situation reste difficile, car la transition à l'économie de marché aggrave le chômage et le gouvernement peine à attirer les investissements. Depuis la fin des années 2000, la ville vit cependant un certain renouveau. Beaucoup de monuments anciens situés dans la vieille ville ont bénéficié de rénovations, comme la forteresse, de grands centres commerciaux voient le jour et d'autres lieux importants, comme le stade national Toše-Proeski, l'aéroport, bénéficient d'agrandissements et de diverses améliorations,.
Le centre-ville subit de son côté une rénovation totale grâce au projet Skopje 2014. Il doit permettre au quartier dessiné par Kenzo Tange de retrouver son aspect historique, notamment par la reconstitution de plusieurs monuments emblématiques de la ville, comme le Théâtre national et le Club d'Officiers. Il doit aussi donner à Skopje l'allure d'une capitale nationale, avec des statues en l'honneur de figures historiques, de nouveaux musées, de grands hôtels… Cette opération urbanistique ne fait toutefois pas l'unanimité, notamment à cause de son coût (200 millions d'euros), mais aussi à cause du caractère très historiciste et nationaliste des projets. La minorité albanaise (un quart de la population de la ville) déplore aussi le fait qu'elle ne soit pas représentée dans les divers monuments. La fontaine surmontée d'une statue équestre d'Alexandre le Grand, qui a été installée en 2011 sur la place de Macédoine a quant à elle relancé le débat autour du nom de la Macédoine avec la Grèce et a été rebaptisée en « statue du guerrier à cheval ».

## Politique et administration

### Statut

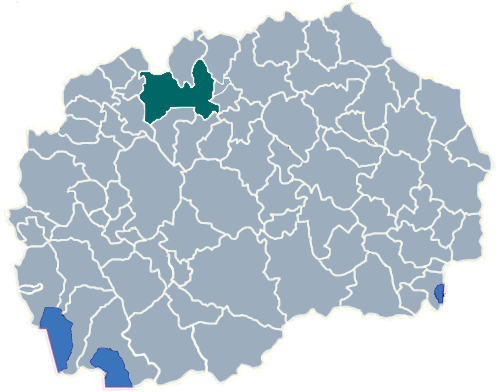
La ville de Skopje, en vert, parmi les communes de Macédoine du Nord.

En tant que capitale et ville la plus peuplée de Macédoine du Nord, la Ville de Skopje a un statut particulier, régi par une loi spécifique. Skopje est ainsi, selon l'article 117 de la Constitution, « une collectivité territoriale à part, dont l’organisation est réglementée par la loi ». Toujours selon la Constitution, « la ville de Skopje est indépendante dans l’exécution de ses compétences définies par la Constitution et par la loi, tandis que le contrôle de la légalité de ses activités est exercé par la République. La République peut en adoptant une loi, confier l’exécution de certaines activités à la ville de Skopje. »
La dernière loi concernant le statut de Skopje a été promulguée en 2004. Selon celle-ci, la principale spécificité de la Ville de Skopje est sa division en dix communes, qui sont, comme les autres communes du pays, dotées d'un maire et d'un conseil. La Ville de Skopje possède elle aussi ces deux fonctions. Les budgets et les administrations de chaque entité sont totalement séparés, mais les élections pour les conseils et les maires de la Ville comme des communes ont lieu en même temps.
Les communes se chargent des affaires qui ne concernent que leur territoire, tandis que la Ville s'occupe de toutes les compétences qui ne peuvent être scindées entre les communes ou de ce qui est important pour la totalité d'entre elles. Comme il existe de fortes disparités de développement humain entre communes, certaines étant par exemple à dominante rurale, les besoins de chaque entité sont très différents, et afin de mieux coordonner les actions de la Ville, il existe une assemblée d'harmonisation composée des maires des communes et dirigée par le maire de la Ville.
La Ville de Skopje fait partie de la région statistique de Skopje, qui regroupe également les communes de Čučer-Sandevo, Aračinovo, Ilinden, Petrovec, Zelenikovo, Studeničani et Sopište. Les régions statistiques de Macédoine du Nord n'ont aucun rôle politique ou administratif.

### Conseil de la ville
Skopje est administrée par le conseil de la ville. Celui-ci est constitué de 45 membres élus au suffrage universel direct pour une période de quatre ans. Le conseil s'occupe principalement des décisions budgétaires, des grandes orientations et assure les rapports entre le gouvernement national et la ville. Plusieurs commissions se répartissent les tâches plus concrètes. Il y a ainsi la commission des finances, du développement local, de l'urbanisme, de l'environnement.
Le président du conseil est élu par l'ensemble des conseillers. À la suite des élections municipales de 2021, le conseil de la ville de Skopje était composé de la manière suivante :
| Parti/liste | Sièges | Composition du conseil municipal de Skopje en octobre 2021. |
| VMRO-DPMNE  | 18     | Composition du conseil municipal de Skopje en octobre 2021. |
| Levica      | 4      | Composition du conseil municipal de Skopje en octobre 2021. |
| AA          | 2      | Composition du conseil municipal de Skopje en octobre 2021. |
| SDSM        | 12     | Composition du conseil municipal de Skopje en octobre 2021. |
| DUI         | 5      | Composition du conseil municipal de Skopje en octobre 2021. |
| DOM/LDP     | 2      | Composition du conseil municipal de Skopje en octobre 2021. |
| ZHG         | 2      | Composition du conseil municipal de Skopje en octobre 2021. |
| Total       | 45     | Composition du conseil municipal de Skopje en octobre 2021. |

### Maire

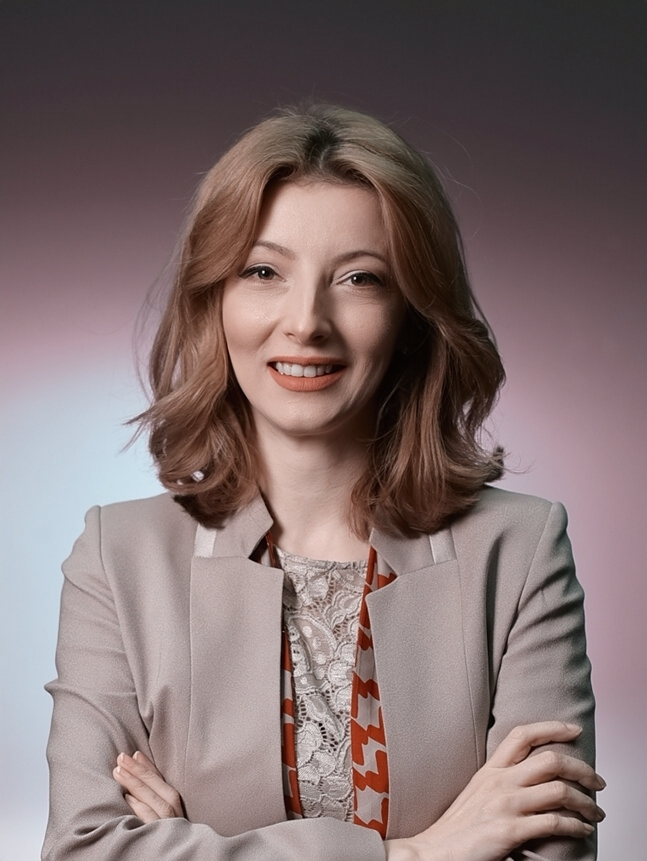
Danela Arsovska, maire de Skopje depuis 2021.

Le maire de Skopje est lui aussi élu au suffrage universel direct pour un mandat de 4 ans. Le maire représente la ville de Skopje et il est responsable des activités du Conseil de la Ville auprès des Skopiotes. Il doit également veiller à l'application des actes du Conseil et peut lui-même soumettre des textes aux conseillers. Enfin, c'est lui qui gère les organes d'administration de la ville et ses fonctionnaires et qui nomme ou révoque les directeurs de ces organes.
La maire de Skopje est Danela Arsovska, élue à l'issue des élections municipales de 2021. Elle est la première femme à occuper cette fonction.

### Communes
La première division administrative de Skopje remonte à 1945 mais c'est en 1976 que sont créées les premières communes. Elles sont alors cinq : Gazi Baba, Čair, Centar, Karpoš et Kisela Voda. Après l'indépendance en 1991, le pouvoir est très centralisé et les communes perdent presque toutes leurs responsabilités locales et budgétaires. En 1996, la décentralisation commence et les communes retrouvent des compétences. Ǵorče Petrov et Šuto Orizari, situées en périphérie, obtiennent par la même occasion le statut de commune de Skopje. Après le conflit ethnique de 2001 entre les forces macédoniennes et des rebelles albanais, une loi est promulguée en 2004 pour que Skopje annexe Saraj, une commune voisine à majorité albanaise. Ceci permet aux Albanais de former au moins 20 % de la population de la Ville, seuil nécessaire pour faire de leur langue la seconde langue officielle de Skopje, ce qui était l'une des revendications des rebelles. Saraj est une commune essentiellement rurale, mais très vaste et assez peuplée (environ 35 000 habitants), et elle est préalablement fusionnée avec l'ancienne commune de Kondovo. Elle permet à la Ville de Skopje de gagner près de 230 kilomètres carrés. La même année, la commune d'Aerodrom est détachée de celle de Kisela Voda et Butel est détachée de Čair, portant ainsi le nombre de communes de Skopje à dix.
Les communes sont administrées par un conseil municipal composé de 23 membres élus au suffrage universel pour 4 ans, par divers départements spécialisés (éducation, finances, culture…) et par un maire, lui aussi élu pour 4 ans et qui s'occupe principalement de la gestion de ces départements.
| \| Nom \| Superficie (en km2)[4] \| Population 2002[6] \| Population 2011[142],[note 4] \| \| --------------- \| ---------------------- \| ------------------ \| ----------------------------- \| \| Aerodrom \| 20 \| 72 009 \| - \| \| Butel \| 54,79 \| 36 144 \| - \| \| Čair \| 3,52 \| 64 773 \| - \| \| Centar \| 7,52 \| 45 412 \| - \| \| Gazi Baba \| 110,86 \| 72 617 \| 75 893 \| \| Ǵorče Petrov \| 66,93 \| 41 634 \| 41 915 \| \| Karpoš \| 35,21 \| 59 666 \| 60 363 \| \| Kisela Voda \| 34,24 \| 57 236 \| - \| \| Saraj \| 229,06 \| 35 408 \| 38 884 \| \| Šuto Orizari \| 7,48 \| 22 017 \| - \| \| Ville de Skopje \| 571,46 \| 506 926 \| - \| |                     | 1. Centar (Центар) 2. Gazi Baba (Гази Баба) 3. Aerodrom (Аеродром) 4. Čair (Чаир) 5. Kisela Voda (Кисела Вода) 6. Butel (Бутел) 7. Šuto Orizari (Шуто Оризари) 8. Karpoš (Карпош) 9. Ǵorče Petrov (Ѓорче Петров) 10. Saraj (Сарај) |                  |
| Nom | Superficie (en km2) | Population 2002 | Population 2011, |
| Aerodrom | 20                  | 72 009 | -                |
| Butel | 54,79               | 36 144 | -                |
| Čair | 3,52                | 64 773 | -                |
| Centar | 7,52                | 45 412 | -                |
| Gazi Baba | 110,86              | 72 617 | 75 893           |
| Ǵorče Petrov | 66,93               | 41 634 | 41 915           |
| Karpoš | 35,21               | 59 666 | 60 363           |
| Kisela Voda | 34,24               | 57 236 | -                |
| Saraj | 229,06              | 35 408 | 38 884           |
| Šuto Orizari | 7,48                | 22 017 | -                |
| Ville de Skopje | 571,46              | 506 926 | -                |

### Budget
La Ville de Skopje ainsi que ses communes sont principalement financées par leurs propres sources de revenus (impôts sur la propriété, taxes diverses…), par une partie des impôts nationaux et par des dotations de l'État. Elles peuvent aussi contracter des emprunts et prêter de l'argent.
Les impôts sur la propriété, qui concernent autant les biens immobiliers que les ventes et les successions, rapportent peu à cause du taux d'imposition très faible (entre 0,10 % et 0,20 % pour un bien immobilier en 2008). Cependant, du fait de l'immobilité des objets taxés, ils assurent un revenu sûr sans grands risques d'évasion fiscale. La Ville collecte ces impôts puis en redistribue des parts tous les mois auprès des communes. Ce sont toutefois ces dernières qui fixent les taux d'imposition de leurs administrés, dans l'assiette définie par l'État. La ville prélève également les frais administratifs et en redistribue les revenus selon les besoins de chaque commune.
L'argent des impôts sur le revenu, prélevé par l'État, revient en partie à la ville et ses communes. Celles-ci se partagent en effet 3 % de la somme collectée sur le territoire de Skopje. La TVA, elle aussi récoltée par l'État, est en partie reversée aux 84 communes du pays, qui se partagent 3 % du total. Sur ces 3 %, encore 3 % sont versés à un fond d'assistance pour les communes les plus pauvres, dont sont exclues celles de la ville de Skopje. Sur les 97 % restants, 88 % vont aux communes du pays, et 12 % à la Ville de Skopje. Sur cette dernière somme, 60 % sont redistribués aux communes de Skopje.
Les communes ont par ailleurs hérité d'un type de taxe qui existait à l'époque yougoslave. Les conseils municipaux, en cas de grand projet, peuvent réunir des fonds en levant un impôt provisoire qui doit servir ce projet après avoir obtenu l'accord des citoyens s'exprimant par voie référendaire. Ce genre de procédure est relativement exceptionnel, mais a par exemple été utilisée par la commune de Ǵorče Petrov pour construire une station de traitement des eaux. L'argent ainsi récolté ne peut en aucun cas revenir à la Ville ou à une autre commune.
Le budget total de Skopje pour l'année 2012 s'élevait à 5 903 415 000 denars, soit plus de 95 millions d'euros. Sur ces 5 milliards de denars, environ 2,5 milliards proviennent des recettes fiscales, 1,2 milliard d'investissements, et 1,3 milliard de la dotation de l'État, le reste provenant soit d'impôts indirects soit de transferts et de donations diverses. Les dépenses pour la même année s'élèvent quant à elles à 6 630 415 000 denars et elles laissent donc un déficit de 727 000 000 denars, soit plus de 11 millions d'euros. Ce déficit est comblé par des réserves d'argent et par des remboursements de prêts octroyés par la ville. Par ailleurs, 11 millions de denars pris sur le budget de l'année ont été placés en réserve. Le budget sert principalement à financer la construction et l'entretien d'édifices publics (1,6 milliard), la rémunération du personnel (1,2 milliard), les transports (1 milliard de denars), ou encore à subventionner des entreprises locales (0,2 milliard). En 2011, les chiffres concernant le budget municipal étaient très semblables, bien que moins élevés, avec un budget total d'environ 4,6 milliards de denars.
Il existe de grandes disparités de revenus entre les communes, celles à dominante rurale n'ayant par exemple pas les mêmes besoins ni la même population que celles se trouvant au sein de l'agglomération. De plus, les communes situées au nord du Vardar sont globalement plus pauvres que celles situées au sud. Ainsi, Gazi Baba, qui est la commune la plus peuplée, avec 72 000 habitants, n'avait que 730 millions de denars à disposition en 2012, alors qu'Aerodrom, située sur l'autre rive du fleuve et avec un nombre d'habitants similaire, avait la même année un budget de plus d'un milliard de denars. La différence est également grande entre Ǵorče Petrov, qui compte environ 41 000 habitants et possède un budget de 900 millions, alors que Butel, avec 36 000 habitants, n'avait que 351 millions à disposition en 2012.

### Justice et sécurité

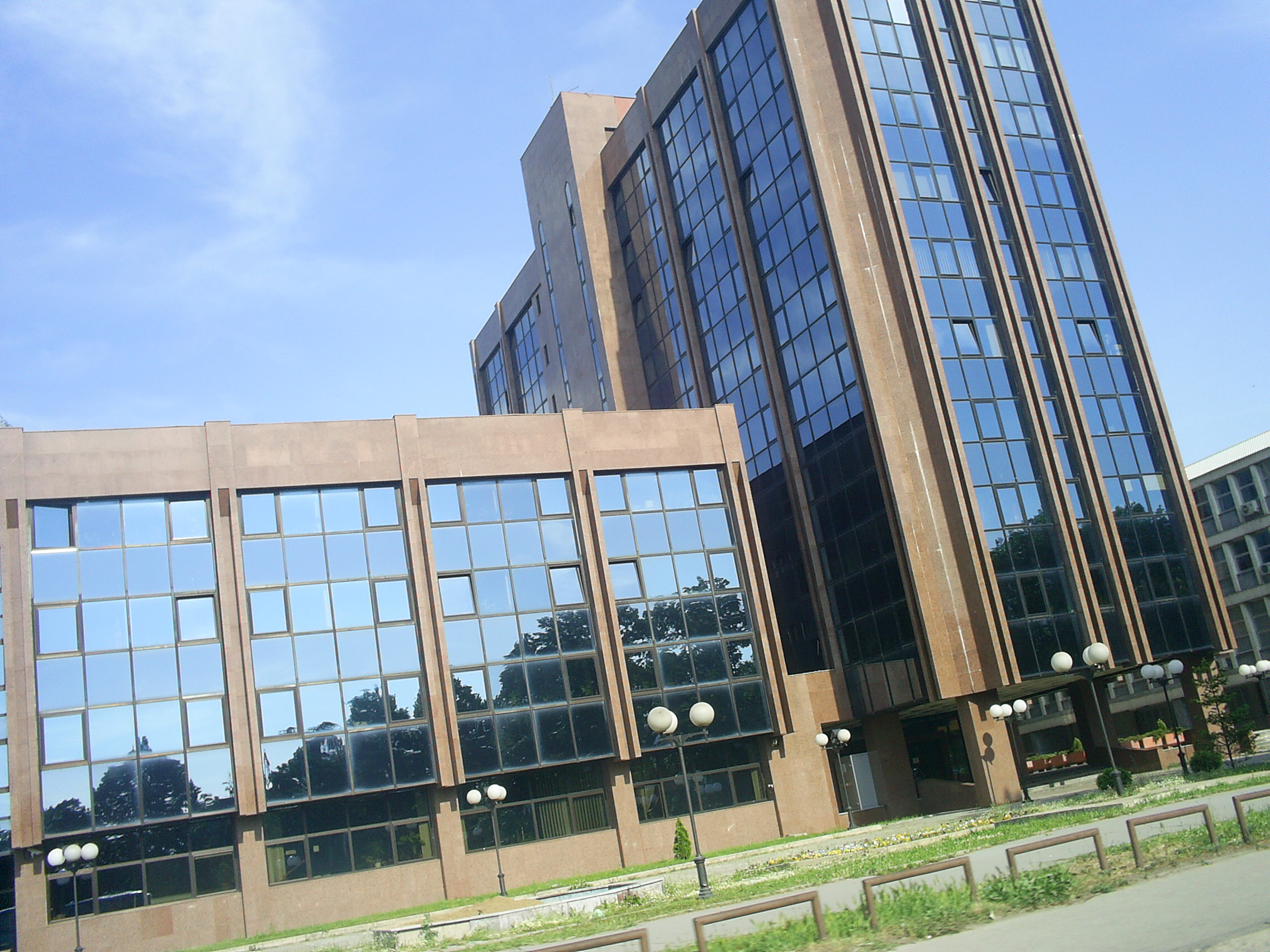
La Cour suprême.

Skopje possède deux tribunaux de première instance, l'un a uniquement autorité sur la Ville de Skopje, tandis que l'autre est aussi compétent dans les communes voisines de Čučer-Sandevo, Sopište, Studeničani, Zelenikovo, Petrovec, Ilinden et Aračinovo. La ville compte également une cour d'appel, un tribunal administratif et la Cour suprême. Cette dernière est un tribunal de dernière instance et ne doit pas être confondue avec la Cour constitutionnelle de la république de Macédoine du Nord, qui est chargée de veiller à ce que les lois soient conformes à la Constitution. Skopje possède deux prisons, l'une située dans le Nord de la ville, à Šuto Orizari, l'autre dans le village d'Idrizovo, sur la commune de Gazi Baba. La première peut accueillir 634 prisonniers, et la seconde est la plus grande de Macédoine, avec 1 510 prisonniers et une section pour les femmes.

### Jumelages
La ville de Skopje a conclu ses premiers jumelages en 1961, avec Bradford, au Royaume-Uni, et Dijon, en France, alors que la Yougoslavie avait rompu ses relations avec l'URSS. Jusqu'à la chute du bloc de l'Est et l'indépendance de la Macédoine, elle crée des partenariats avec plusieurs villes de l'Ouest ; seules Dresde et Nanchang, respectivement en RDA et en Chine, sont des villes communistes. Après l'indépendance, la ville marque une pause dans ses jumelages et ne signe des partenariats qu'à partir de 2001.
Elle se rapproche alors de grandes villes, comme Pittsburgh et Istanbul, et de capitales de l'ex-Yougoslavie. Skopje a aussi signé des programmes de coopération avec Moscou, Bari, Ankara, Tirana, Blagoevgrad, Craiova, Tachkent, Ourmia, Novi Sad, Rijeka, Sarajevo, Stockholm, Bucarest, Saratov, Athènes, Thessalonique, Édessa et Melbourne,. Elle est aussi liée à Niš et Sofia, qui font elles aussi partie de l'eurorégion EuroBalkan.
| - Bradford (Royaume-Uni) depuis 1961 - Dijon (France) depuis 1961 - Dresde (Allemagne) depuis 1967 - Tempe (États-Unis) depuis 1971 - Roubaix (France) depuis 1973 - Waremme (Belgique) depuis 1974 - Nuremberg (Allemagne) depuis 1982 - Nanchang (Chine) depuis 1985 - Manisa (Turquie) depuis 1985 - Suez (Égypte) depuis 1985 - Pittsburgh (États-Unis) depuis 2001 - Istanbul (Turquie) depuis 2003 - Ljubljana (Slovénie) depuis 2007 - Podgorica (Monténégro) depuis 2008 - Saragosse (Espagne) depuis 2008 - Zagreb (Croatie) depuis 2011 - Belgrade (Serbie) depuis 2012 | \| Bradford Dijon Dresde Roubaix Skopje Waremme Nuremberg Manisa Istanbul Ljubljana Podgorica Saragosse Zagreb Belgrade \| |
| Bradford Dijon Dresde Roubaix Skopje Waremme Nuremberg Manisa Istanbul Ljubljana Podgorica Saragosse Zagreb Belgrade | |

Parmi les principaux problèmes que connaît la ville se trouve la corruption, qui entoure notamment le cadastre et le marché de la construction et l'existence de nombreux pickpockets, surtout dans le centre-ville. Ceux-ci se servent parfois d'enfants afin de déjouer la surveillance des victimes et certains pickpockets sont mineurs. Le taux de criminalité en Macédoine est très élevé à cause de la pauvreté et de la corruption.
La ville doit également faire face à un problème de chiens errants. Il y en aurait entre 25 000 et 32 000 et ils deviennent parfois dangereux, surtout en été, lorsqu'ils ne trouvent plus d'eau à boire. Leur présence en groupe dans les parcs et les rues est souvent un répulsif pour les promeneurs, surtout les enfants et les personnes âgées. Leur nombre est difficile à évaluer car ils se déplacent souvent entre la ville et les villages voisins. Afin de remédier à ce problème, la ville opère un programme de capture et de mise en fourrière ; en 2010, 3 400 chiens ont ainsi été attrapés et 700 ont été euthanasiés. Ce programme, ainsi que les conditions d'enfermement des chiens, déclenche cependant la colère des organismes de protection des animaux,,.

## Population et société

### Démographie

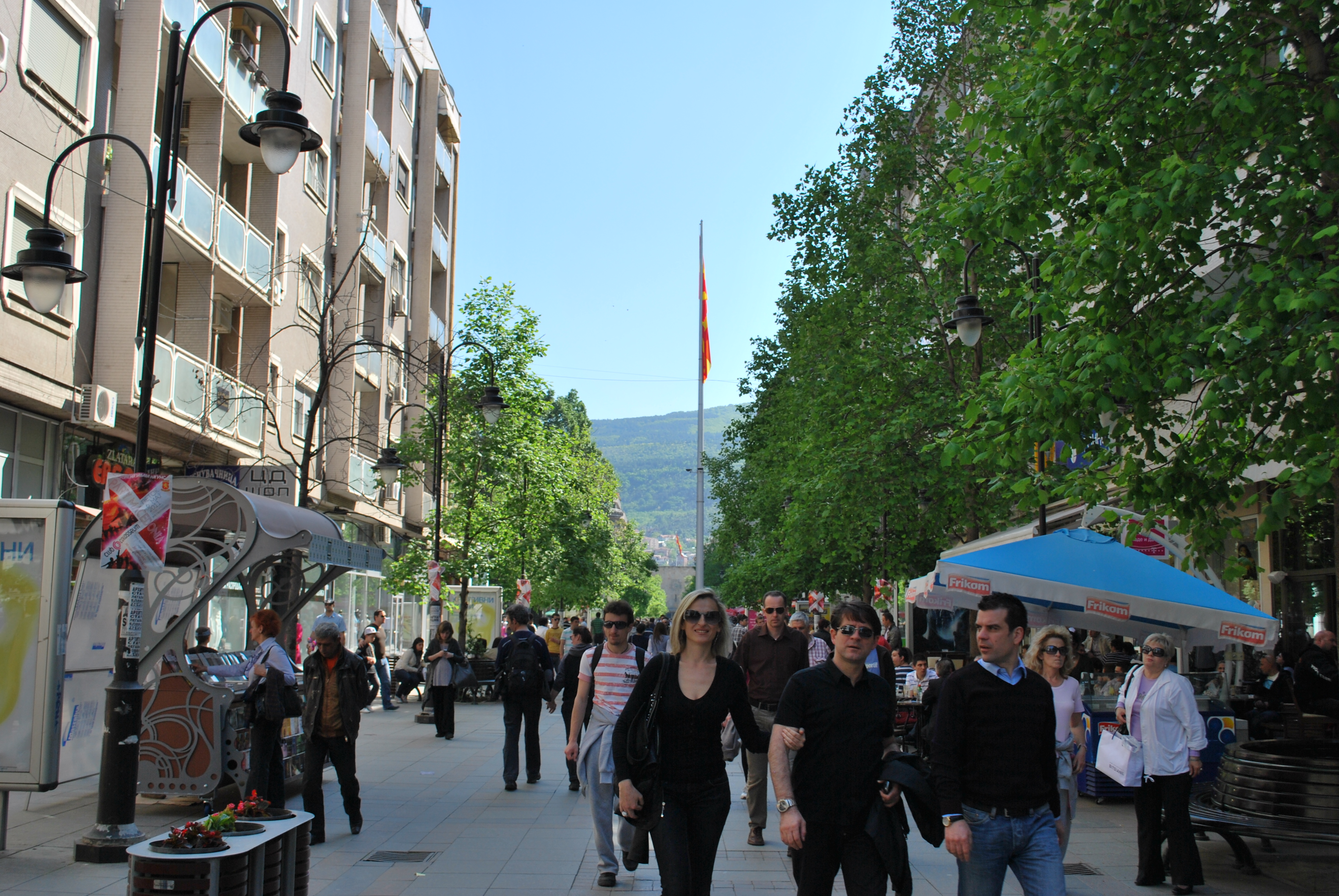
Skopiotes sur la rue de Macédoine, principale rue piétonne de la ville.

La ville de Skopje dans ses limites administratives comptait 526 502 habitants lors du dernier recensement en 2021, tandis que son aire urbaine en comptait alors 607 007. L'aire urbaine est officiellement comprise dans la région de Skopje, qui regroupe la ville et sept autres communes, mais un grand nombre d'habitants de villes plus éloignées comme Tetovo, Kumanovo ou Veles viennent chaque jour travailler à Skopje, ce qui donne à la ville un bassin d'emploi de plus d'un million d'habitants.
Skopje concentre donc un quart de la population de la Macédoine du Nord et les autres villes arrivent loin derrière, Kumanovo, la deuxième commune la plus peuplée, comptant 107 632 habitants en 2011, avec une unité urbaine comptant 76 272 habitants en 2002.
Avant la guerre austro-turque, Skopje était une des plus grandes villes des Balkans, avec une population estimée entre 30 000 et 60 000 habitants. Incendiée par les Autrichiens en 1689, elle périclite et ne compte plus que 10 000 habitants en 1836. L'ouverture d'une voie ferrée et l'industrialisation lui permettent de se redévelopper à la fin du XIXe siècle et au début du XXe siècle. Skopje compte ainsi 32 000 habitants en 1905. Au milieu du XXe siècle, Skopje est une des villes yougoslaves dont la population progresse le plus vite, passant de 41 000 habitants en 1921 à 448 200 en 1971. La croissance démographique reste soutenue au début du XXIe siècle, notamment du fait de l'exode rural, Skopje offrant de meilleures conditions de vie que le reste du pays et centralisant une grande part de l'enseignement et des institutions. Cela entraîne notamment des problèmes de circulation et la saturation des écoles, et les autorités s'interrogent sur des mesures de restriction, en s'inspirant par exemple de la Slovénie, où pour vivre dans la capitale, Ljubljana, il faut y justifier d'un emploi ou être propriétaire.
| 1921   | 1931   | 1948   | 1953    | 1961    | 1971    | 1981    | 1991    | 2002    |
| ------ | ------ | ------ | ------- | ------- | ------- | ------- | ------- | ------- |
| 41 000 | 68 880 | 88 355 | 120 130 | 166 870 | 314 552 | 448 200 | 444 760 | 506 926 |

| 2021    | - | - | - | - | - | - | - | - |
| ------- | - | - | - | - | - | - | - | - |
| 526 502 | - | - | - | - | - | - | - | - |

#### Familles et ménages
| Skopje | Classe d'âge | Macédoine du Nord |
| ------ | ------------ | ----------------- |
| 3,2    | 75 et plus   | 3,3               |
| 11,9   | 60-74        | 11,6              |
| 20     | 45-59        | 18                |
| 21,9   | 30-44        | 22                |
| 23,3   | 15-29        | 23,7              |
| 19,5   | 0-14         | 21                |

La population de Skopje ne diffère pas de celle du reste du pays en termes d'âge. Elle est plutôt jeune malgré une tendance vieillissante, avec un taux de fécondité de 1,5 enfant par femme[source insuffisante]. L'accroissement de Skopje est donc surtout tributaire des migrations. Le taux de natalité de la ville a par ailleurs constamment chuté depuis les années 1990, passant de 9,8 naissances pour mille habitants en 1991 à 2 naissances en 2005, mais cette baisse est légèrement moins soutenue qu'au niveau national.
Skopje comptait 129 411 familles en 2002, dont 13 456 vivaient à plusieurs dans le même foyer. La plupart des étudiants n'étant pas comptés comme résidents de Skopje dans les recensements, leur nombre n'influe pas sur les statistiques familiales. Celles-ci sont très proches des moyennes nationales, avec 3,45 membres par famille en moyenne (3,58 membres au niveau national), et 10 % de parents célibataires (8 % au niveau national). Le nombre de couples non-mariés avec enfants est très faible, comme au niveau national, et 68 % des familles sont des couples mariés avec enfants et 19 % des couples mariés sans enfants, chiffres identiques à ceux du reste du pays. Parmi les ménages skopiotes, 10,3 % ne comptent qu'une seule personne, contre 9,5 % dans le reste du pays. Il existe enfin de grandes disparités entre communautés ethniques et communes, les Roms ayant par exemple des familles plus nombreuses que les Macédoniens.

#### Diversité ethnique
| Groupe :    | Skopje | Macédoine du Nord |
| Macédoniens | 66,7   | 64,1              |
| Albanais    | 20,4   | 25,1              |
| Turcs       | 1,7    | 3,8               |
| Roms        | 4,6    | 2,6               |
| Valaques    | 0,5    | 0,4               |
| Serbes      | 2,8    | 1,7               |
| Bosniaques  | 1,5    | 0,8               |
| Autres      | 1,6    | 1                 |
| Total       | 100    | 100               |

Skopje, tout comme la Macédoine du Nord dans son ensemble, est caractérisée par une grande diversité ethnique. Elle est en effet située dans la zone de rencontre entre Macédoniens et Albanais, et a accueilli au cours de son histoire des Roms, des Turcs, des Juifs ou encore des Serbes. Majoritairement musulmane au début du XIXe siècle, la population devient surtout chrétienne après l'annexion de la Macédoine du Vardar par la Serbie en 1912. Selon le recensement de 2002, les Macédoniens forment le principal groupe avec 338 358 personnes, soit 66,75 % de la population. Ils sont suivis par les Albanais, qui représentent, avec 103 891 habitants, 20,49 % de la population totale. Viennent ensuite les Roms, 23 475 habitants, soit 4,63 %, puis les Serbes, 14 298 habitants, les Turcs, 8 595 habitants, les Bosniaques, 7 585, et les Valaques, 2 557 habitants, et enfin 8 167 personnes n'appartenant à aucun des groupes précédents.

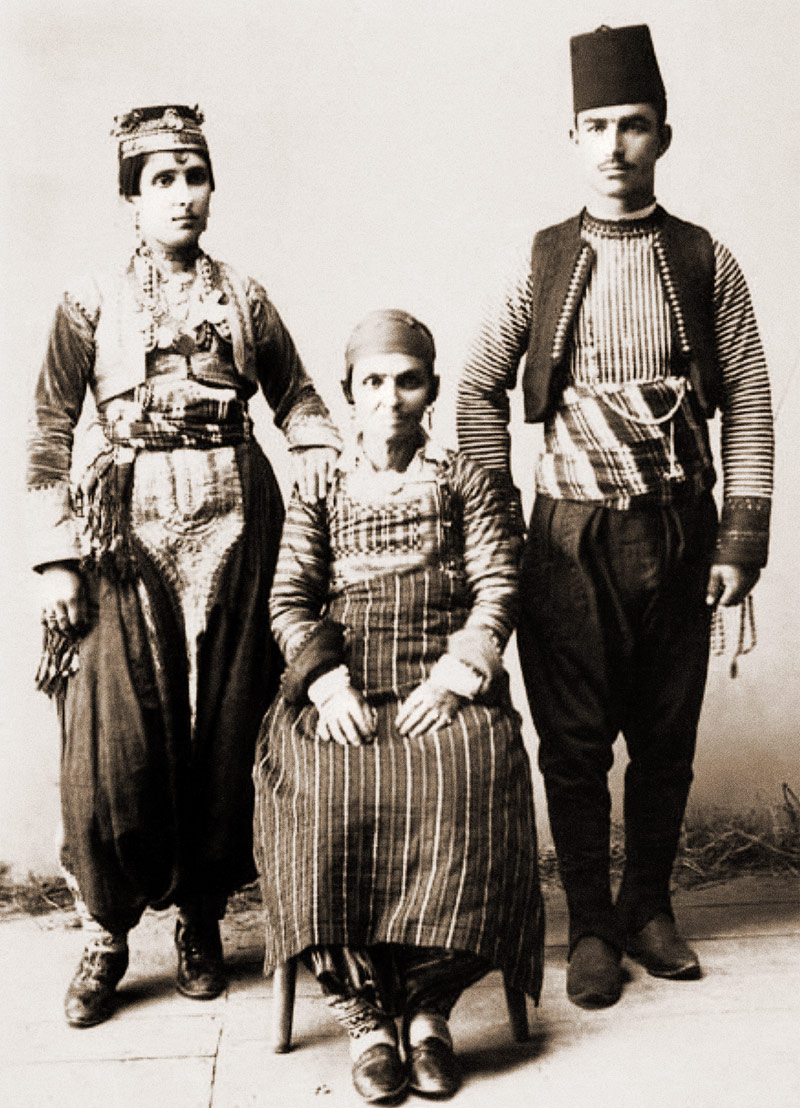
Famille albanaise de Skopje vers 1910.

Les Macédoniens sont largement majoritaires dans les communes d'Aerodrom, Centar, Ǵorče Petrov, Karpoš, Kisela Voda, toutes sur la rive sud du Vardar. Ils sont aussi majoritaires à Butel et Gazi Baba, au nord du fleuve. Les Albanais sont majoritaires à Čair, commune également sur la rive nord et qui comprend le vieux bazar, ainsi qu'à Saraj, à l'extrémité occidentale de la ville et à dominante rurale. Ils forment une minorité importante à Butel et Gazi Baba. Šuto Orizari, au nord de la ville, est majoritairement peuplée de Roms.
Toutes les communautés qui forment plus de 20 % de la population d'une commune peuvent obtenir un statut officiel local pour leur langue. Ainsi, les administrations et les écoles de Čair et Saraj utilisent l'albanais et celles de Šuto Orizari utilisent le romani. Cette dernière commune est par ailleurs la seule dans le monde à avoir adopté le romani comme langue officielle.
Les rapports entre les deux plus grandes communautés, les Macédoniens et les Albanais, sont parfois difficiles, comme dans le reste du pays. Les deux groupes se tolèrent mais s'évitent et vivent plus ou moins dans deux mondes parallèles. La minorité rom, de son côté, est très pauvre et particulièrement touchée par le chômage. Sa taille exacte n'est pas cernée précisément, car beaucoup de Roms macédoniens se déclarent comme appartenant à d'autres groupes ethniques ou bien ne sont pas du tout recensés. Cependant, les chiffres officiels, même s'ils sont en dessous de la réalité, font de Skopje la ville avec la plus grande proportion de Roms dans le monde.
Avant la Seconde Guerre mondiale, la ville comptait aussi une communauté juive significative, principalement composée de Juifs séfarades venus d'Espagne au XVIe siècle. Ceux-ci vivaient dans leur propre quartier, où se trouvait une synagogue, et vivaient principalement de l'industrie lainière, du commerce et de la production de fromage kachkaval. La communauté, qui comptait 2 414 membres en 1939, a été décimée lors de l'Holocauste et les rares survivants sont partis s'installer en Israël. Les traces de culture juive (synagogue, cimetière…) ont disparu du paysage urbain après le séisme de 1963. Au début du XXIe siècle, la Macédoine du Nord compte environ 250 Juifs, qui vivent principalement à Skopje,.

### Cultes

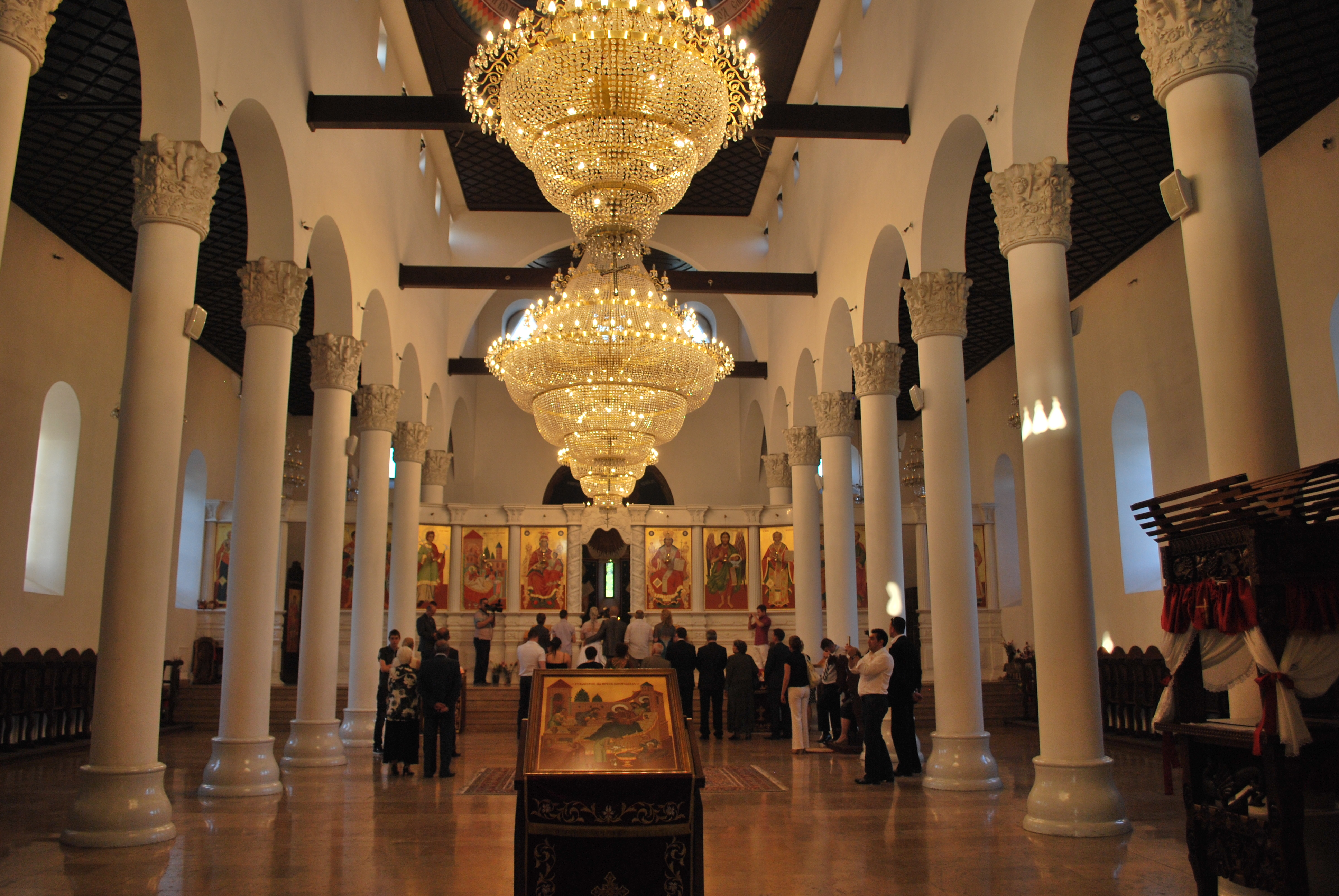
Intérieur de l'église de la Nativité de la Vierge.

Selon le recensement de 2002, Skopje comptait 68,5 % d'orthodoxes, 28,6 % de musulmans, 0,5 % de catholiques et 0,04 % de protestants, tandis que 2,3 % de la population ne se reconnaissait dans aucun des groupes précédents. L'appartenance religieuse est déterminée par l'appartenance ethnique, et c'est par ailleurs un facteur identitaire fort en Macédoine du Nord. Ainsi, les Macédoniens, les Valaques et les Serbes sont orthodoxes, tandis que les Albanais, les Turcs, les Roms et les Bosniaques sont musulmans. Il existe toutefois à Skopje une minorité chrétienne albanaise, dont est par exemple issue Mère Teresa.
En raison de son long passé ottoman, Skopje compte plus de mosquées que d'églises, respectivement 25 et 17, sans compter celles se trouvant dans les limites administratives de la ville mais hors agglomération. Les communautés religieuses se plaignent régulièrement du manque d'infrastructures pour accueillir les fidèles et plusieurs nouveaux lieux de culte sont en projet. Ces constructions sont toutefois un sujet sensible qui ravive les tensions entre Macédoniens et Albanais. Ainsi, lorsque les autorités ont annoncé la construction d'une église sur la place de Macédoine, en plein centre-ville, les Albanais ont protesté afin que l'édifice soit construit dans un endroit plus discret, tandis que certains ont réclamé la reconstruction d'une mosquée qui existait sur cette place et qui avait été détruite dans les années 1920,. De même, la construction en 2011 d'un musée ressemblant à une église dans la forteresse a entraîné des affrontements entre groupes extrémistes.
En tant que capitale de la Macédoine du Nord, Skopje est le siège de plusieurs organisations religieuses, comme l'Église orthodoxe macédonienne et l'Union religieuse islamique de Macédoine du Nord, ainsi que des communautés macédoniennes juives, méthodistes, vaishnava, ou encore des Témoins de Jéhovah. La ville compte par ailleurs une cathédrale orthodoxe, un séminaire orthodoxe, des médersas, une cathédrale catholique, et une synagogue, inaugurée en 2000.
Skopje compte trois cimetières, ceux de Butel, Ǵorče Petrov et Kamnik. Ils font respectivement 630 000, 170 000 et 55 000 mètres carrés. Par ailleurs, la ville compte aussi deux cimetières militaires de la Première Guerre mondiale, l'un français, comptant 1 230 tombes, l'autre britannique, avec 124 tombes.

### Enseignement

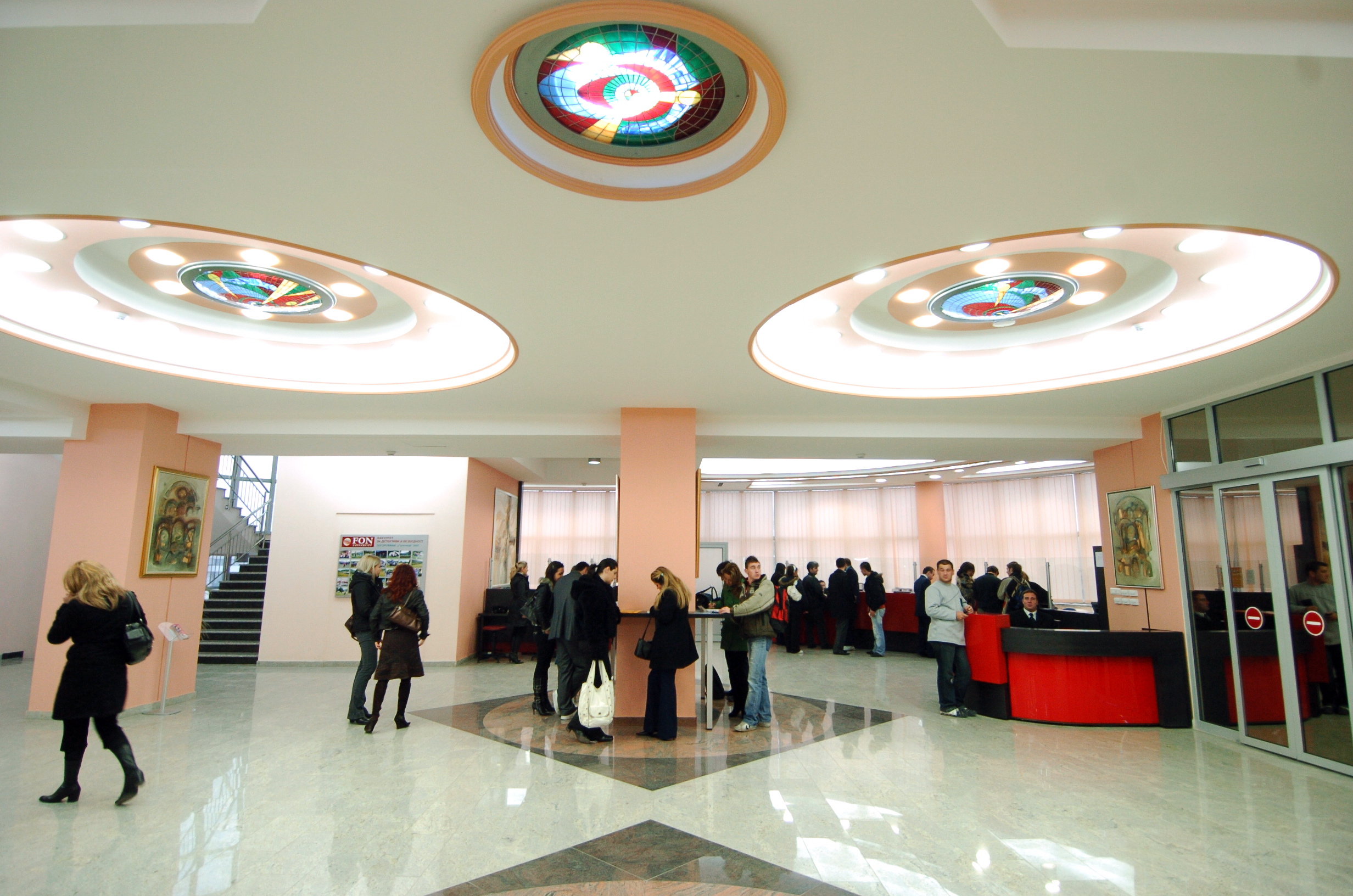
Le hall de l'université FON.

Les Skopiotes ont en moyenne un meilleur niveau d'éducation que les autres Macédoniens. Par exemple, 16 % des Skopiotes ont effectué des études supérieures contre seulement 10 % de tous les Macédoniens. La proportion de personnes avec une éducation incomplète ou bien n'ayant jamais été à l'école est aussi plus faible à Skopje (9 %) que dans le pays entier (17 %). Il y a aussi à Skopje 47 % de personnes ayant seulement effectué des études secondaires et 26 % de personnes ayant quitté le système scolaire après l'école primaire. Par ailleurs, 80 % des Macédoniens possédant un doctorat vivent à Skopje.
La ville compte 21 établissements d'enseignement secondaire, cinq généraux et seize à vocation professionnelle (électronique, comptabilité, pharmacie, horticulture, construction, hôtellerie, secrétariat…). La ville compte également plusieurs universités. La plus grande et la plus ancienne est l’université Saints-Cyrille-et-Méthode de Skopje. Cette université publique a été créée en 1949 et comptait alors 3 facultés. Depuis, elle s'est agrandie et regroupe 23 facultés, 10 instituts de recherche et compte environ 50 000 étudiants, dont 700 sont étrangers. Depuis l'indépendance du pays en 1991, de nouvelles universités, privées et qui suivent souvent des standards américains, ont été ouvertes. Les plus grandes sont l'université européenne, établie en 2001 et qui compte sept facultés, et l’université FON, créée en 2003, qui regroupe neuf facultés.

### Manifestations culturelles et festivités

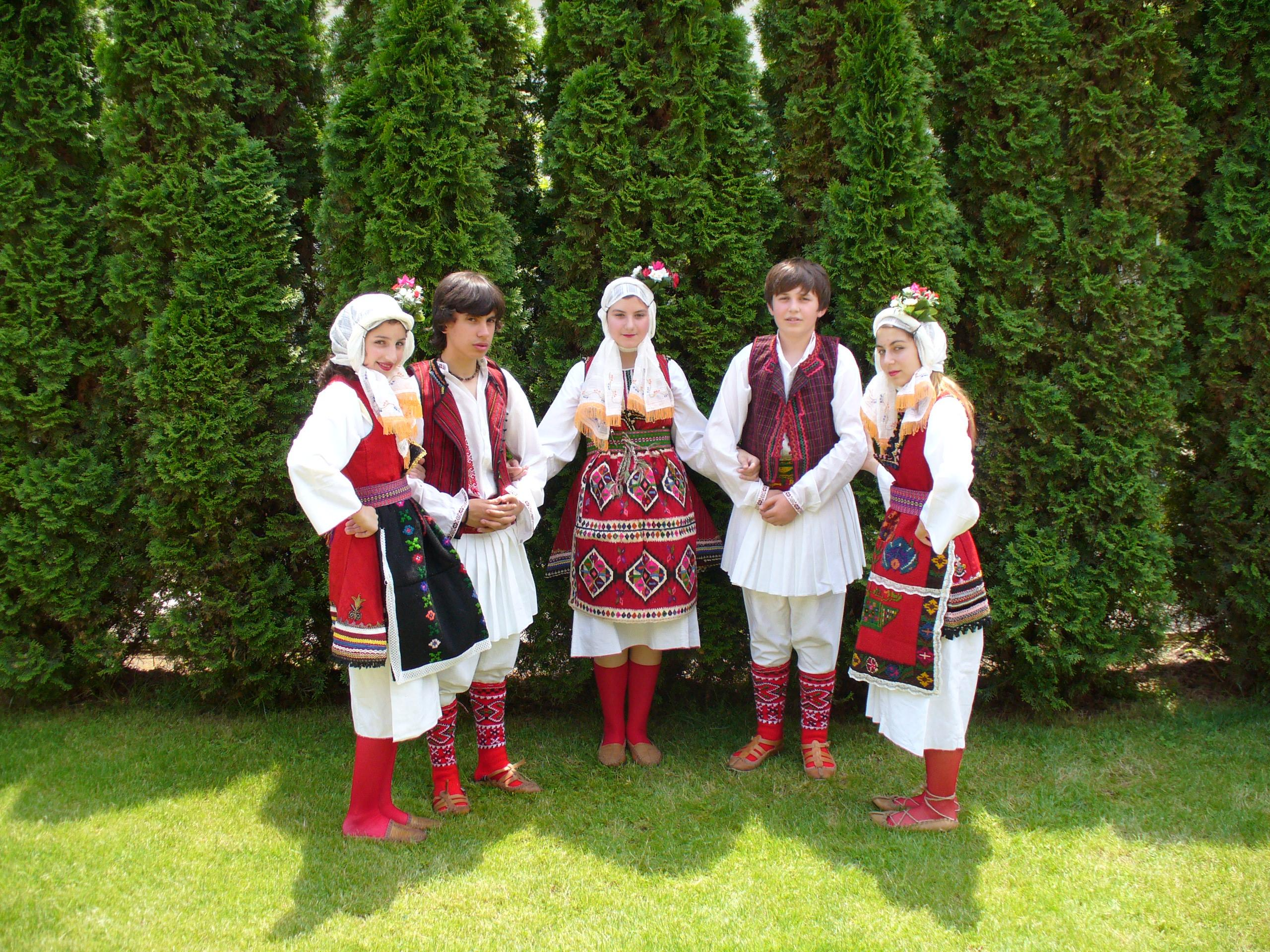
Costumes traditionnels de la région de Skopje.

Le plus important des festivals skopiotes est le Skopje Jazz Festival. Lancé en 1981, il grandit d'année en année et est devenu une institution pour les amateurs de jazz de tous les Balkans. Le festival, qui a lieu en octobre, a notamment accueilli Ray Charles, Youssou N'Dour, Tito Puente, Sierra Maestra, Rabih Abou-Khalil, Gotan Project…
Le Skopje Summer débute tous les ans le 21 juin, soit le jour de la fête de la musique, et dure jusqu'à la fin du mois de juillet. Créé en 1980, ce festival est l'occasion d'enrichir la vie culturelle de la ville par la mise en place de nombreuses animations, comme des concerts et des expositions qui ont souvent lieu dans des endroits ouverts à tous (rues, parcs, sites touristiques…). May Opera Evenings existe quant à lui depuis 1972. Le programme inclut généralement des opéras, de la musique symphonique et des récitals.
Le Festival du film de Skopje a lieu tous les ans en mars et une cinquantaine de films sont présentés. Ces films sont principalement macédoniens et européens. Le festival Kota 2023, lancé en 2008, est un autre concours cinématographique, axé sur les courts-métrages irréels et minimalistes.
Parmi les autres festivals qui existent à Skopje, se trouvent également les Journées de la musique macédonienne, le festival folklorique Ora Bez Granici, le Séminaire international de photographie, l'International Student Folklore Festival, fondé en 1967, le Young Open Theatre et le Dance Fest. Le Skopje Fest, festival emblématique de la ville, fut fondé en 1968 et exista jusqu'en 1980. Alors l'un des plus grands festivals de musiques actuelles des Balkans, il connut un renouveau en 1994 avant d'être regroupé au MakFest de Štip. Plusieurs tentatives eurent lieu par la suite pour le faire revivre et il se tient à nouveau chaque année à Skopje depuis 2008. Son fonctionnement est toutefois assez particulier puisqu'il sert à qualifier l'artiste qui représentera la Macédoine du Nord au Concours Eurovision de la chanson.

### Santé
La ville compte plusieurs hôpitaux, publics ou privés, et concentre plusieurs établissements spécialisés, comme un hôpital psychiatrique, deux hôpitaux de gynécologie et obstétrique, un hôpital de gérontologie, un institut pour les maladies respiratoires, deux instituts de rééducation et un institut pour les maladies oculaires.
La proportion de médecins par habitant à Skopje, 1 médecin pour 251,6 habitants, est supérieure à la moyenne nationale (1 médecin pour 370,9 habitants). La ville concentre également une proportion de spécialistes légèrement plus élevée que le pays entier. Ils représentent plus de 69 % des médecins, contre 64 % au niveau national. Cependant, malgré la présence de nombreuses institutions de santé, la ville est sous la moyenne nationale en termes de lits d'hôpitaux, de dentistes ou encore de pharmaciens, avec un professionnel pour près de six mille habitants, soit deux fois plus que la Macédoine entière (2 970 habitants par pharmaciens).
Les Skopiotes sont en moyenne en meilleure santé que les habitants du reste du pays, mais l'écart reste faible. Ainsi, en 2010, le taux de mortalité à Skopje s'élevait à 8,6 ‰, alors que la moyenne nationale atteignait 9,3 ‰. La mortalité infantile à Skopje est également très semblable au niveau national, car le pays obtenait en 2010 un taux de 7,6 ‰ et Skopje un taux de 6,8 ‰.

### Sports

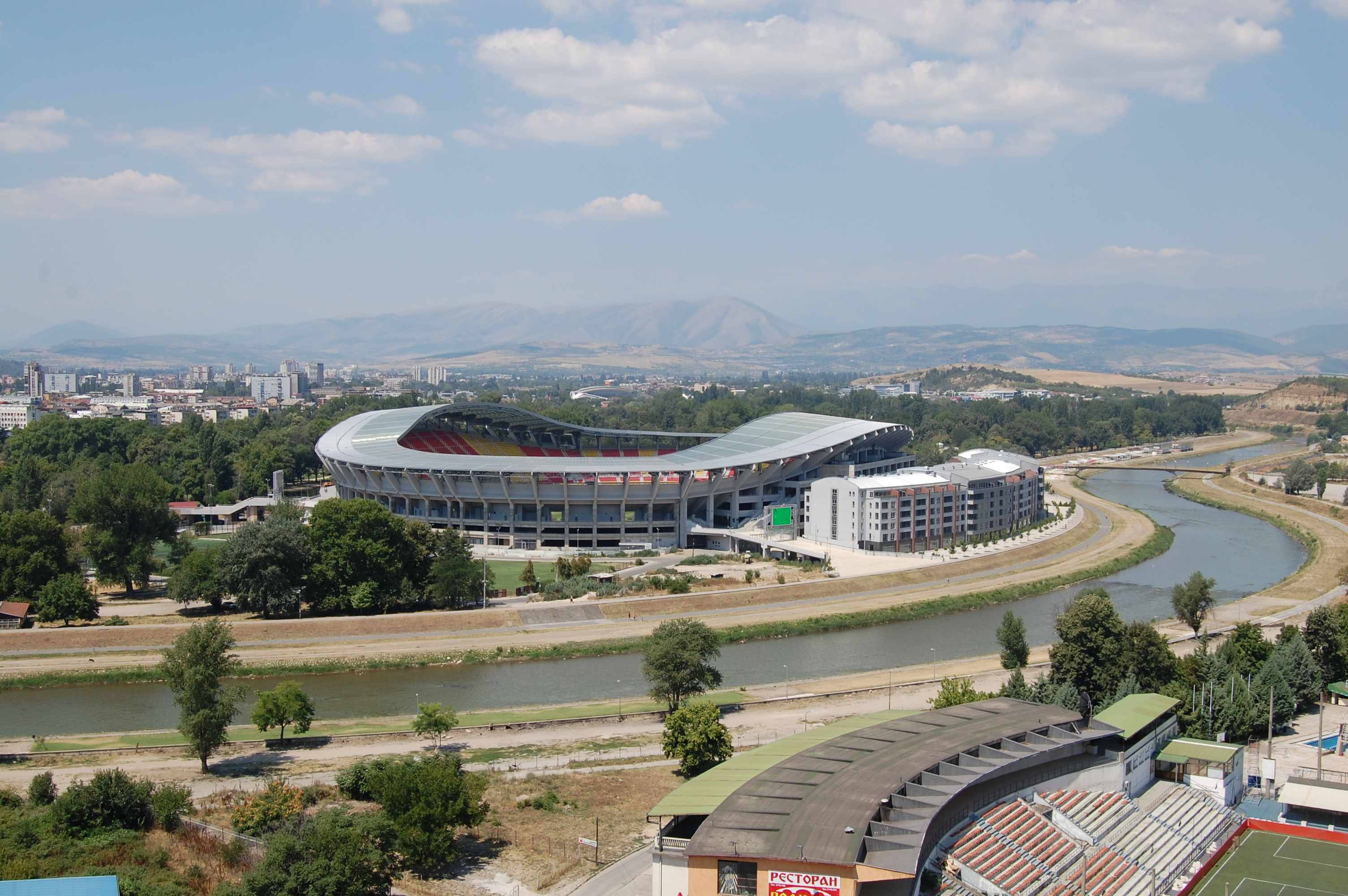
Le stade national Toše-Proeski.

En tant que capitale et plus grande ville de Macédoine du Nord, Skopje possède plusieurs infrastructures sportives importantes. Ainsi la ville possède trois grandes piscines, dont deux sont équipées de bassins olympiques. Ces piscines servent particulièrement à l'entraînement des équipes de water-polo. Skopje compte aussi de nombreux stades de football, comme celui d'Ilinden, de Čair et de Železarnica, qui peuvent accueillir entre 4 000 et 4 500 spectateurs. Le stade de basket-ball de Kale peut lui accueillir 5 000 personnes et celui de Jane-Sandanski, 4 000 personnes.
Le plus grand stade reste toutefois le stade national Toše-Proeski. Construit en 1947, il connaît une rénovation totale, commencée en 2009, afin d'atteindre les normes de la FIFA. Il devrait contenir à terme 33 000 places, et un centre de spa et de fitness. Le centre sportif Boris-Trajkovski est quant à lui le plus grand complexe sportif du pays. Ouvert en 2008, il porte le nom du président de la république Boris Trajkovski, mort en 2004. Il comprend des salles affectées au handball, au basket-ball et au volley-ball, ainsi qu'un bowling, un espace de fitness et des restaurants. Son grand hall, qui accueille régulièrement des concerts, peut contenir 10 000 personnes. Skopje possède aussi un aérodrome de plaisance et un hippodrome.
Le FK Vardar et le Rabotnički Kometal sont les deux grandes équipes de football de la ville ; elles jouent en première ligue nationale. Leurs entraînements ont lieu au stade national Toše-Proeski, tout comme ceux de l'équipe nationale. Autre sport populaire en Macédoine du Nord, le basket-ball est notamment représenté à Skopje par le KK Rabotnički, le KK MZT et le KK Vardar, qui sont en première ligue nationale.
Le handball skopiote est enfin illustré par le RK Vardar et le RK Metalurg chez les hommes tandis que le championnat féminin a longtemps été dominé par le ŽRK Ǵorče Petrov avant de disparaître au profit du ŽRK Vardar et ŽRK Metalurg. En 2013, pour la première fois dans l'histoire du handball européen, trois clubs d'une même ville sont qualifiés pour la Ligue des champions, la plus importante compétition européenne : le ŽRK Vardar chez les femmes et le RK Vardar et le RK Metalurg chez les hommes.
Par le passé, la ville a accueilli les championnats du monde de canoë-kayak slalom 1975 mais aussi, conjointement avec Ohrid, l'Euro 2008 de handball féminin.

### Médias

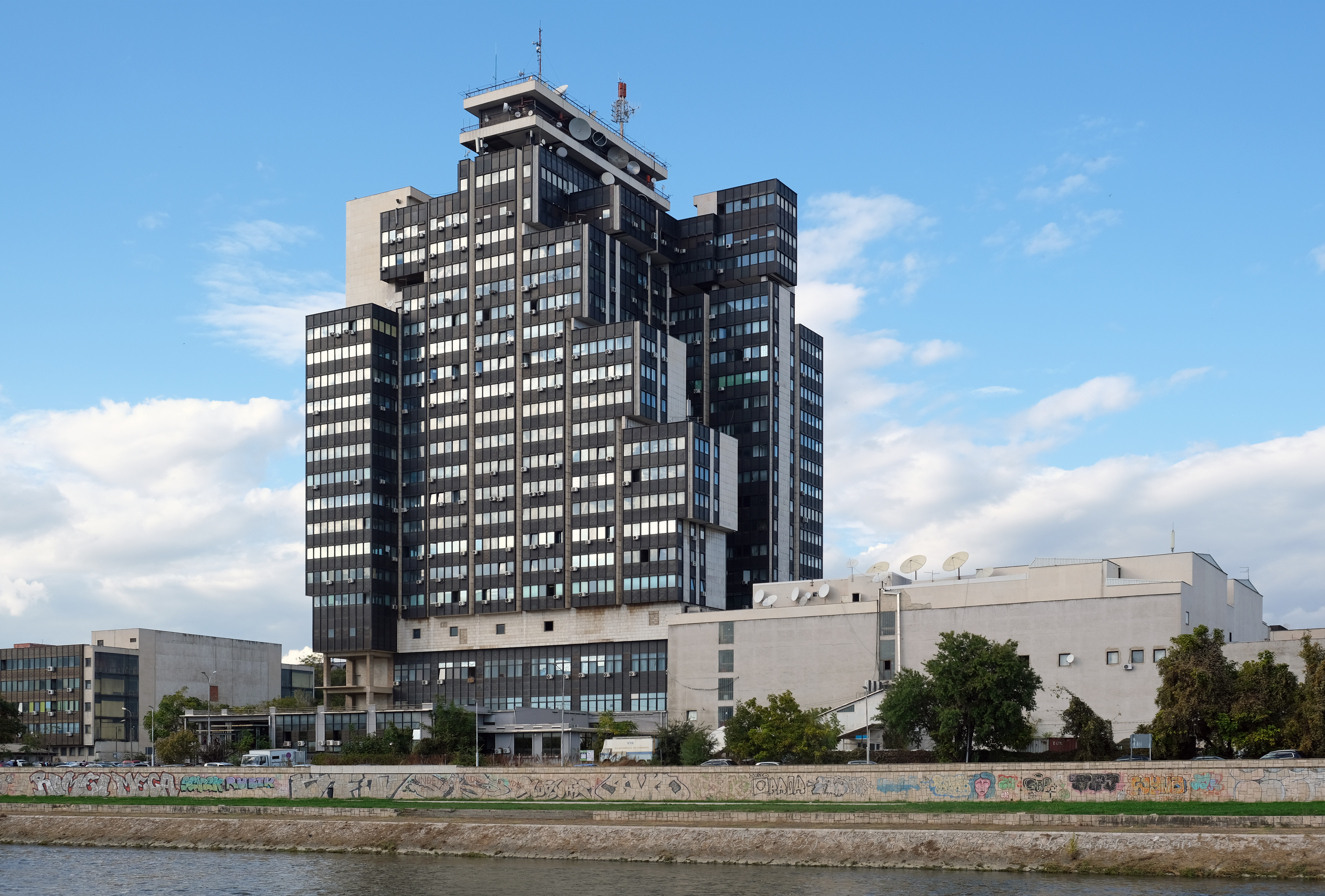
Le siège de la Makedonska Radio Televizija (MRT).

Skopje est le plus important centre médiatique de Macédoine. Sur les 818 journaux recensés en 2000 par le ministère de l'Information, plus de 600 possédaient leur siège à Skopje. Le quotidien Dnevnik, fondé en 1996, est avec ses 60 000 tirages par jour le premier du pays. Lui aussi basé à Skopje, Večer est tiré à 50 000 exemplaires et l'État possède un tiers de son capital, tout comme Nova Makedonija, tiré à 20 000 exemplaires. Les autres journaux importants de Skopje, totalement privés, sont Utrinski Vesnik (30 000 exemplaires), Vest (25 000 exemplaires) et Denes (15 000 exemplaires). Le journal sportif SportFakti est tiré à 10 000 exemplaires et le quotidien en albanais Flaka à 3 000 exemplaires. Les magazines Fokus (12 000 exemplaires), Start (10 000 exemplaires), et Denes (7 500 exemplaires) possèdent eux aussi leur siège à Skopje,. La ville est également le siège de l'agence de presse publique macédonienne MIA, et des agences privées Makfax et MIC.
La ville abrite les studios de la Makedonska Radio Televizija (MRT), la compagnie publique de radio et de télévision. Fondée en 1966, elle opère trois chaînes à diffusion nationale, vingt-quatre heures sur vingt-quatre. Les chaînes publiques sont notamment concurrencées par la compagnie privée Sitel, orientée vers les sports et les loisirs. Kanal 5 est une autre grande compagnie de télévision privée. MRT opère également des stations de radio à couverture nationale ; la station privée skopiote Kanal 77 est la seule à avoir une telle envergure. Antenna 5 et Metropolis Radio sont deux autres stations privées importantes possédant leur siège à Skopje.

## Économie

### Poids économique

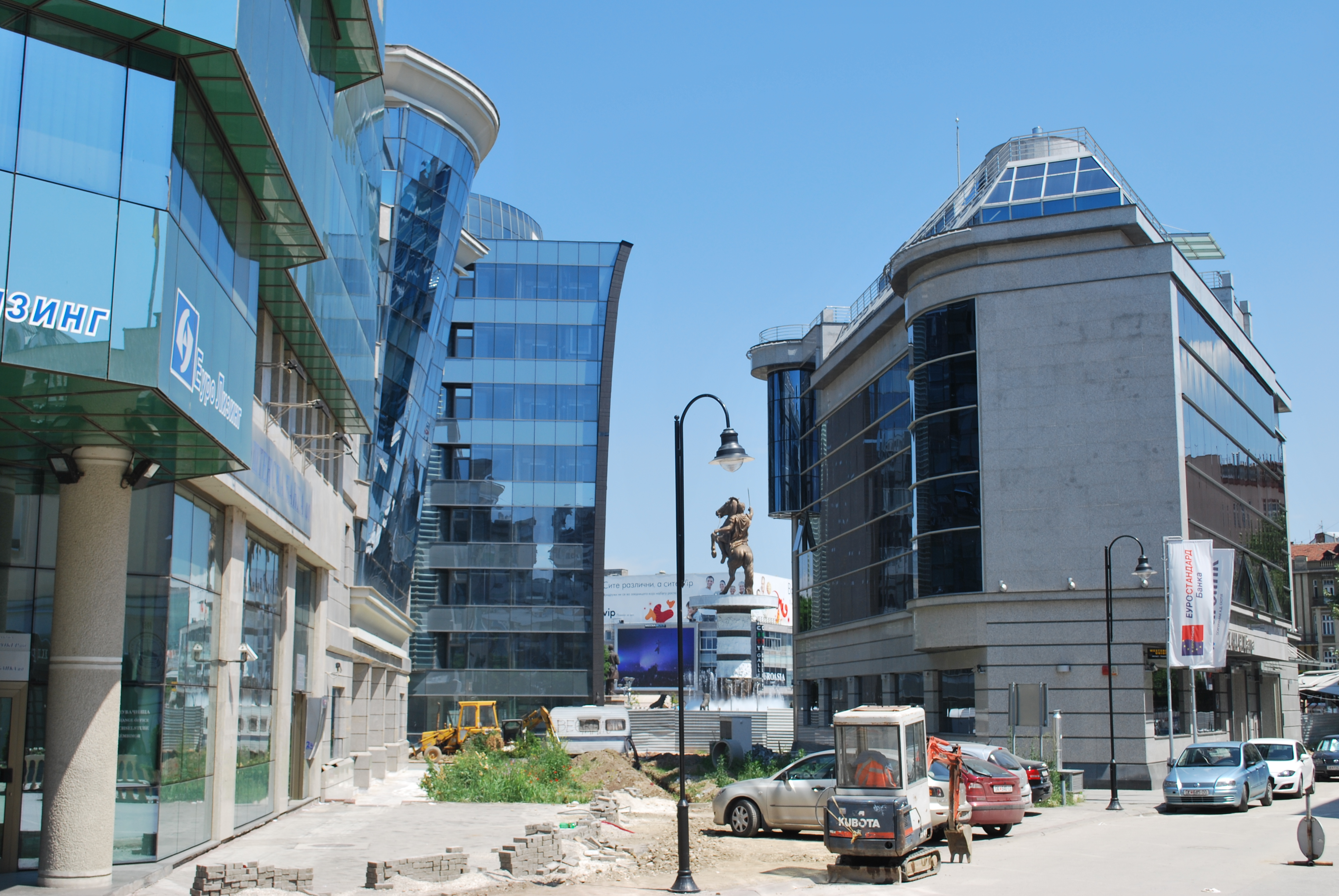
Le petit quartier d'affaires de Skopje.

Skopje, comme Tirana, est à l'échelle européenne une ville de taille moyenne, mais en raison de leurs fonctions administratives, elles se rapprochent des petites métropoles de la région que sont Sofia et Thessalonique. En tant que capitale et plus grande ville de la Macédoine du Nord, Skopje concentre une grande part des activités économiques du pays. La région de Skopje, qui regroupe la ville et quelques autres communes voisines, produit ainsi 45,5 % du PIB macédonien. En 2009, son PIB par habitant s'élevait à 6 569 dollars, soit 155 % de celui de la Macédoine du Nord. Ce taux est toutefois plus faible que celui de Sofia, 10 106 dollars, ou Belgrade, 7 983 dollars, mais plus élevé que celui de Tirana, 4 126 dollars.
L'absence d'autres villes de grande envergure en Macédoine du Nord ainsi que le centralisme politique et économique font que de nombreux travailleurs habitant dans d'autres régions ont leur emploi à Skopje. Le dynamisme de Skopje encourage aussi l'exode rural. Ces migrants viennent surtout d'autres régions du pays, mais aussi parfois du Kosovo, du Sud de la Serbie et d'Albanie.

### Entreprises
La ville comptait 26 056 entreprises en 2009, mais seules 145 sont de grande taille. Les plus nombreuses sont en fait les micro-entreprises (13 625) et les petites entreprises (12 017). Il y avait la même année 269 entreprises de taille moyenne. Nombre de ces entreprises (9 758) sont spécialisées dans le commerce de biens, 3 839 sont spécialisées dans les affaires et l'immobilier et 2 849 sont des entreprises de manufacture. Suivent les services à la personne, les transports, la construction, l'hôtellerie-restauration et la santé. Les domaines restants (éducation, banques, sécurité et administration publique, agriculture, exploitation minière…) comptent chacun moins de 500 entreprises. Les grandes entreprises, bien que peu nombreuses, représentent toutefois 51 % de la production de la ville en dehors de la finance, tandis que les entreprises moyennes produisent 36 %, et les petites, 13 %.
Enfin, en 2008, sur les 29 entreprises qui ont le plus participé au chiffre d'affaires annuel de la Bourse macédonienne, 25 étaient basées à Skopje.

### Industrie

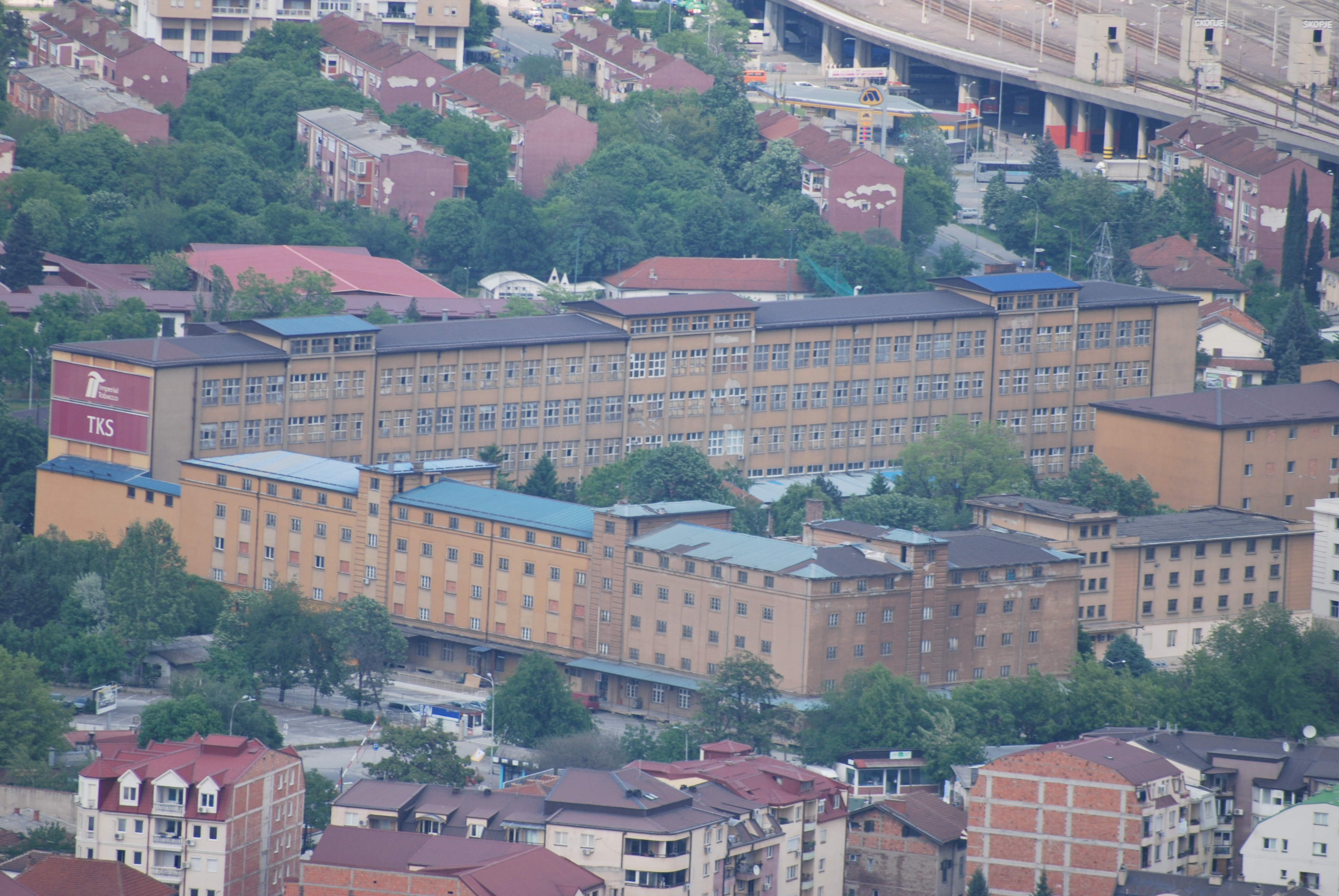
L'usine Imperial Tobacco.

L'industrie de Skopje est dominée par l'agroalimentaire, le textile, l'imprimerie et la métallurgie, et représente 30 % du PIB de la ville. C'est dans la commune de Gazi Baba, au nord-est du centre, le long du périphérique de la ville et des axes routiers et ferroviaires qui la relient à l'autoroute Belgrade-Thessalonique et à l'aéroport que se situent les principales zones industrielles de Skopje. Surtout l'industrie lourde, notamment les aciéries ArcelorMittal et Makstil, ainsi que des ateliers de Makedonski Železnici, la compagnie ferroviaire nationale. On y trouve aussi la brasserie Pivara Skopje, filiale de Heineken, qui produit notamment la bière locale Skopsko.
D'autres zones industrielles s'intercalent entre les communes d'Aerodrom et Kisela Voda, le long de la voie ferrée qui relie Skopje à la frontière grecque. Elles regroupent les usines Alkaloid (produits pharmaceutiques), Rade Končar (matériel électrique), Imperial Tobacco, une cimenterie et l'usine d'engrais et pesticides Ohis. Deux zones économiques spéciales ont été ouvertes près de Skopje, à la suite de la mise en place au niveau national d'un impôt à taux unique en 2007. Elles sont proches de l'aéroport et de la raffinerie Okta. En 2012, sept entreprises s'y étaient installées, notamment Johnson Matthey et Johnson Controls (pièces automobiles) et Van Hool (construction d'autobus).
La ville compte aussi un important marché de construction, notamment symbolisé par les tours Cevahir, en chantier depuis 2012. Ces quatre immeubles résidentiels et commerciaux de 130 mètres de haut chacun représentent un investissement de 300 millions d'euros pour la compagnie turque qui les a commandés. La construction est également un moyen pour le gouvernement de modérer les effets de la crise financière mondiale, en créant des emplois tout en améliorant les infrastructures. La plus grande compagnie skopiote de construction est Granit Skopje, qui possède des succursales dans divers pays d'Europe de l'Est et emploie plus de 2 000 personnes en Macédoine.

### Finances, commerce et tourisme

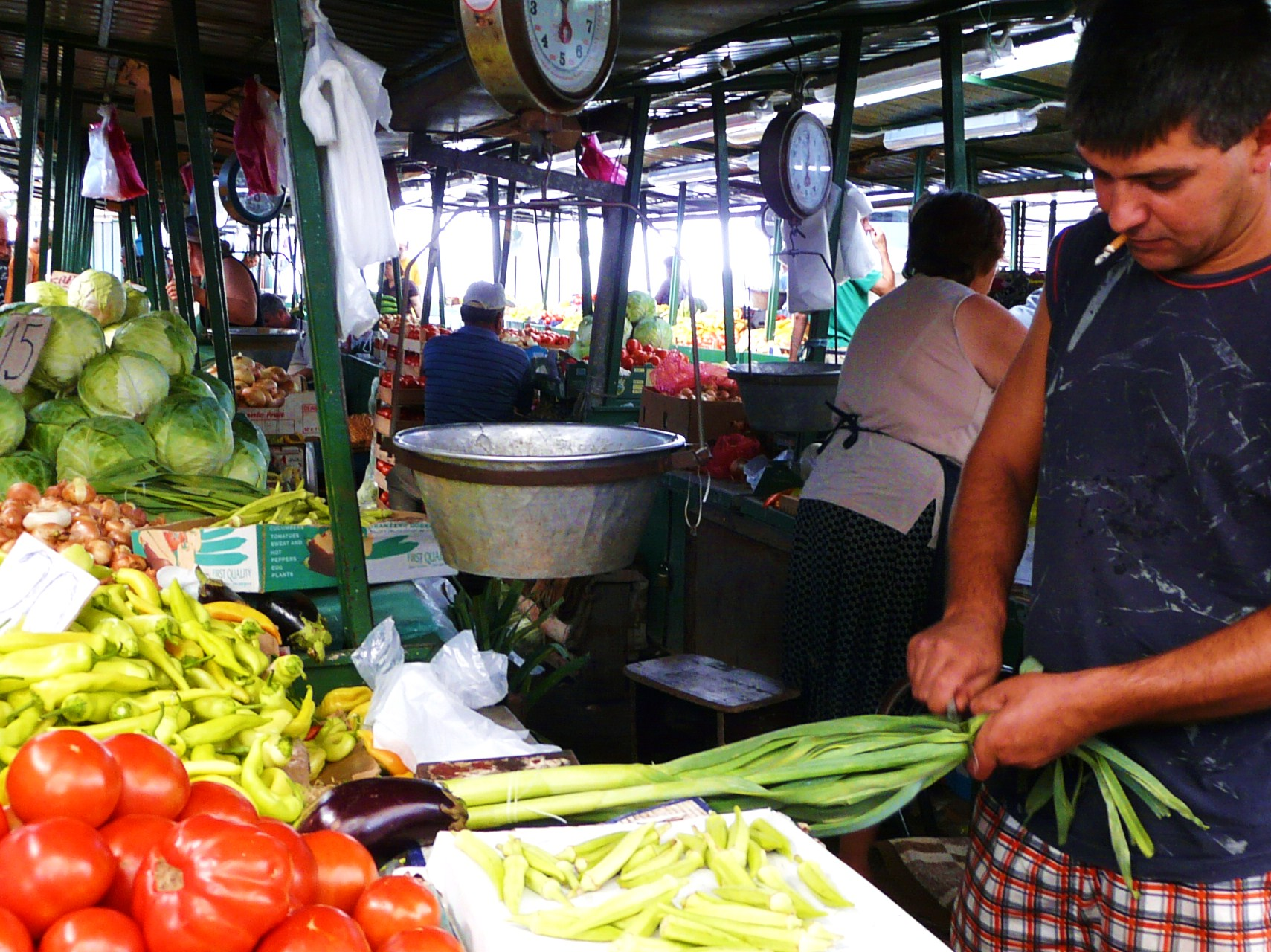
Le Zelen Pazar.

En plus d'être le principal centre industriel du pays, Skopje en est la capitale économique et financière. Elle est ainsi le siège de la Banque nationale de Macédoine du Nord, qui édite la monnaie nationale et veille à la stabilité financière du pays. La Bourse macédonienne, établie en 1995, comprend trois indices (MBI 10, MBID et OMB) et a pour objectif la sécurisation du marché macédonien et la facilitation des mouvements de capitaux. La ville regroupe également les sièges de plusieurs groupes bancaires, de téléphonie et d'assurances du pays, comme Makedonski Telekom, Komercijalna banka, Stopanska banka, Tutunska banka et TTK Banka, et des filiales de groupes étrangers, comme QBE Makedonija, Alpha Bank et Erste Bank. Les services produisent environ 60 % du PIB de la ville.
À côté des petits magasins traditionnels, Skopje compte deux grands marchés, le Zelen Pazar (« marché vert ») et le Bit Pazar (« marché aux puces »). Ces marchés, situés au nord du vieux bazar, sont principalement gérés par des Albanais et sont devenus des lieux emblématiques de la ville. Néanmoins, depuis les années 1970, le commerce à Skopje s'est grandement modernisé et la ville compte plusieurs grandes surfaces et centres commerciaux. Le plus grand d'entre eux, le City Mall, a ouvert en 2012. Il comprend un hypermarché Carrefour ainsi qu'une galerie de 130 magasins et un cinéma. L'ensemble emploie 2 000 personnes et a été construit grâce à un prêt de la Banque européenne pour la reconstruction et le développement qui s'élève à 18,9 milliards d'euros.
Le tourisme a longtemps été négligé à Skopje car la capitale touristique de la Macédoine du Nord est plutôt Ohrid, qui bénéficie d'un plus riche patrimoine culturel et naturel et se trouve au bord d'un grand lac. Néanmoins, l'activité se développe, notamment avec l'opération urbanistique Skopje 2014, qui permet l'ouverture de nouveaux musées et embellit le centre-ville. Ainsi, alors que Skopje n'a accueilli que 111 281 touristes en 2009, ce chiffre est lentement passé à 130 726 en 2011. Enfin, en 2012, Skopje a légèrement dépassé Ohrid en nombre de touristes étrangers. Ceux-ci viennent pour moitié des pays balkaniques, comme la Serbie, la Grèce, l'Albanie, la Bulgarie ou la Turquie.

### Emploi
51 % de la population active de Skopje travaille dans de petites entreprises. 52 % travaille dans les services et 34 % dans l'industrie, le reste étant principalement employé par l'administration.
Le taux de chômage de la région de Skopje est très élevé car il y a beaucoup de problèmes éducatif et pas assez d'emplois. Il est autour de 35 %.
La région voisine du Polog obtenait un même score que la région Skopje, mais le Sud-Ouest, demeurait la région la moins sinistrée, avec 22 % de chômage. Le chômage à Skopje touche surtout les hommes, qui représentent 56 % des demandeurs d'emplois, ainsi que les personnes qui ont entre 25 et 44 ans (45 % des demandeurs d'emploi). Le chômage concerne particulièrement les personnes sans qualification (43 % des demandeurs d'emploi), ainsi que celles qui ont seulement effectué un enseignement secondaire (25 %). Enfin, le chômage touche particulièrement les Roms, qui forment 4,63 % de la population de Skopje et sont à 70 % sans emploi.
Le salaire net moyen mensuel à Skopje s'éleve à 350 euros,soit 120 % de la moyenne nationale. Ce chiffre est plus bas que celui de Sofia, 436 euros, et de Belgrade, 440 euros.

## Culture et patrimoine

### Architecture
Malgré les destructions occasionnées par le grand incendie de 1689 et le tremblement de terre de 1963 ainsi que les divers programmes d'urbanisme lancés après la fin de la domination ottomane en 1912, Skopje conserve un important patrimoine architectural qui reflète parfaitement les diverses occupations et influences auxquelles la Macédoine du Nord a été soumise au cours de son histoire. Par ailleurs, Skopje possède un des plus grands ensembles urbains ottomans d'Europe, avec un certain nombre d'édifices islamiques encore en activité, et fut aussi au milieu XXe siècle un important champ d'exploration pour l'architecture moderniste. La ville présente ainsi un cas de confrontation entre perceptions anciennes et modernes, progressistes et conservatrices, orientales et occidentales.

#### Architecture préhistorique, antique et médiévale

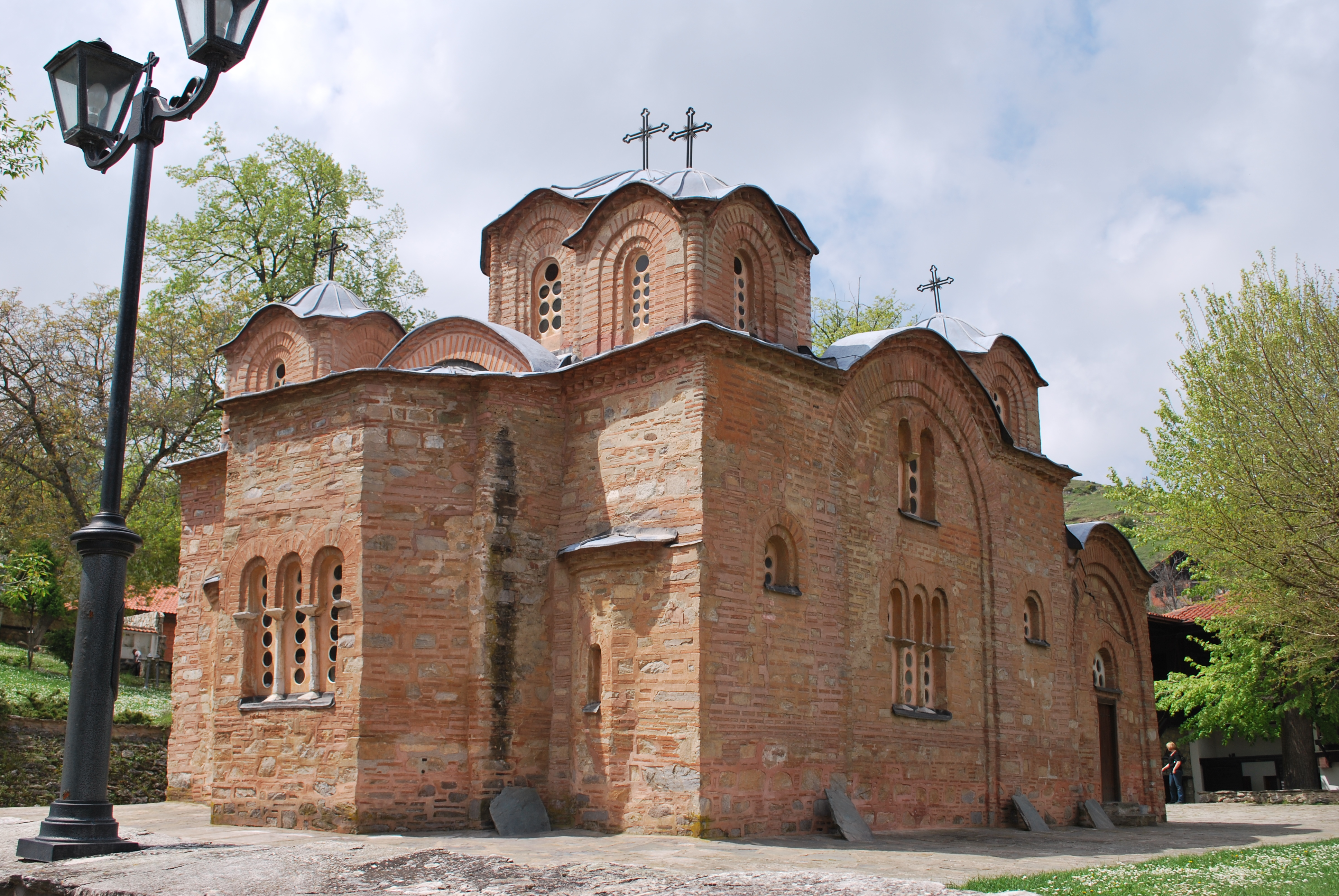
L'église Saint-Panteleimon de Nerezi, construite à l'époque byzantine, au XIIe siècle.

Le village néolithique de Toumba Madjari, découvert en 1960 dans la banlieue est de Skopje, a été partiellement mis au jour puis quelques maisons ont été reconstruites à proximité, selon les techniques de l'époque. Ce site s'est développé entre 5800 et 5200 av. J.-C., soit pendant l'époque de la culture d'Anzabegovo-Vrchnik, caractérisée par des habitations en terre et en clayonnage. De l'autre côté de l'agglomération, le site de la ville antique de Scupi est plutôt pauvre en vestiges, et il ne reste que quelques fondations du théâtre, des thermes et de la basilique. L'aqueduc de Skopje, construit approximativement entre le site antique et le centre-ville actuel, est encore très mystérieux puisque son époque de construction est inconnue. Il pourrait avoir été construit autant par les Byzantins que les Ottomans, mais il était déjà à l'abandon au XVIe siècle. Une cinquantaine d'arches sont encore visibles, elles sont construites avec des briques plates et des pierres.
La forteresse de Skopje, qui surplombe le centre-ville, a été réaménagée de nombreuses fois au fil des siècles avant d'être gravement endommagée par le séisme de 1963. Des campagnes de restauration lui ont partiellement redonné son aspect médiéval, avec une large enceinte et des tours carrées. La porte percée dans le mur oriental, qui permet de rejoindre le vieux bazar, date quant à elle du début du XVIIIe siècle. La ville en elle-même ne compte pas d'autres exemples d'architecture médiévale, mais plusieurs églises situées autour de l'agglomération sont de très bons exemples de l'école serbo-byzantine, qui s'est développée dans la région de la fin du XIIIe siècle à la fin du XIVe siècle. Parmi ces églises se trouvent celles des monastères entourant le lac Matka, le monastère Saint-André, le monastère Saint-Nicolas et le monastère de Matka. L'église Saint-Panteleimon de Nerezi, construite sur le flanc du mont Vodno, date du XIIe siècle et elle est représentative de l'architecture de la dynastie byzantine des Comnène. Ses fresques atteignent un niveau d'excellence par l'expression émotive des sujets qui préfigure les Primitifs italiens.

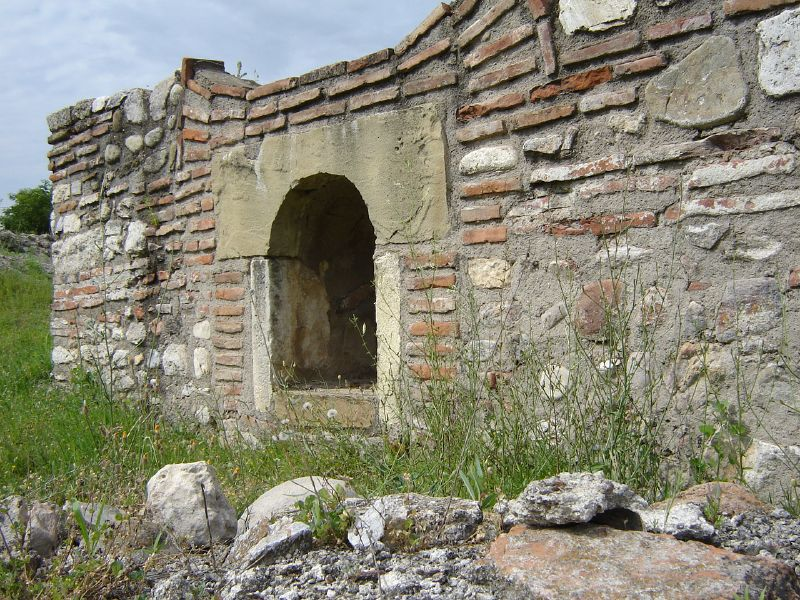
Fragment du mur de Scupia.
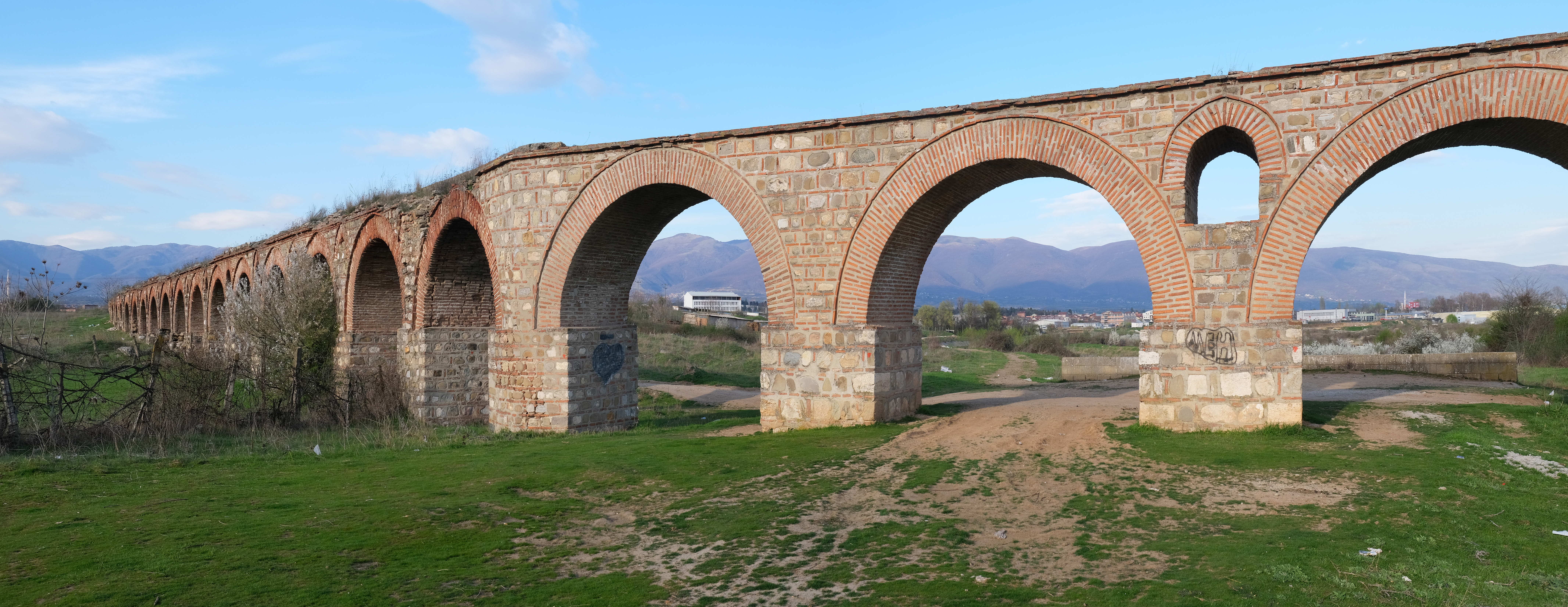
L'aqueduc romain.
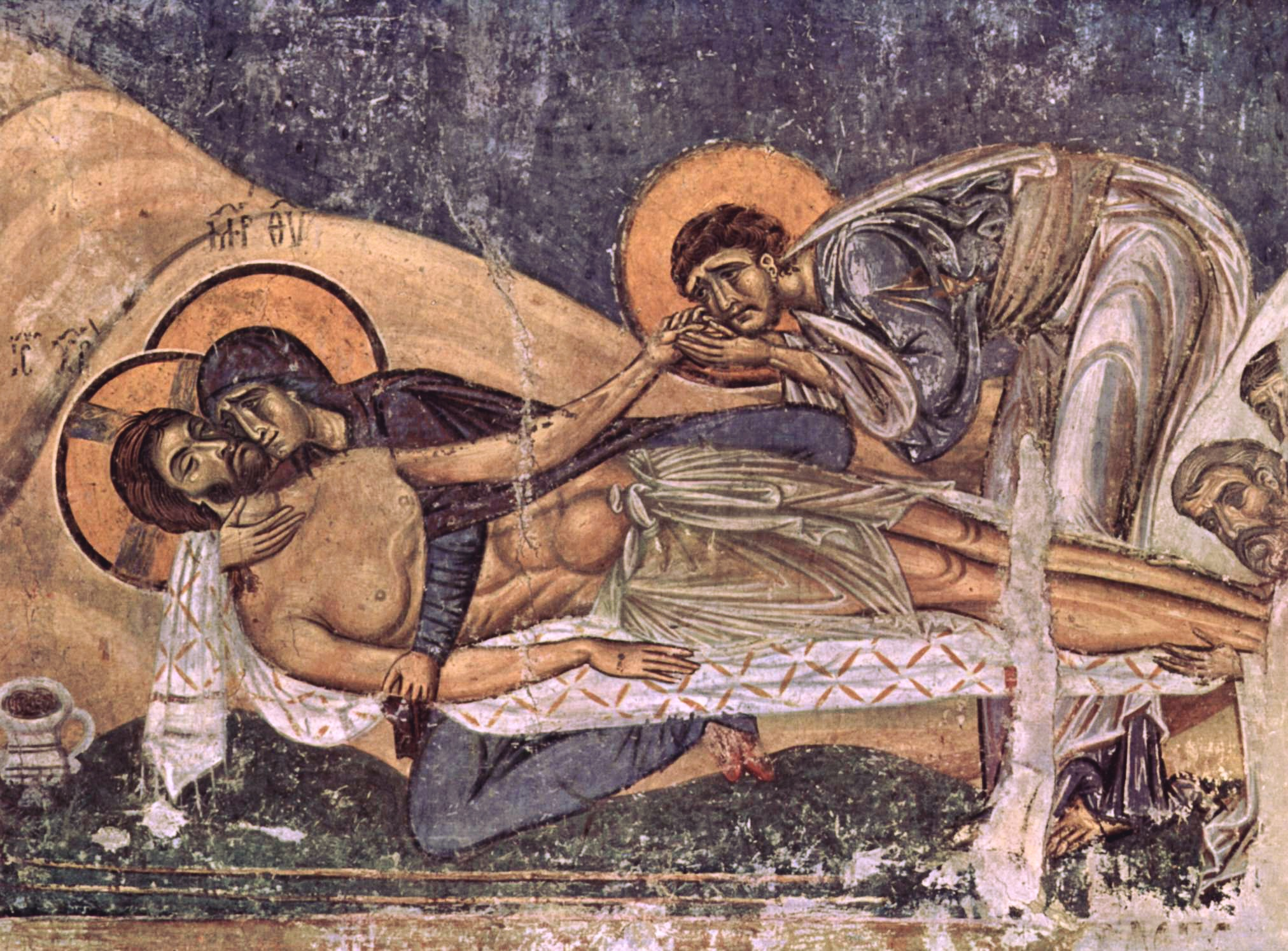
Fresque de la Lamentation du Christ dans l'église byzantine de Nerezi.
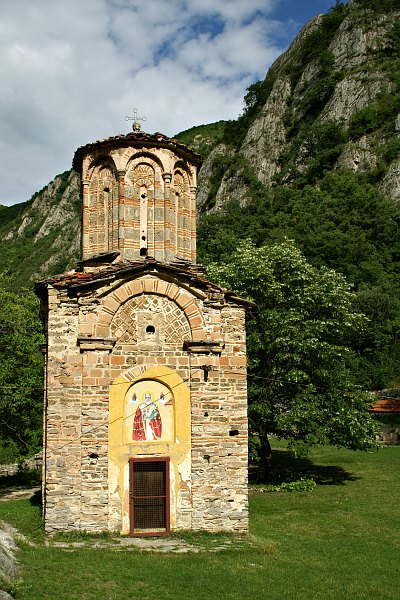
L'église du monastère serbe Saint-Nicolas.
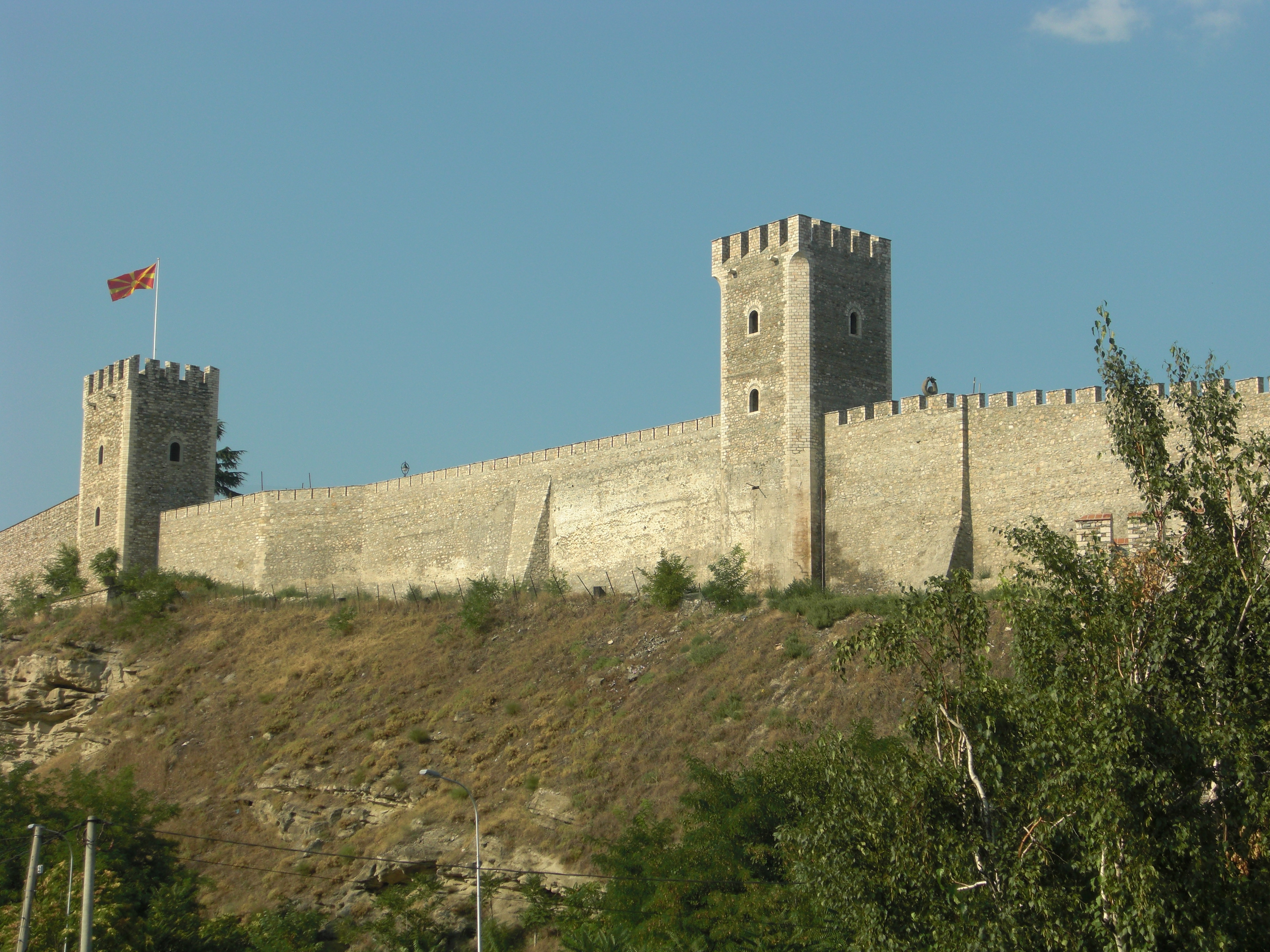
La forteresse ottomane.

#### Architecture ottomane

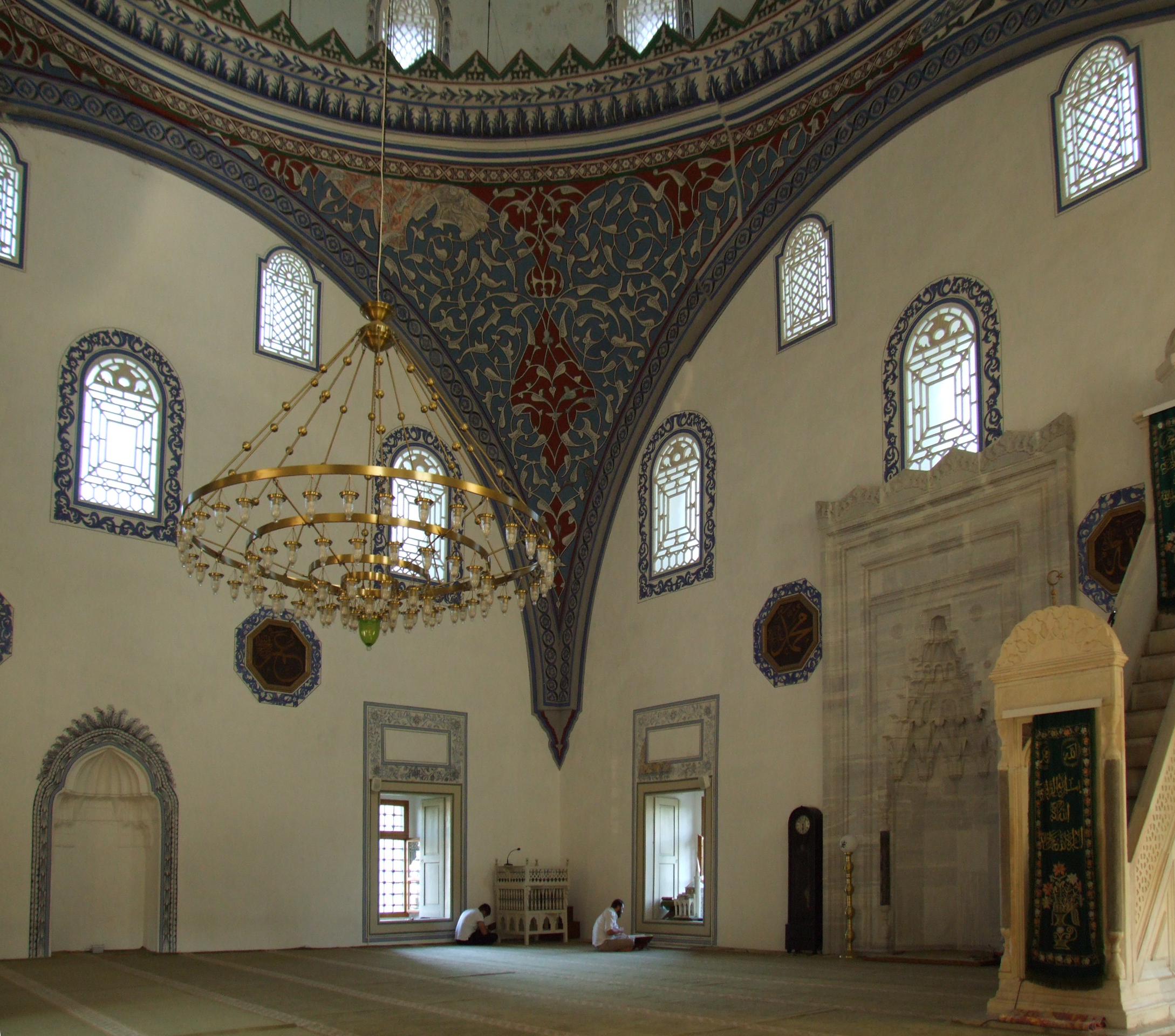
Intérieur de la mosquée Mustafa Pacha.

Les exemples d'architecture ottomane sont concentrés dans le vieux bazar, le plus grand des Balkans en dehors d'Istanbul. Ce quartier est un lieu de commerce depuis le XIIe siècle, mais il s'est surtout développé pendant la domination ottomane. Il est caractérisé par des rues étroites et des parcelles très petites, et les maisons sont généralement à deux niveaux, avec un magasin en bas et un logement en haut. Le bazar a été continuellement renouvelé au cours de son histoire et les constructions présentent une grande diversité de styles et d'époques, allant des maisons en bois et en torchis du XVIIIe siècle aux moulures en stuc du début du XXe siècle. Le quartier a beaucoup souffert du tremblement de terre de 1963 et de travaux intempestifs, mais il est entièrement protégé depuis 2008 et connaît un grand programme de revitalisation.

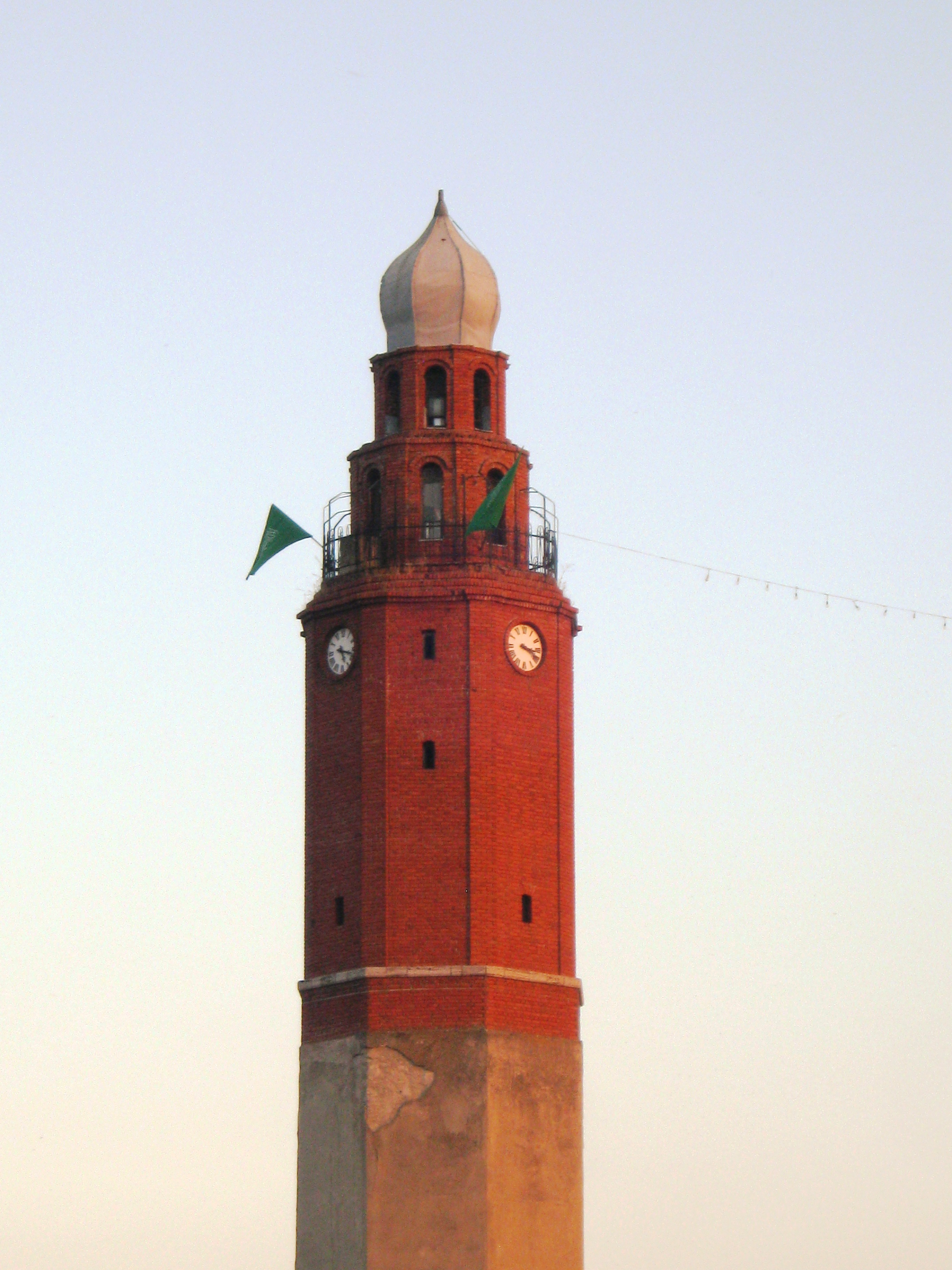
La tour de l'horloge.

Comme dans le reste du pays, les mosquées de Skopje ont généralement un plan carré, avec une seule coupole et un seul minaret. Elles sont également ouvertes par un portique sur colonnes, comme la mosquée Mustafa Pacha, construite au début du XVe siècle. La mosquée Isa Bey, également du XVe siècle, se distingue toutefois car elle est composée de deux espaces carrés joints, surmontés chacun d'une coupole, et possède aussi deux ailes latérales. La mosquée du Sultan Murat date de la même époque, tout comme la mosquée Aladja, qui était à l'origine couverte de faïences. Celles-ci ont été détruites par l'incendie de 1689, mais certaines subsistent sur le turbe attenant. D'autres turbes, mausolées de dignitaires ottomans, sont aussi visibles dans les jardins de la mosquée Mustafa Pacha et de la mosquée du Sultan Murat. La mosquée Yahya Pacha, construite au début du XVIe siècle, est remarquable pour son minaret, qui culmine à 65 mètres, ce qui en fait le plus haut de ceux construits par les Ottomans dans les Balkans. La mosquée Murat Pacha a quant à elle été construite au début du XIXe siècle sur les ruines d'un édifice détruit par l'incendie de 1689. Son allure modeste et peu ornementée traduit le déclin économique de la ville à cette époque.
L'architecture civile est représentée par la tour de l'horloge, élément typique des villes ottomanes. Elle a été construite au XVIe siècle et a reçu son aspect actuel en 1904, lorsque la partie supérieure en brique coiffée d'un bulbe fut ajoutée. Les deux hammams de Skopje, le Daout Pacha et le Tchifté, sont doubles, c'est-à-dire qu'ils regroupaient dans un seul édifice une partie pour les hommes et une pour les femmes. Ils se caractérisent par une grande liberté dans l'aspect extérieur, avec des dômes à la répartition inégale. Skopje possède aussi une tour de guet du XVIIe siècle, représentative des vigies construites par les propriétaires terriens de l'époque pour surveiller leur propriété, et trois caravansérails. Ceux-ci, le Kapan An, le Kourchoumli An et le Souli An, ont été construits aux XVe et XVIe siècles, et présentent tous les trois un plan carré avec une cour intérieure entourée de galeries à deux niveaux ; le rez-de-chaussée abritait les magasins et l'étage servait d'auberge aux marchands. Enfin, situé au cœur du vieux bazar, le Bezisten était à l'origine un marché couvert. Reconstruit au début du XXe siècle, il a perdu son aspect originel et ses allées sont désormais découvertes.
Le pont de pierre est un des monuments les plus emblématiques de Skopje. Ses douze arches furent mentionnées pour la première fois en 1469. Il doit son caractère symbolique non pas à son aspect architectural, mais à sa fonction de liaison entre les deux rives du Vardar, avec le vieux bazar et la communauté albanaise au nord et le centre moderne et la communauté macédonienne au sud.

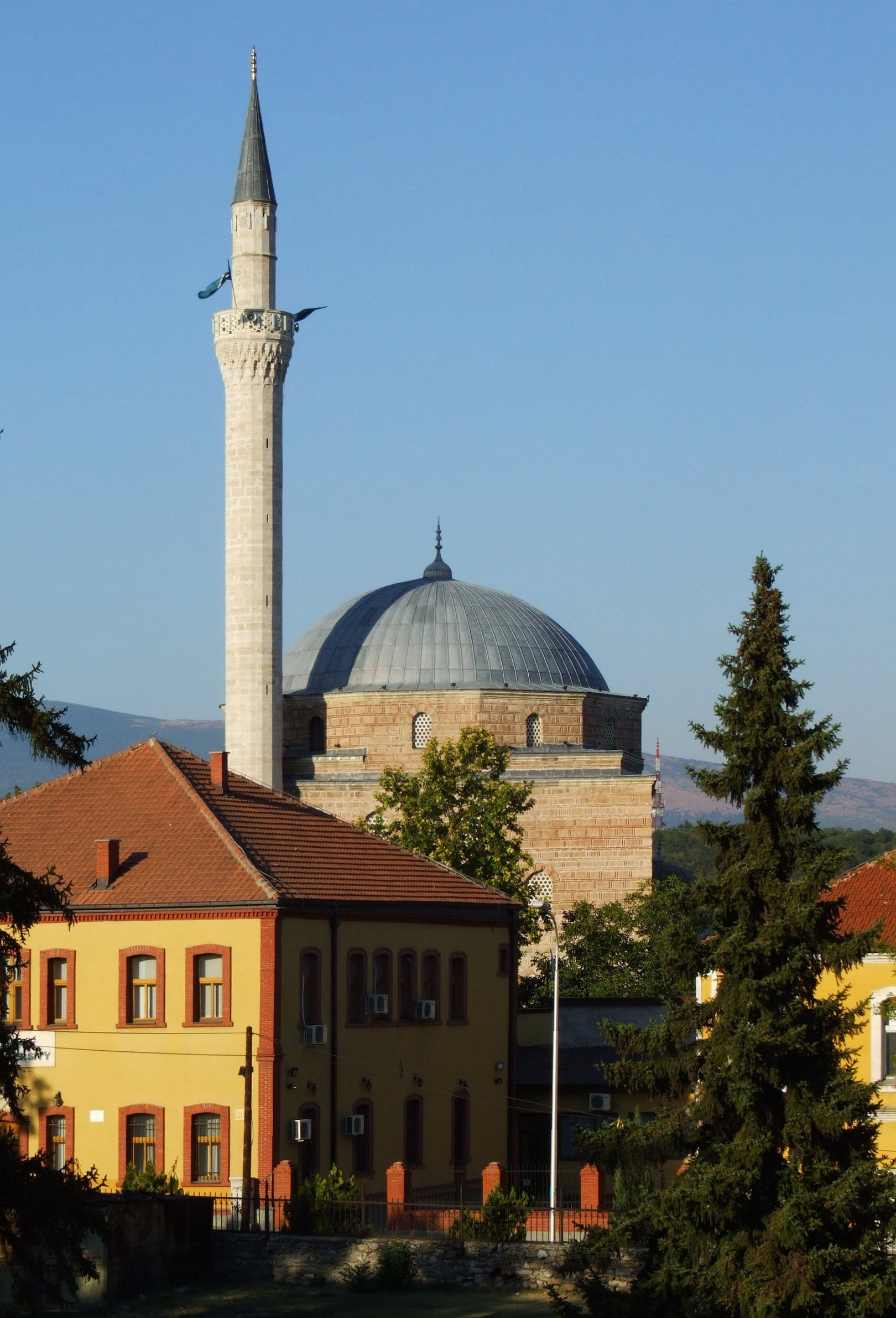
La mosquée Mustafa Pacha.
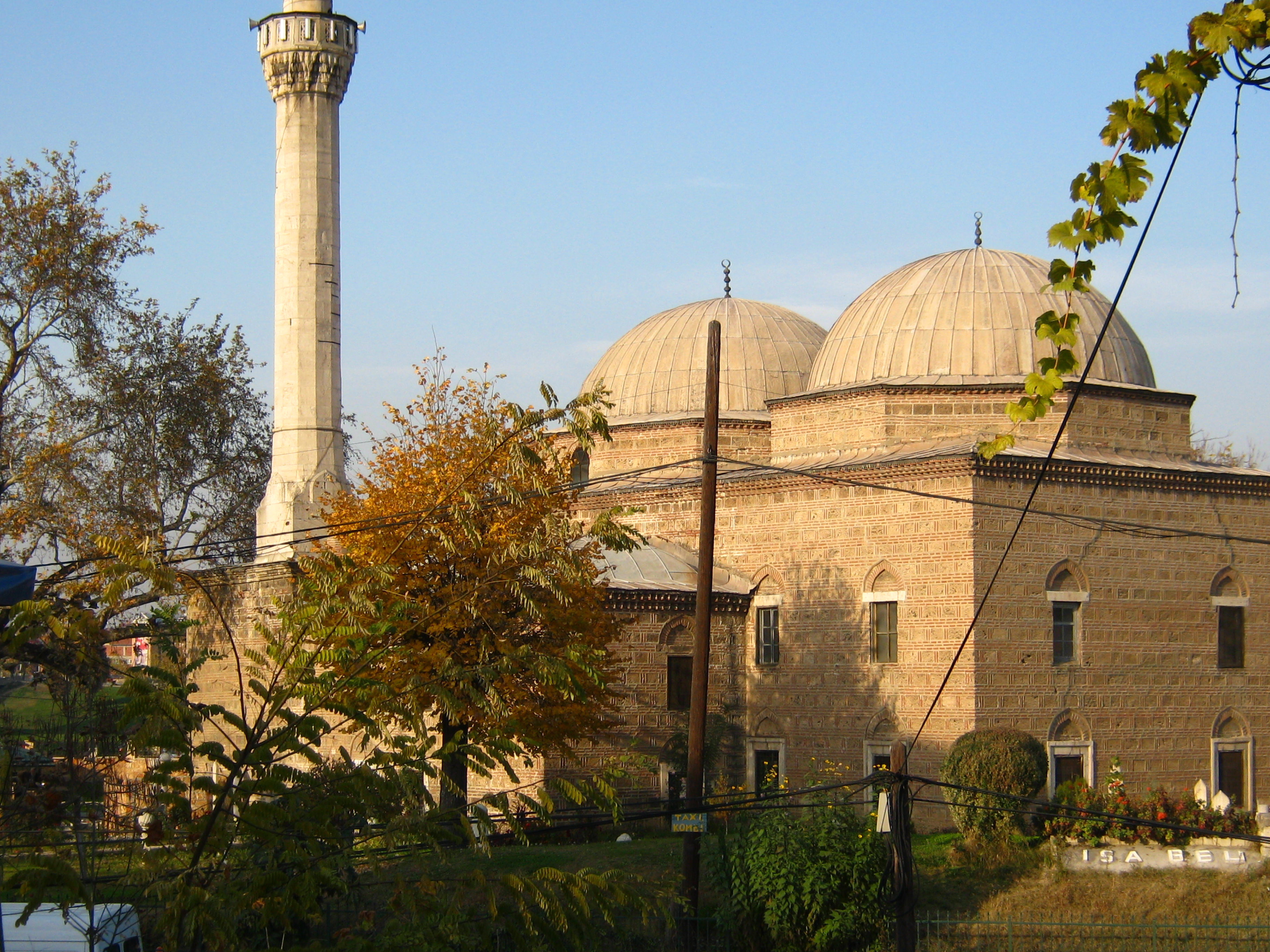
La mosquée Isa Bey et ses deux coupoles.
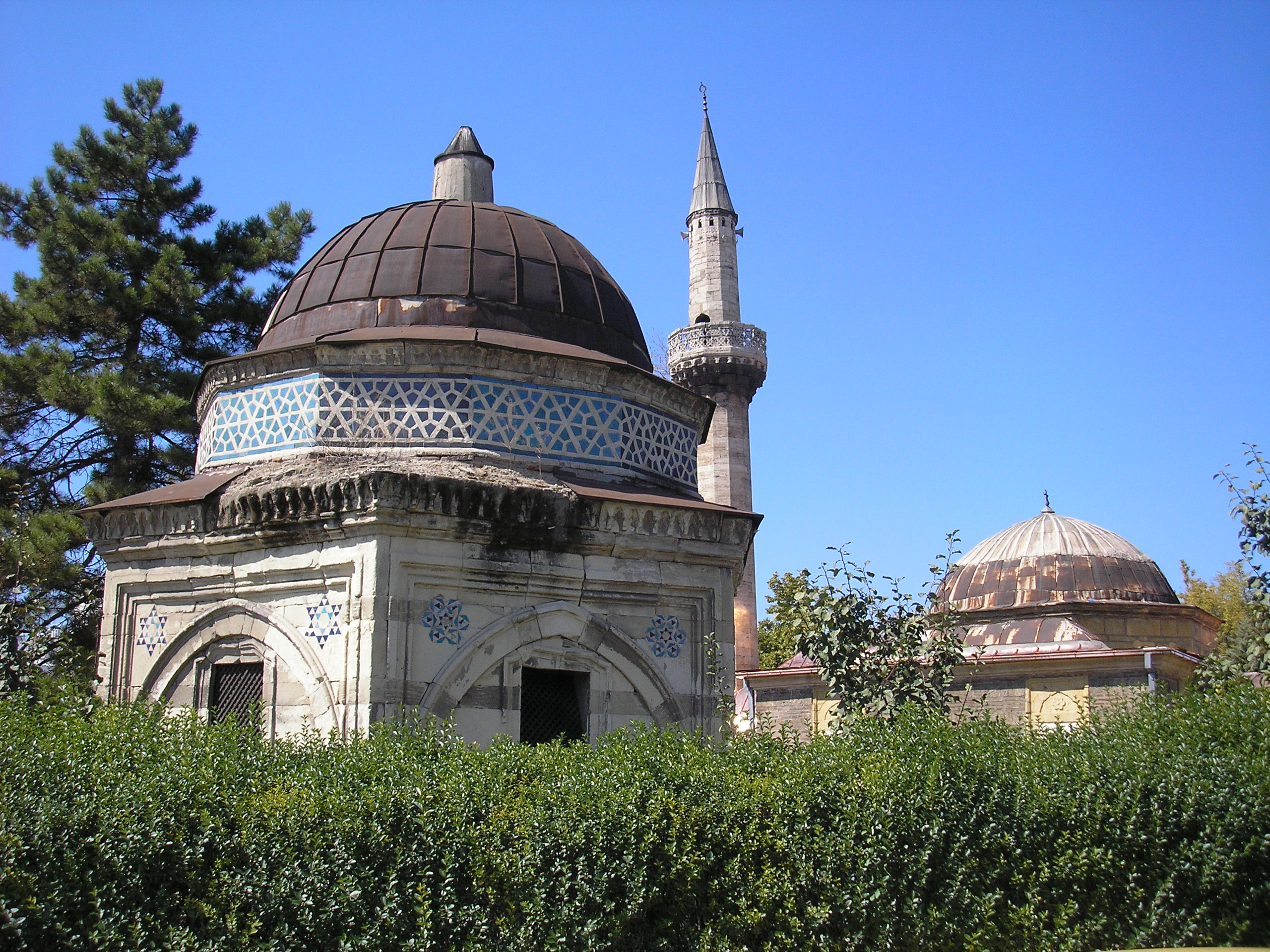
Le turbe de la mosquée Aladja et ses faïences.
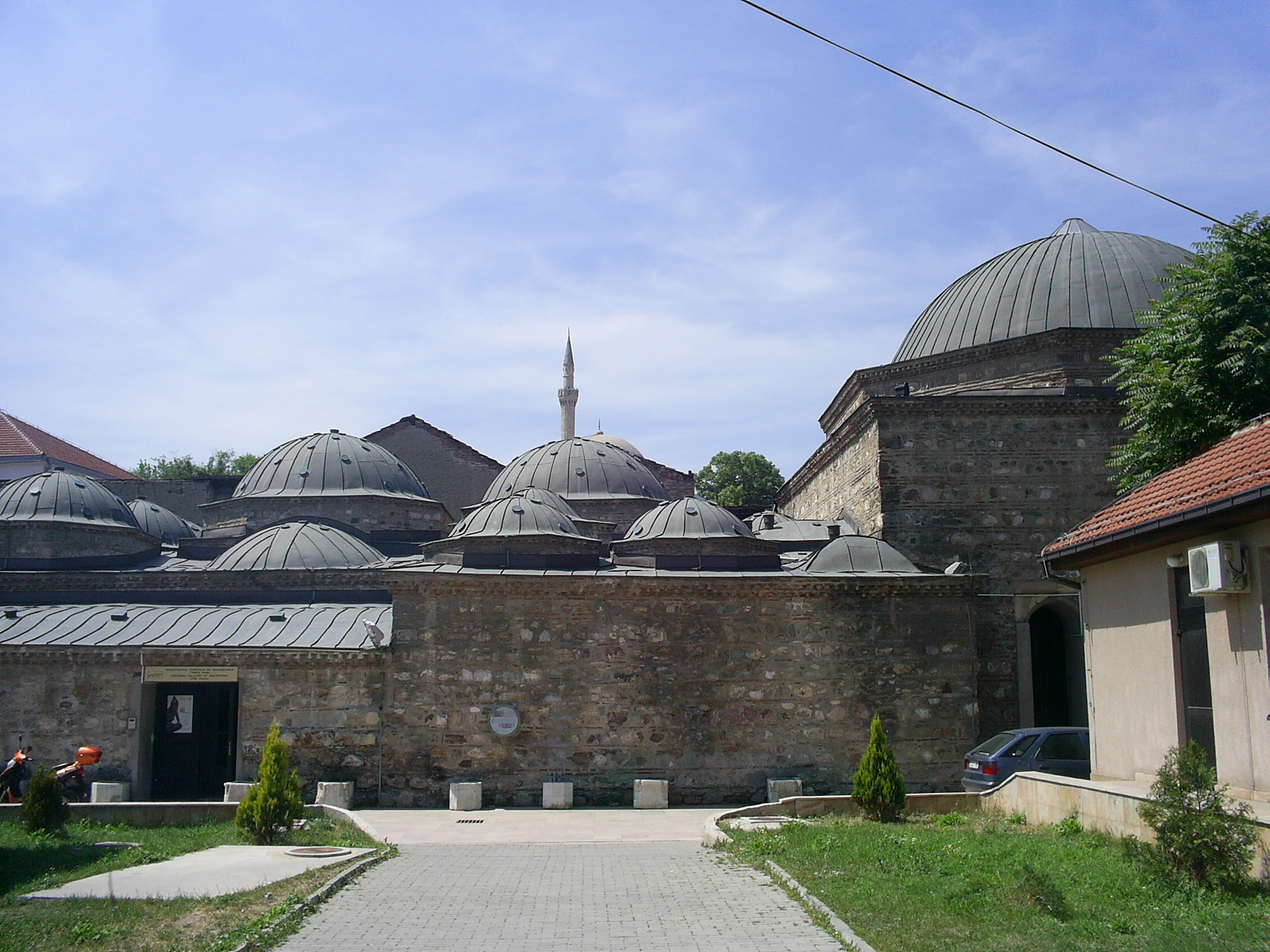
Le hammam Tchifté.
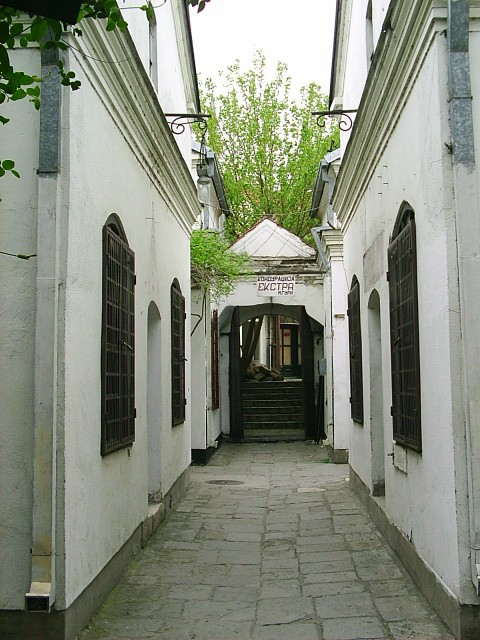
Le Bezisten.

#### Occidentalisation

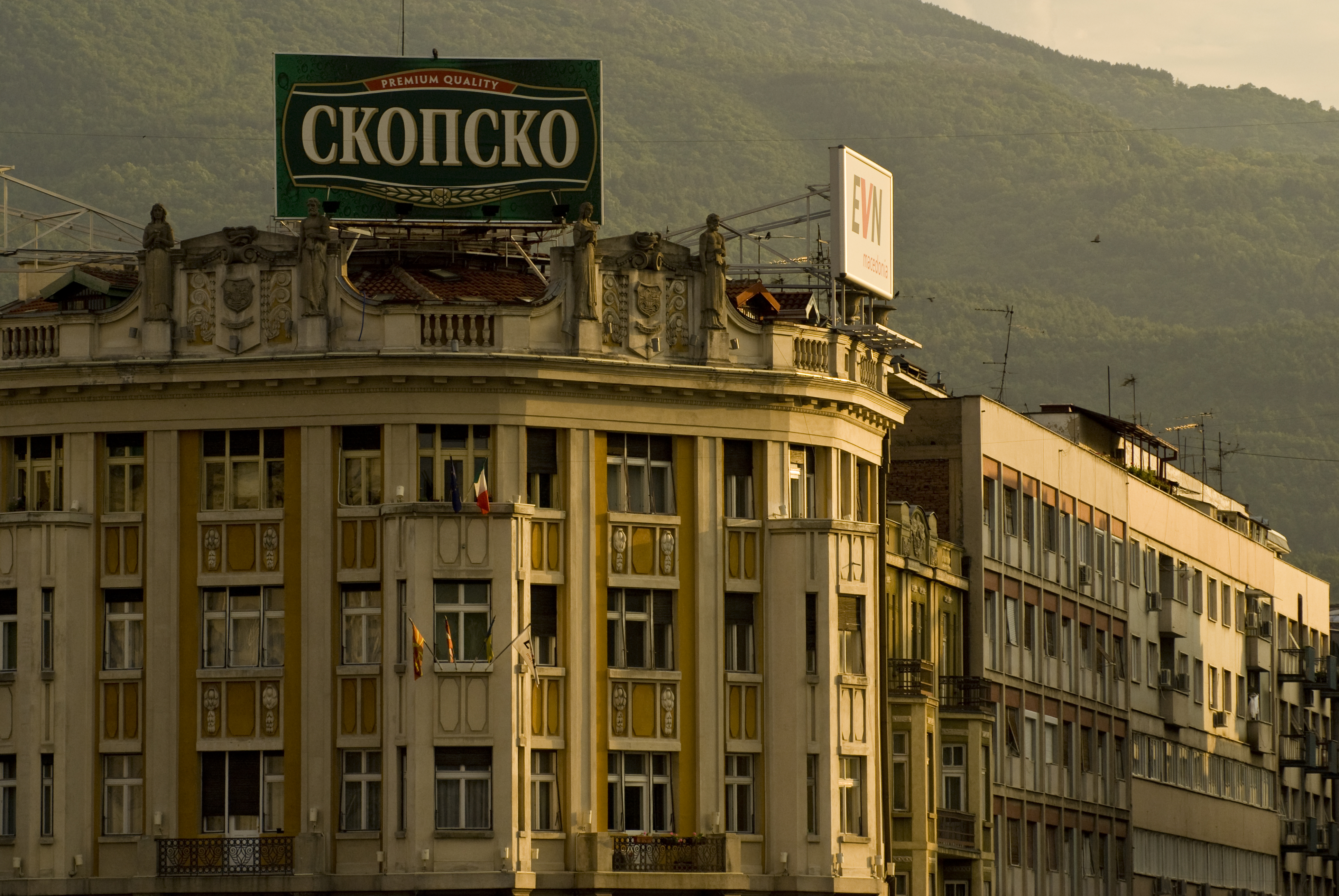
Le palais Ristiḱ.

À partir de la fin du XVIIIe siècle, la Macédoine connaît une certaine renaissance culturelle slave, qui s'illustre notamment par la construction de nouvelles églises. L'église Saint-Sauveur et l'église Saint-Dimitri, les deux seuls édifices chrétiens du bazar, avaient été construites auparavant, autour de 1700, mais à l'emplacement d'anciennes églises détruites par l'incendie de 1689, et devaient rester modestes afin de ne pas surpasser en taille les mosquées. L'église Saint-Sauveur est rénovée au début du XIXe siècle, mais garde une silhouette basse, avec pour seul ornement une petite abside. La première grande église de Skopje voit le jour en 1835, il s'agit de l'église de la Nativité de la Vierge, première réalisation d'Andreja Damjanov, qui dessine ensuite les plans de nombreuses autres églises à travers les Balkans. Cette grande église est une vaste basilique à plan rectangulaire, avec trois nefs et trois absides. Détruite par les Bulgares en 1944, elle a été reconstruite à l'identique au cours des années 2000. Une autre grande église, dédiée à saint Ménas, fut construite à proximité en 1902 ; disparue en 1963, elle sera elle aussi reconstruite. Enfin, l'église Saint-Dimitri a reçu son aspect actuel, un plan rectangulaire et une abside, en 1894.
L'occidentalisation de la ville s'amorce à la fin du XIXe siècle et devient incontournable après l'annexion de la Macédoine du Vardar par la Serbie en 1912. L'apparence orientale de la ville est considérée comme appartenant à un passé archaïque et le pouvoir serbe s'emploie à remodeler la ville entièrement, notamment en promulguant deux plans d'urbanisme, en 1914 et 1929. Le premier s'inspire du Ring de Vienne et le second du travail du baron Haussmann à Paris. La ville est réorientée par des boulevards et des espaces verts et des édifices publics ponctuent l'espace. L'initiative privée de bourgeois venus de régions plus riches de la Yougoslavie permet également la construction de nombreuses résidences imposantes, comme le palais Ristiḱ (en), construit en 1926 sur la place de Macédoine, et dont la façade intègre des éléments art nouveau. Les styles employés sont similaires à ceux employés dans le reste de la Yougoslavie et sont fortement influencés par l'architecture d'Europe centrale, mais les architectes peuvent être plus audacieux, notamment pour la Maison arabe, construite dans un style mauresque en 1938, ou pour la gare, construite dans un style néobyzantin imposant la même année.

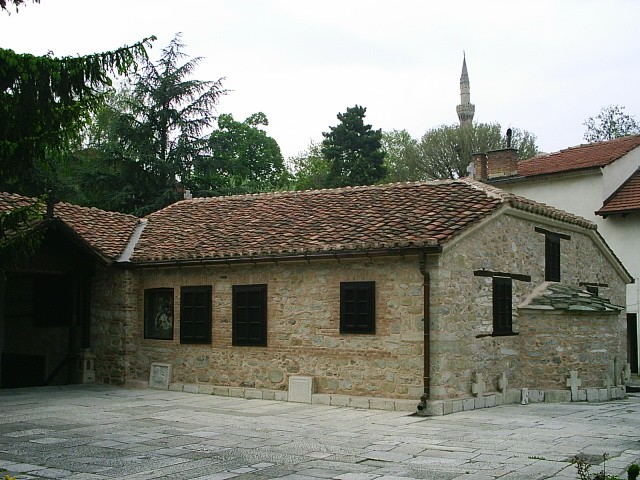
L'église Saint-Sauveur.
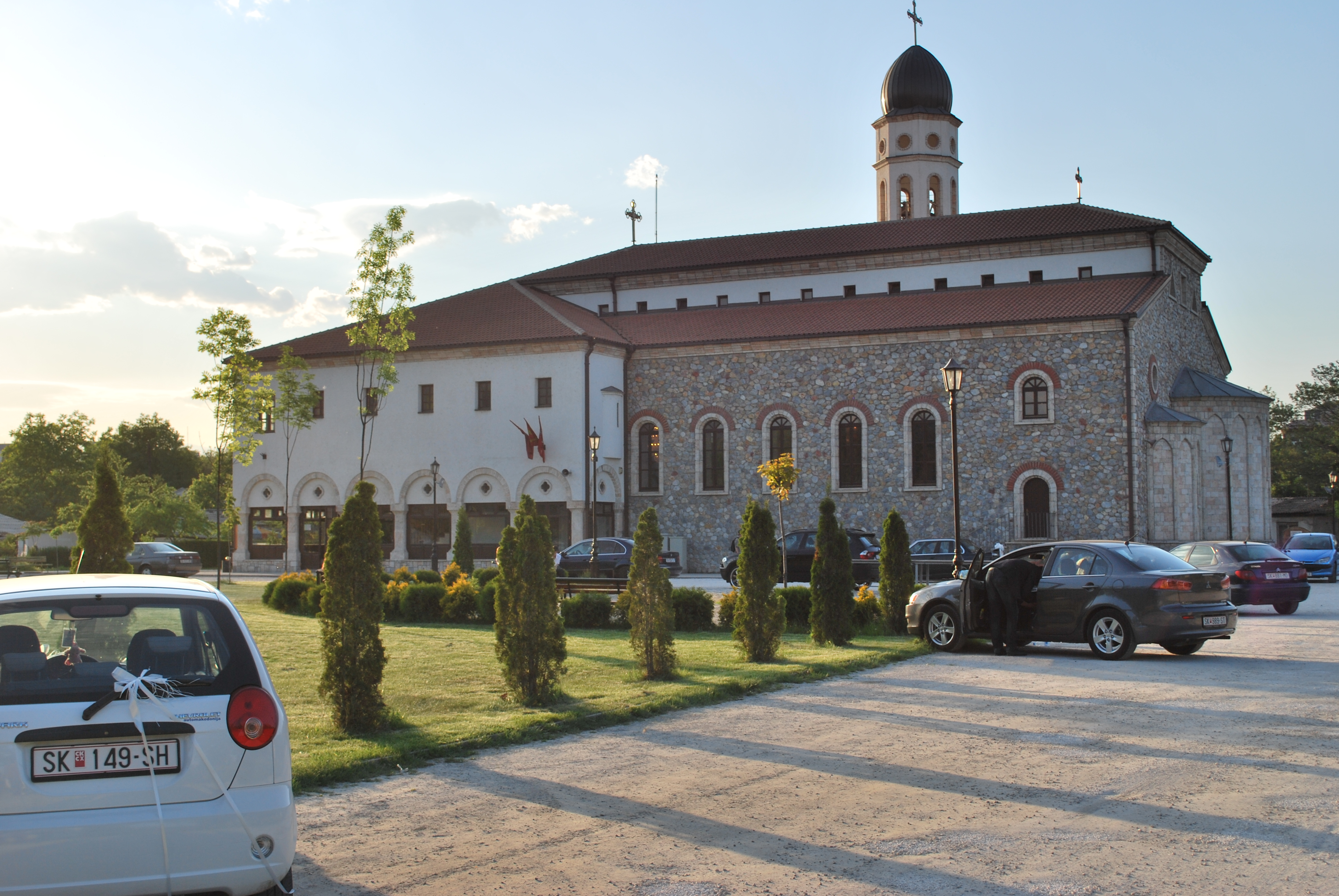
L'église de la Nativité de la Vierge.
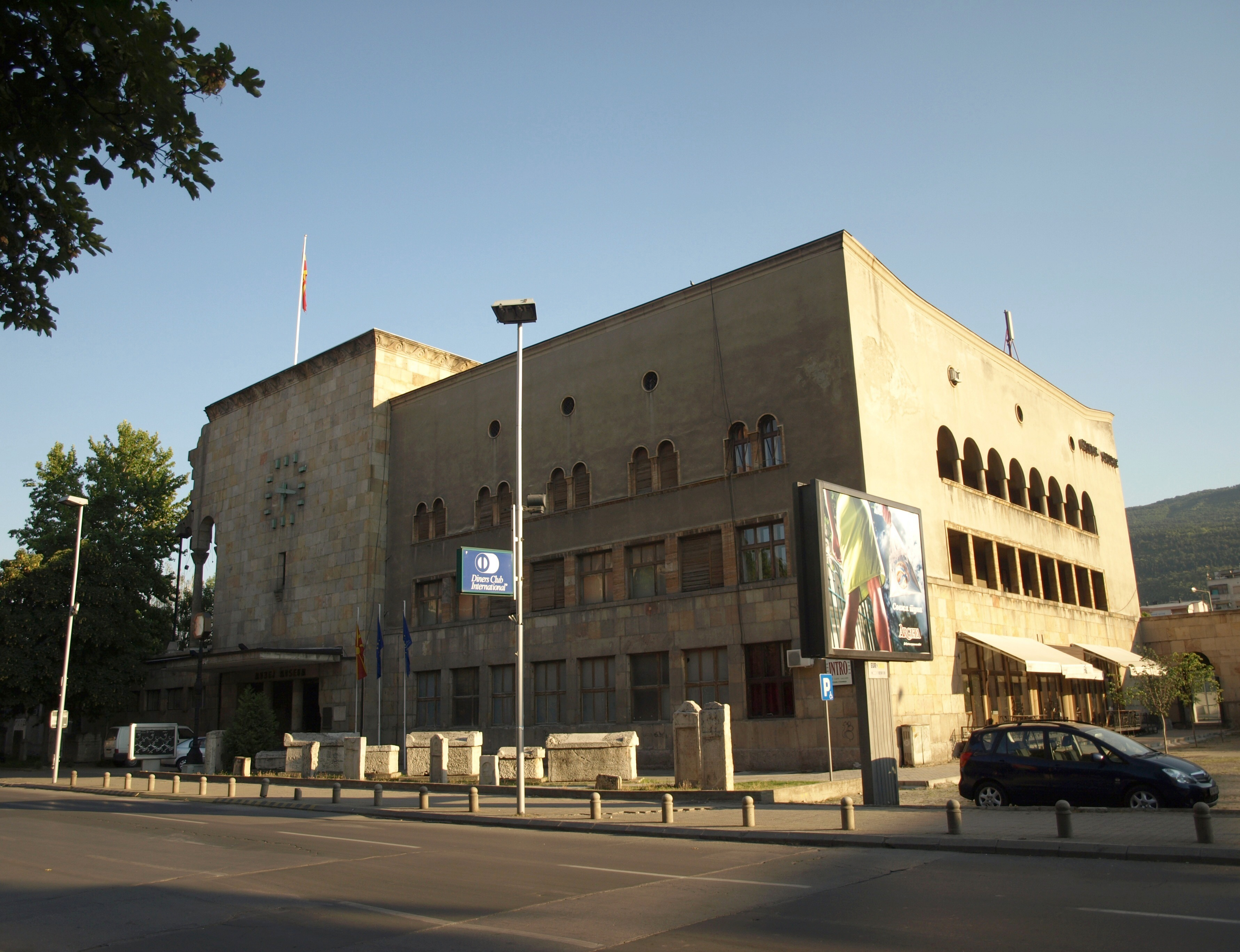
Vestiges de la gare néobyzantine de 1938.
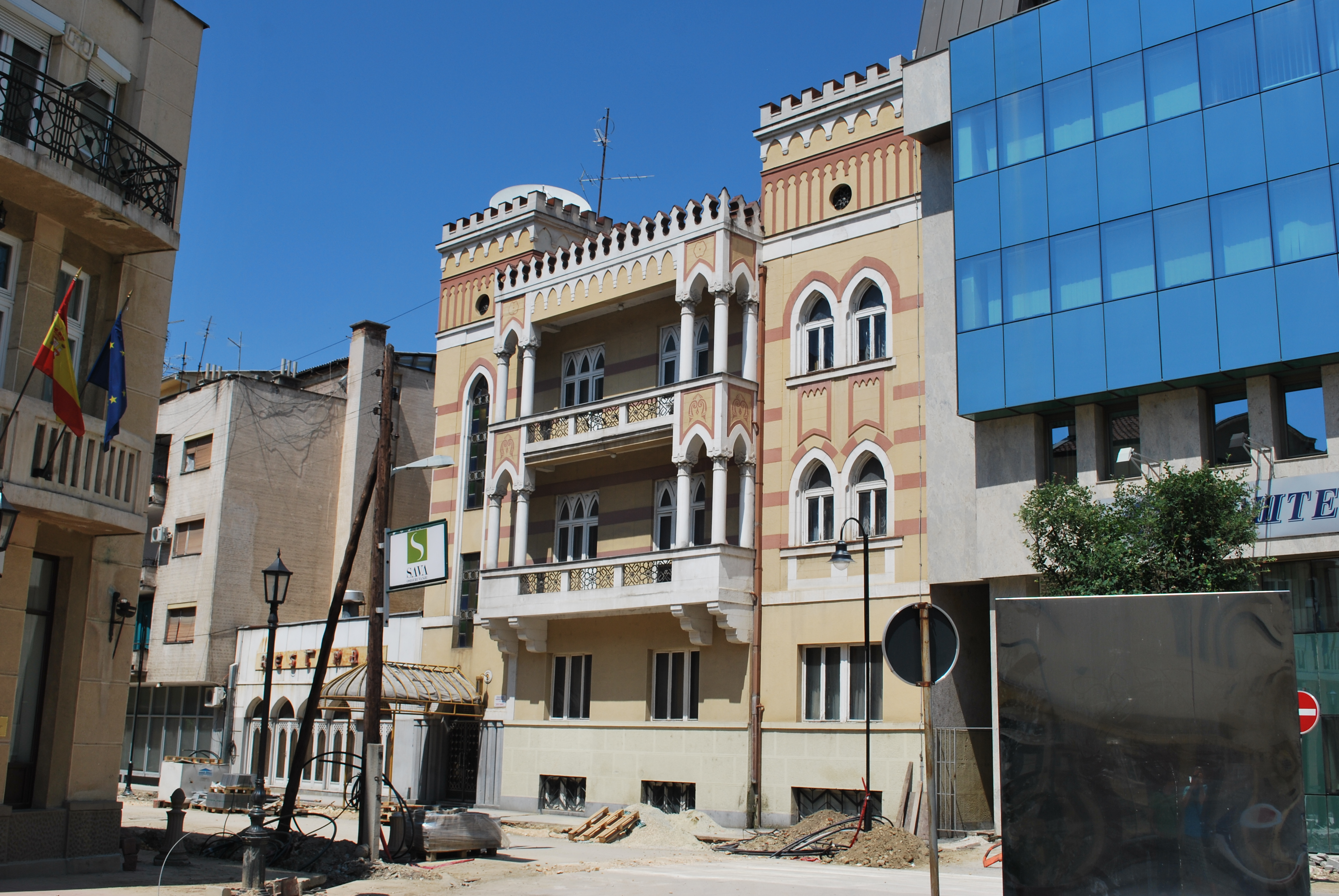
La Maison arabe.

#### Modernisme

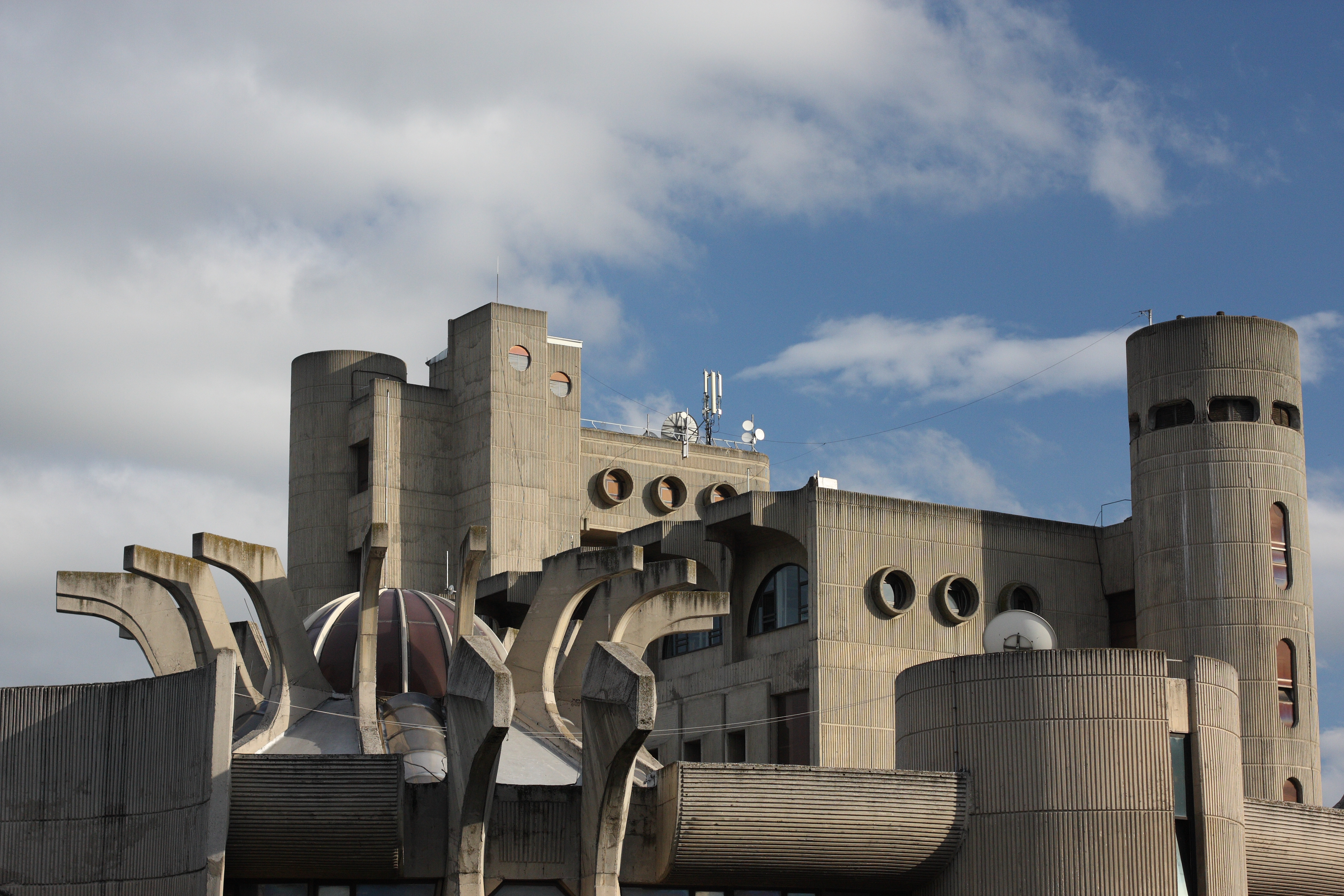
Les toits de la Grande Poste et du Centre des Télécommunications.

Le style moderniste apparaît dès 1933, avec la construction du musée ethnographique (actuellement la Chambre de commerce), d'après des plans du Serbe Milan Zloković. L'hôpital municipal, un assemblage d'éléments rectangulaires en béton, voit le jour un an plus tard, et le Bureau des Assurances, construit en 1939, montre des influences du Bauhaus. La plupart des architectes de l'époque ne sont pas macédoniens mais viennent du Nord de la Yougoslavie, notamment de Serbie et de Croatie. Les plans du palais de l'Assemblée, construit en 1938, sont de leur côté dessinés par un Tchèque. L'édifice, en pentagone, se distingue par son caractère massif et la pureté des lignes extérieures.
Après 1945, la ville poursuit une importante croissance démographique et le modernisme s'impose comme le style dominant. Les nouvelles constructions ne prennent toutefois pas toujours en compte le risque sismique, et lors du tremblement de terre de 1963, de nombreux exemples sont perdus. Après la catastrophe, la ville est reconstruite grâce à quelques grands noms de l'architecture, notamment Kenzo Tange, qui dessine la nouvelle gare, pensée comme la porte de la ville, les trains passant au-dessus d'un grand boulevard, et le « Mur de la Ville », une série d'immeubles suggérant une enceinte médiévale autour du centre, censée le protéger d'un nouveau désastre.
Deux architectes macédoniens se distinguent également : Georgi Konstantinovski, qui réalise le siège des archives municipales en 1968, un bloc rectangulaire surmonté d'une tour de stockage octogonale, et la résidence universitaire Gotsé Deltchev en 1975, composée de quatre tours reliées par des passerelles, ainsi que Janko Konstantinov, qui dessine les plans du Centre des Télécommunications et de la Grande Poste, construits de 1974 à 1989. Ces deux édifices se distinguent par leur liberté ornementale, la Poste évoquant par exemple une fleur tropicale ou la cathédrale de Brasilia et le Centre des Télécommunications étant surmontés de tubes et de manches à air en béton. Le centre qui abrite l'Opéra et Ballet macédoniens date de 1979 et a été conçu par un cabinet slovène. Son allure blanche faite d'éléments fragmentés contraste avec l'aspect brutaliste des autres éléments de la reconstruction. Construite de 1972 à 1990, la cathédrale Saint-Clément d'Ohrid est aussi un monument original, à cause de son plan en cercle sur lequel s'ajoutent cinq dômes.

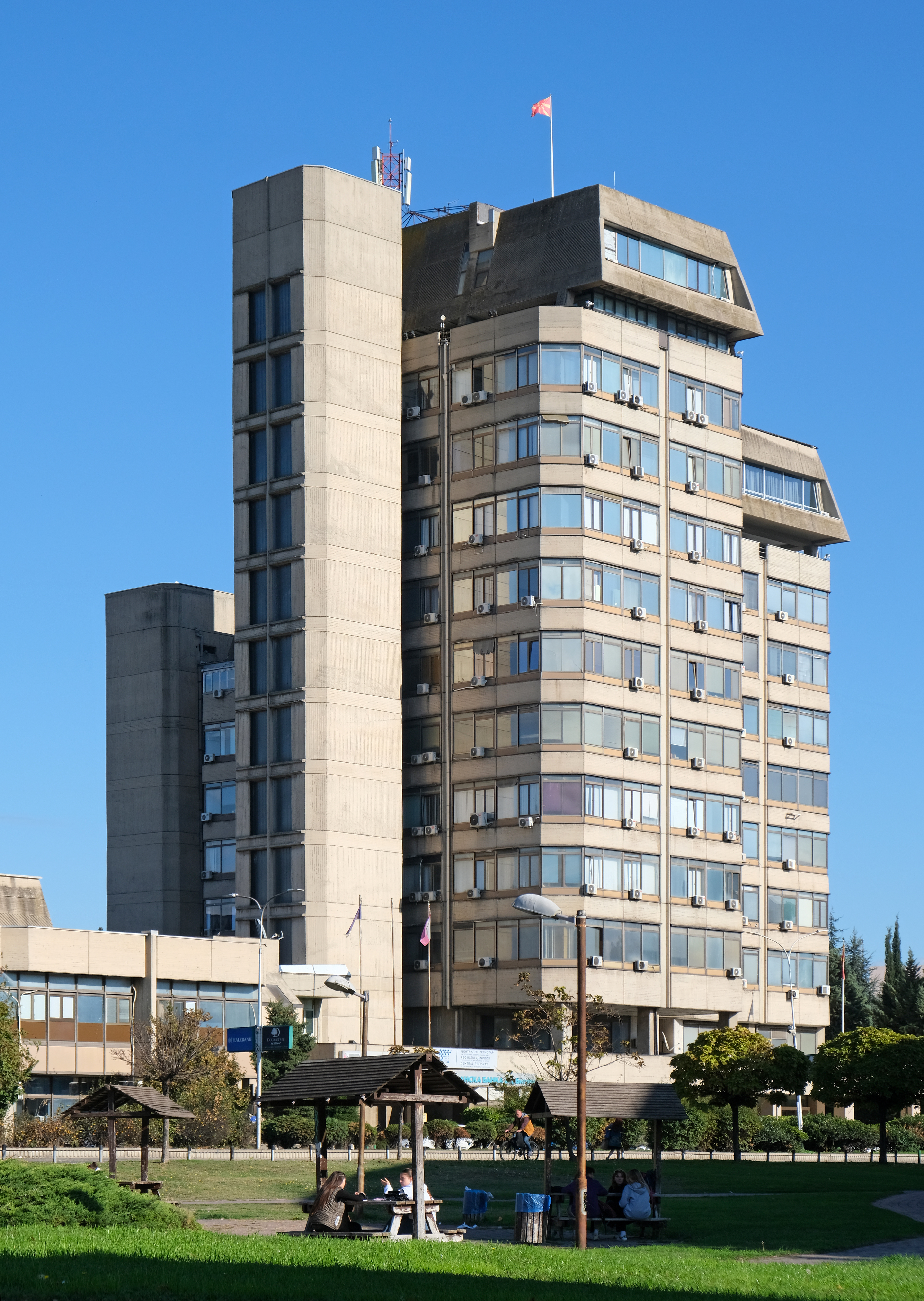
La Banque nationale de Macédoine du Nord.
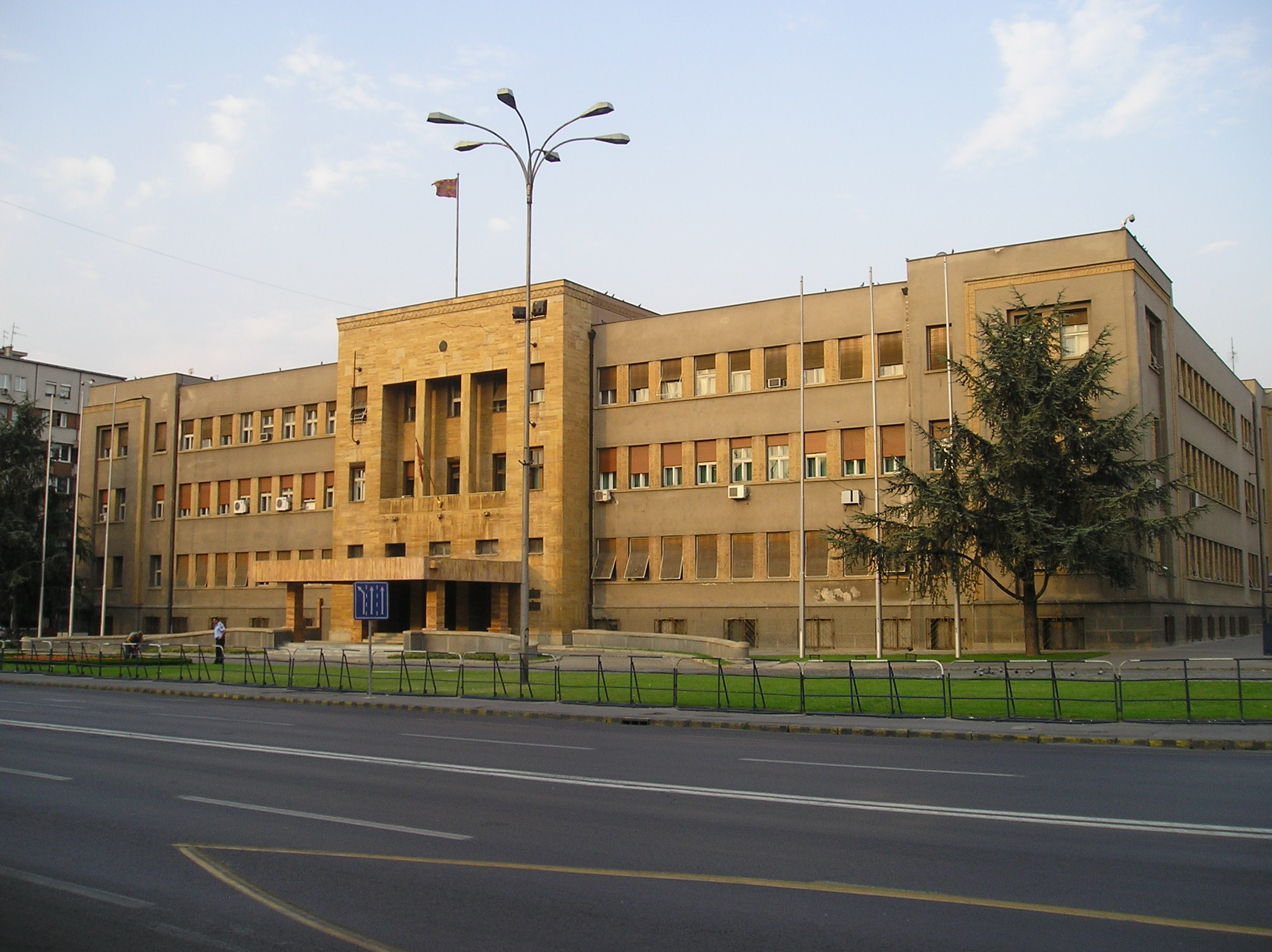
Le palais de l'Assemblée.
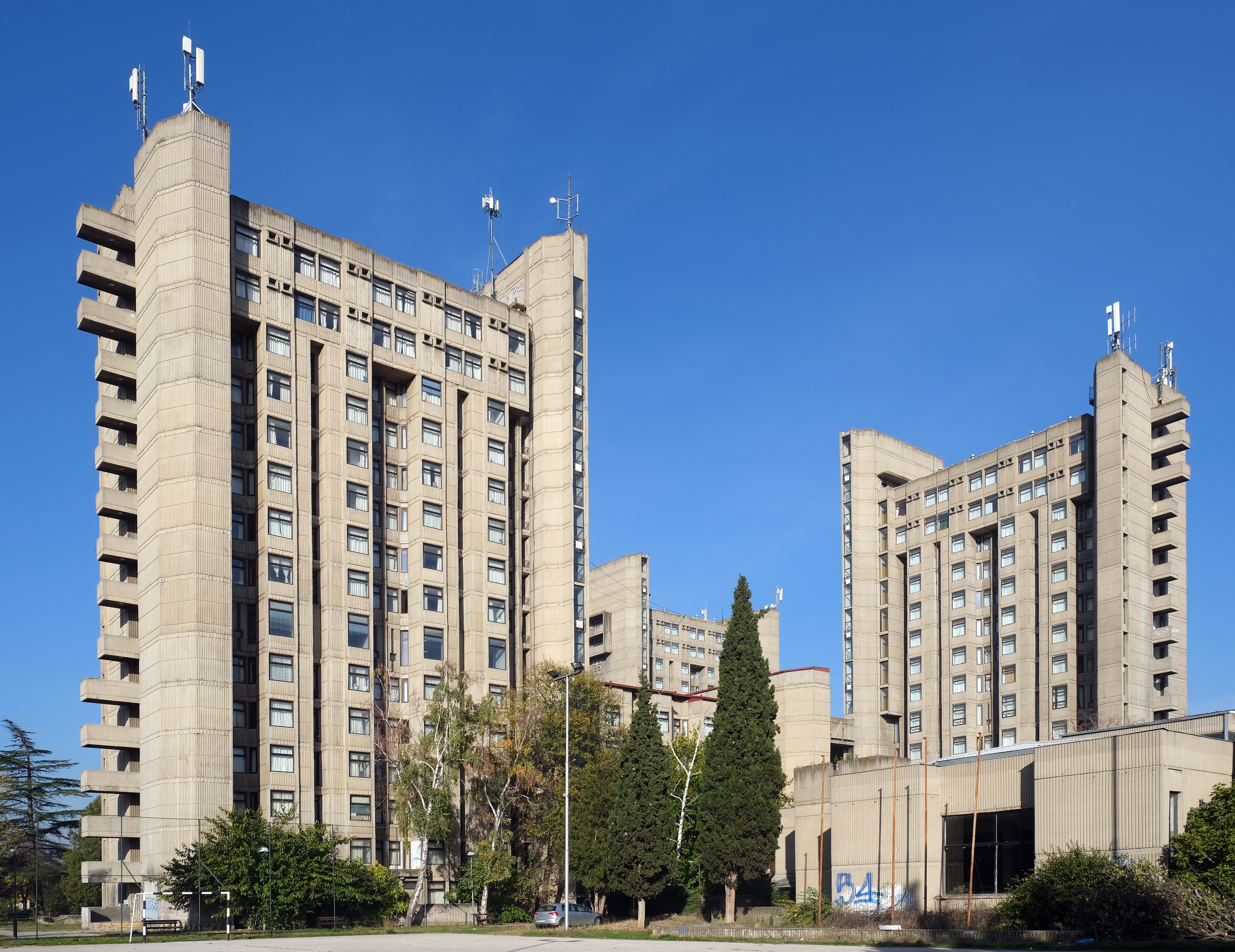
La résidence universitaire Gotsé Deltchev.
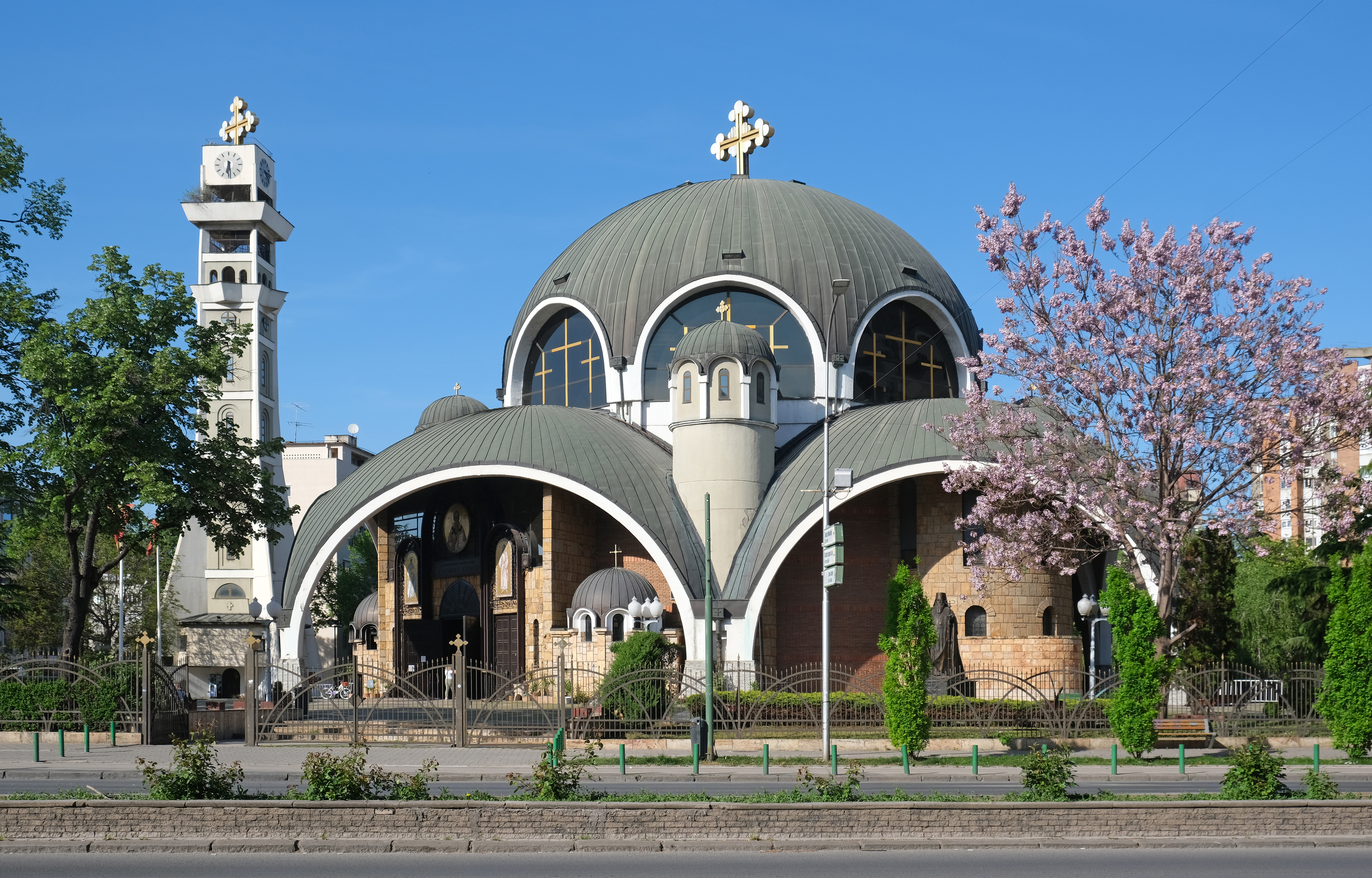
La cathédrale Saint-Clément d'Ohrid.

#### Après l'indépendance

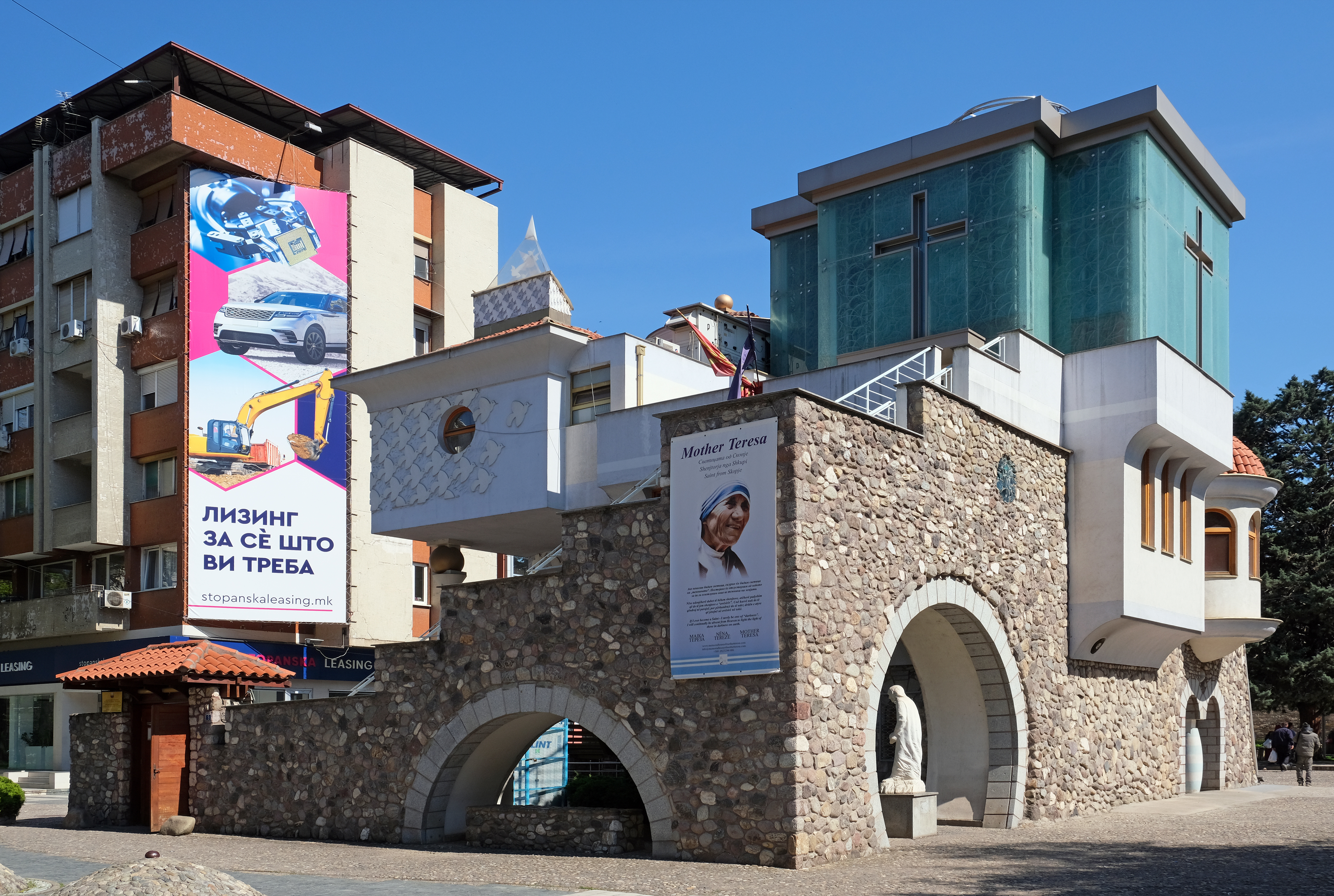
La maison-mémorial Mère Teresa.

La construction de la Croix du Millénaire au sommet du mont Vodno en 2002 commémore les deux mille ans du christianisme, et la construction d'édifices à l'architecture remarquable reprend à la fin des années 2000, lorsque le gouvernement et les pouvoirs locaux commencent une vaste rénovation du centre-ville. Celui-ci, constitué de grands immeubles en béton et de vastes zones vides, est réputé pour sa laideur, et les autorités veulent en faire un endroit attractif pour les touristes et les habitants. La maison-mémorial Mère Teresa, achevée en 2009, est l'une des premières initiatives. Cet édifice est original pour ses formes audacieuses et son mélange de murs recouverts de pierres et d'enduit et son sommet en verre. L'initiative privée permet aussi la construction d'immeubles de bureaux aux façades de verre, comme le centre d'affaires Soravia et la tour San Marco. Les autorités annoncent par ailleurs en 2006 la reconstruction à l'identique du Théâtre national, disparu en 1963, puis en 2009 elles présentent au public le projet Skopje 2014. Celui-ci prévoit de nombreuses constructions, destinées aux touristes, comme des musées et des hôtels, mais aussi aux administrations, Skopje n'ayant par exemple pas de véritable hôtel de ville et certains ministères étant installés dans des locaux trop étroits. Enfin, le projet souhaite faire de Skopje une vraie capitale européenne, avec d'innombrables statues commémorant l'histoire de la Macédoine. La plupart des nouveaux édifices adoptent des styles baroques ou néoclassiques, souvent interprétés d'une façon contemporaine, comme sur le musée archéologique, qui combine des colonnes ioniques sur une façade en verre. D'autres édifices sont uniquement contemporains, comme le mémorial de l'Holocauste des Juifs de Macédoine et la salle philharmonique, abritée par deux grandes bulles de verre.
Après l'annonce du projet, d'autres éléments sont peu à peu ajoutés, comme la reconstruction néoclassique du palais du gouvernement, datant des années 1970. La plupart des façades en béton situées sur les grandes rues piétonnes seront elles aussi remodelées dans des styles anciens. Skopje 2014 ne fait pas l'unanimité, et seulement 26 % des Macédoniens y sont favorables selon une enquête de 2012. Les principaux reproches concernent le coût de l'opération et la non-transparence qui l'entoure, l'absence de concertation publique, ainsi que les choix artistiques historicistes qui détruisent la ville imaginée par Kenzo Tange. Les nombreuses statues créent aussi des conflits autour de l'ethnicité des figures représentées, comme celle d'Alexandre le Grand, qui ranime le conflit avec la Grèce et celles de personnalités du XIXe siècle, considérées bulgares en Bulgarie. L'importante minorité albanaise n'est par ailleurs quasiment pas représentée, et 88 % des Albanais de Macédoine sont opposés à Skopje 2014.
Par ailleurs, Skopje comprend depuis 2019 quatre gratte-ciel avec le complexe Cevahir Sky City.

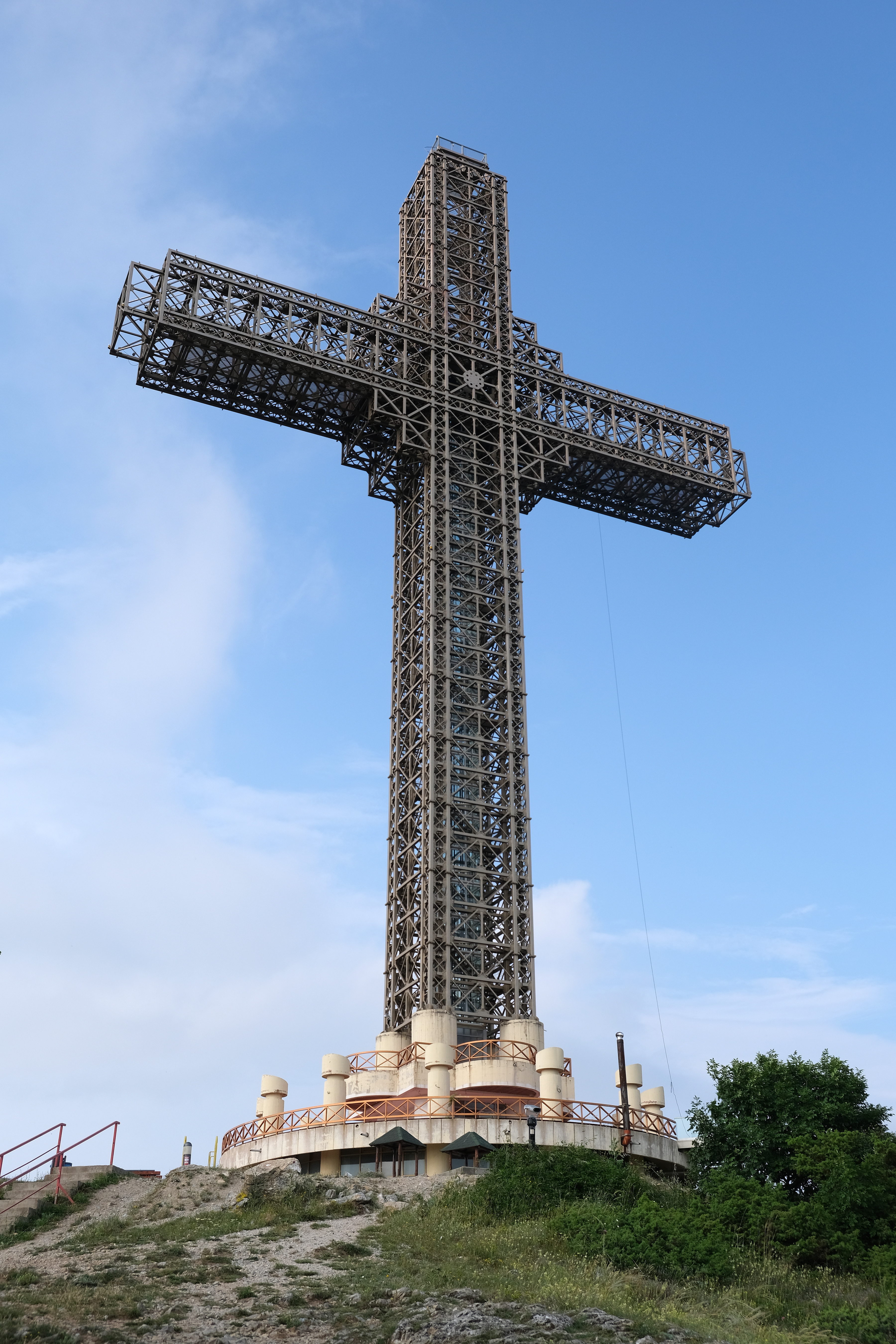
La Croix du Millénaire.
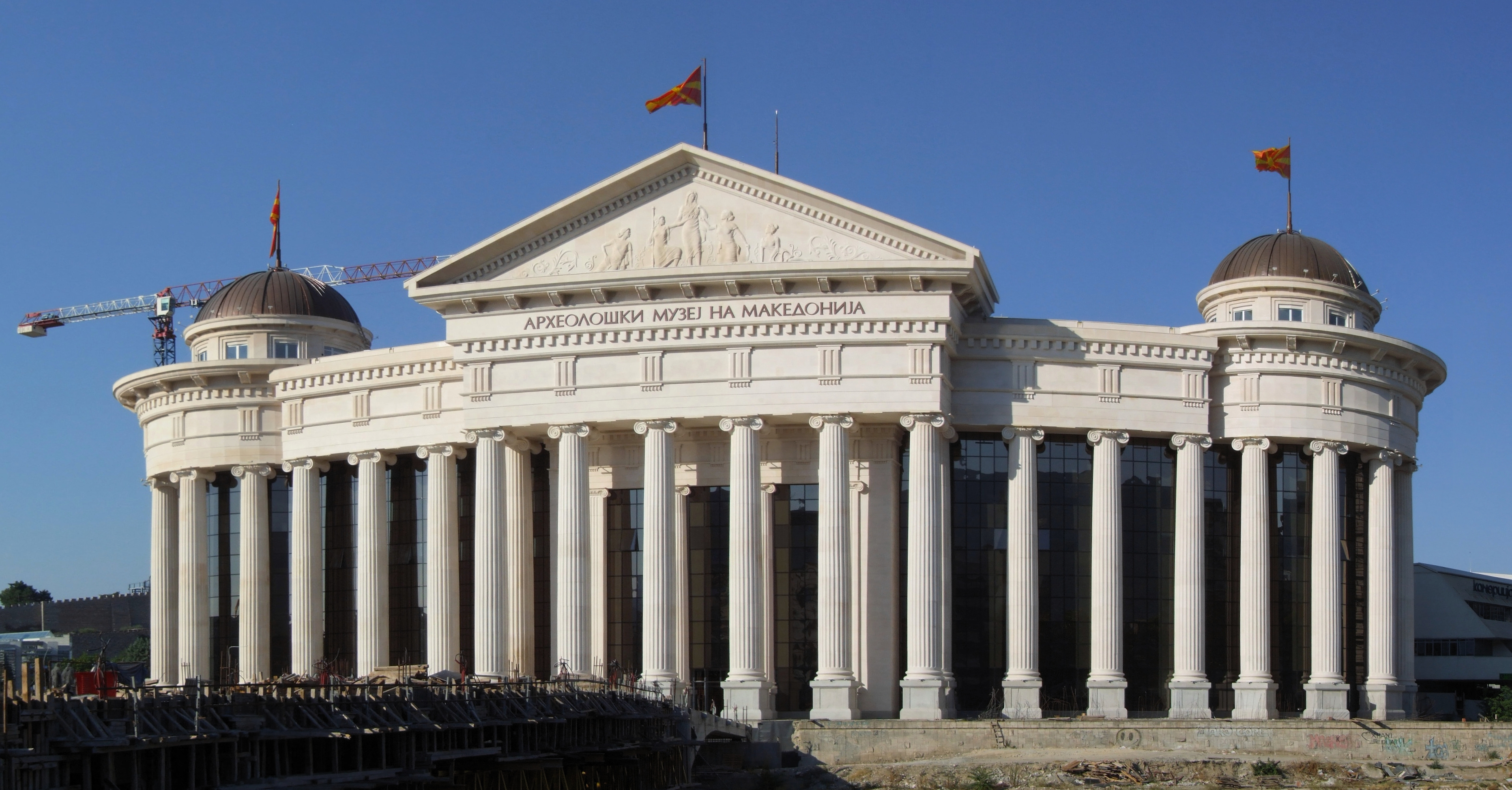
Le musée d'archéologie.
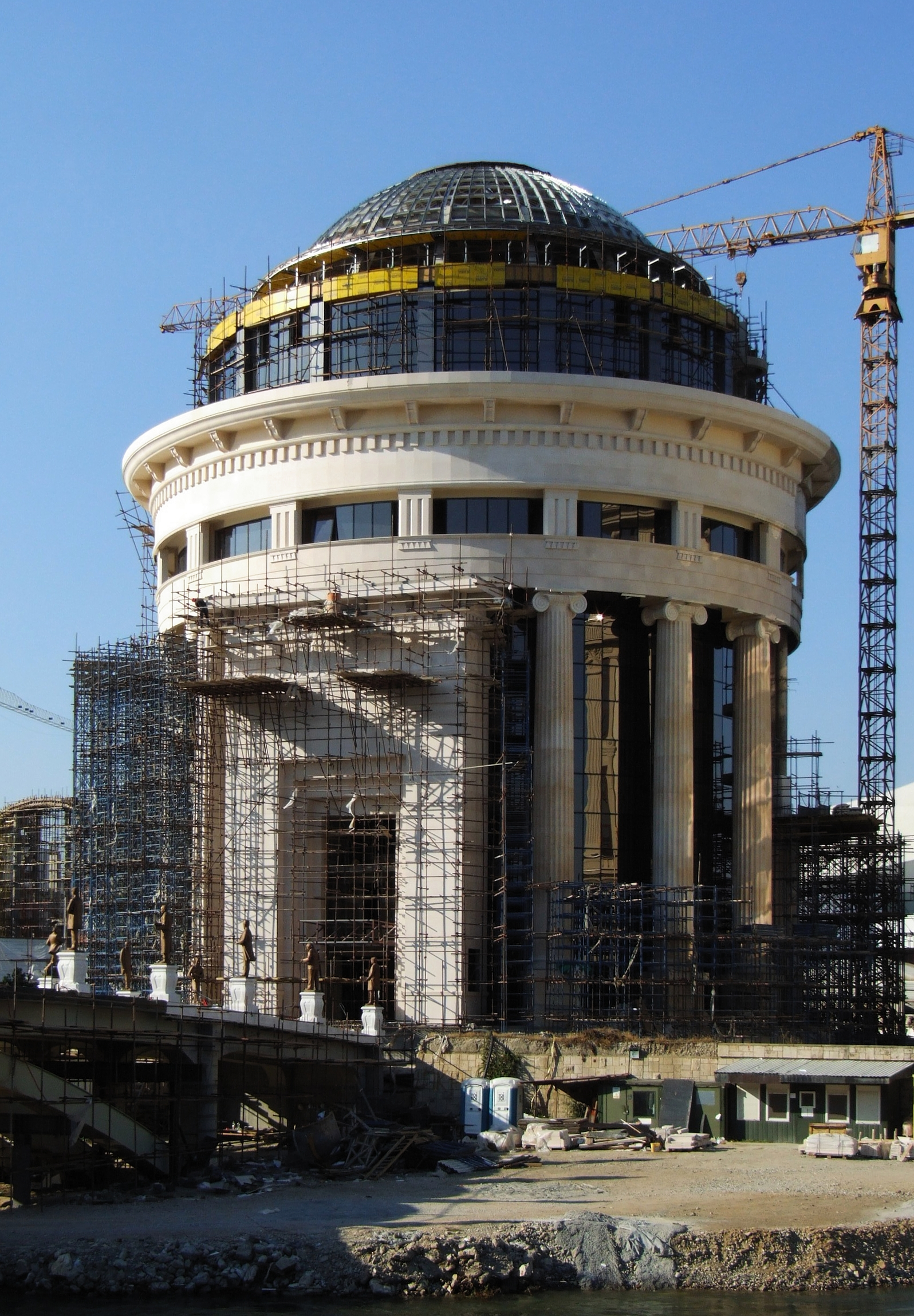
Le siège de la police financière en construction.
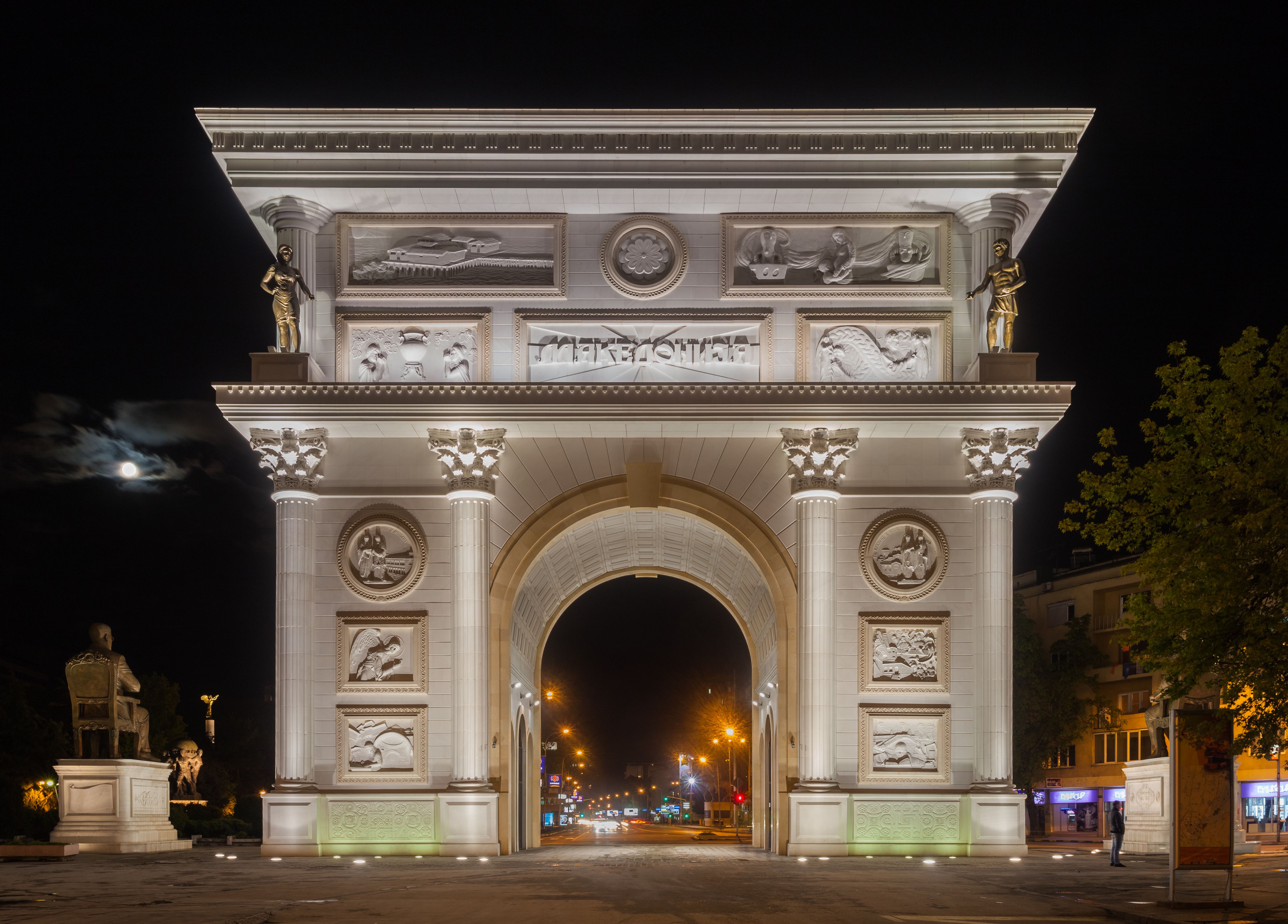
La porte de Macédoine.
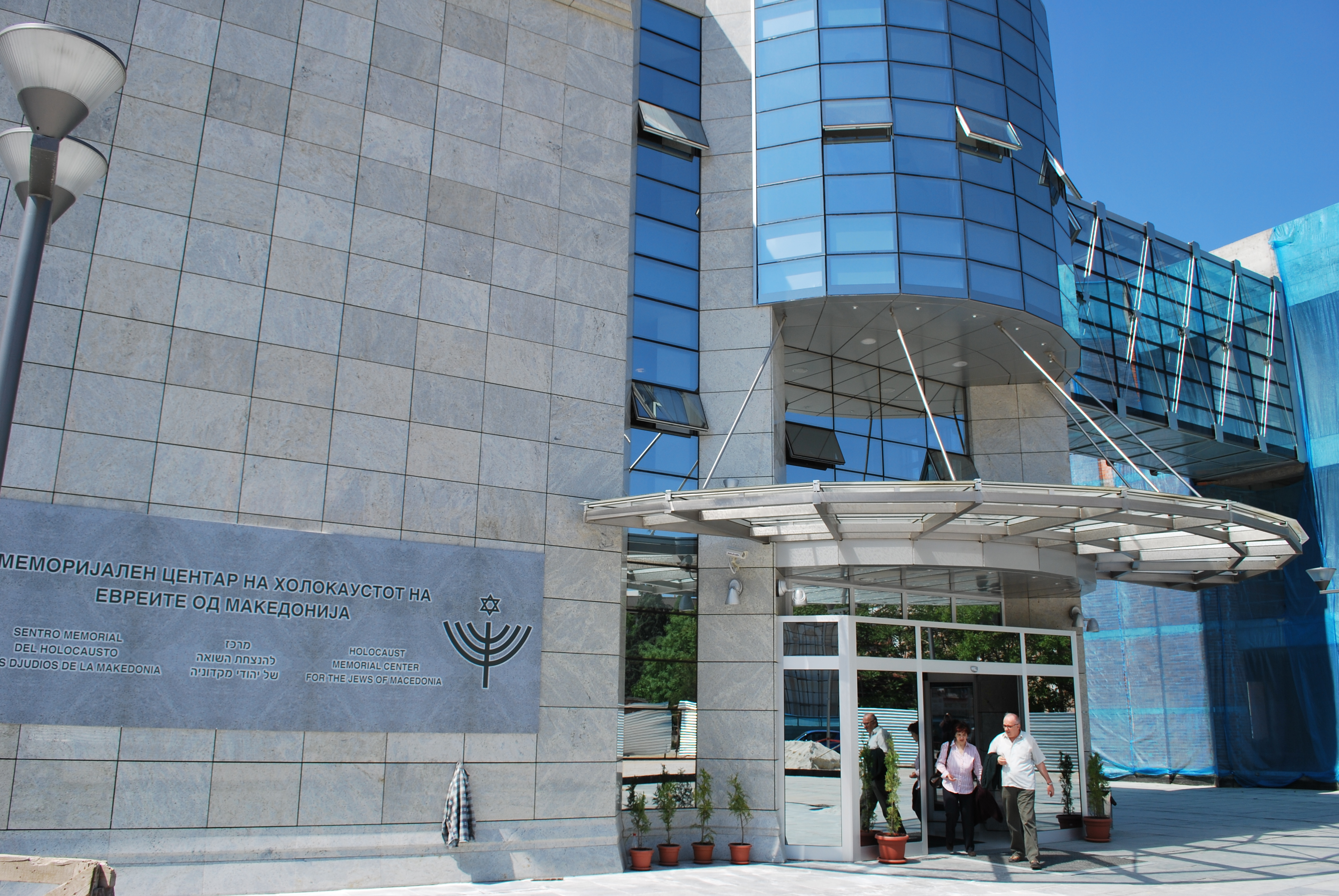
Le mémorial de l'Holocauste des Juifs de Macédoine.
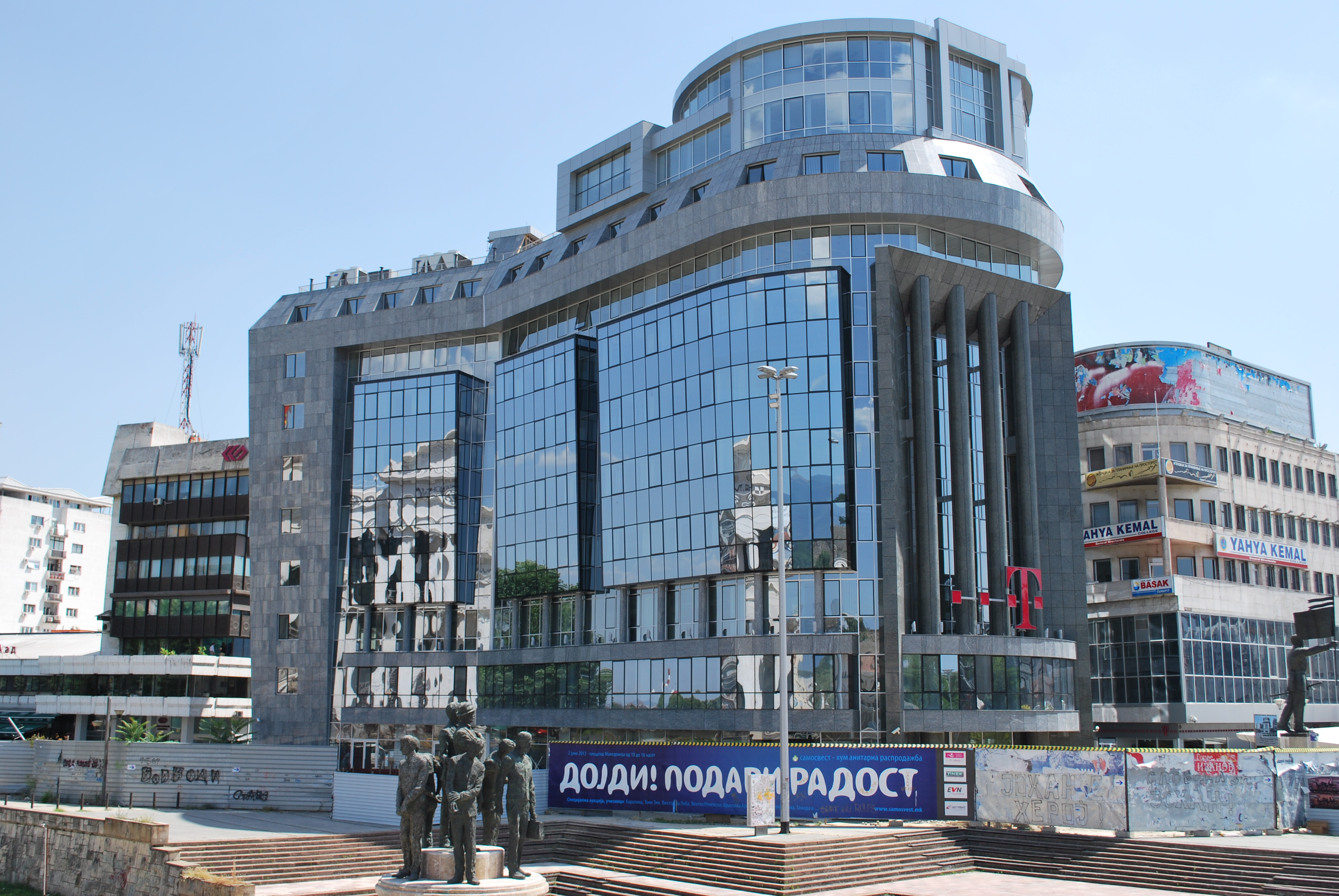
Le siège de Makedonski Telekom.

### Patrimoine culturel

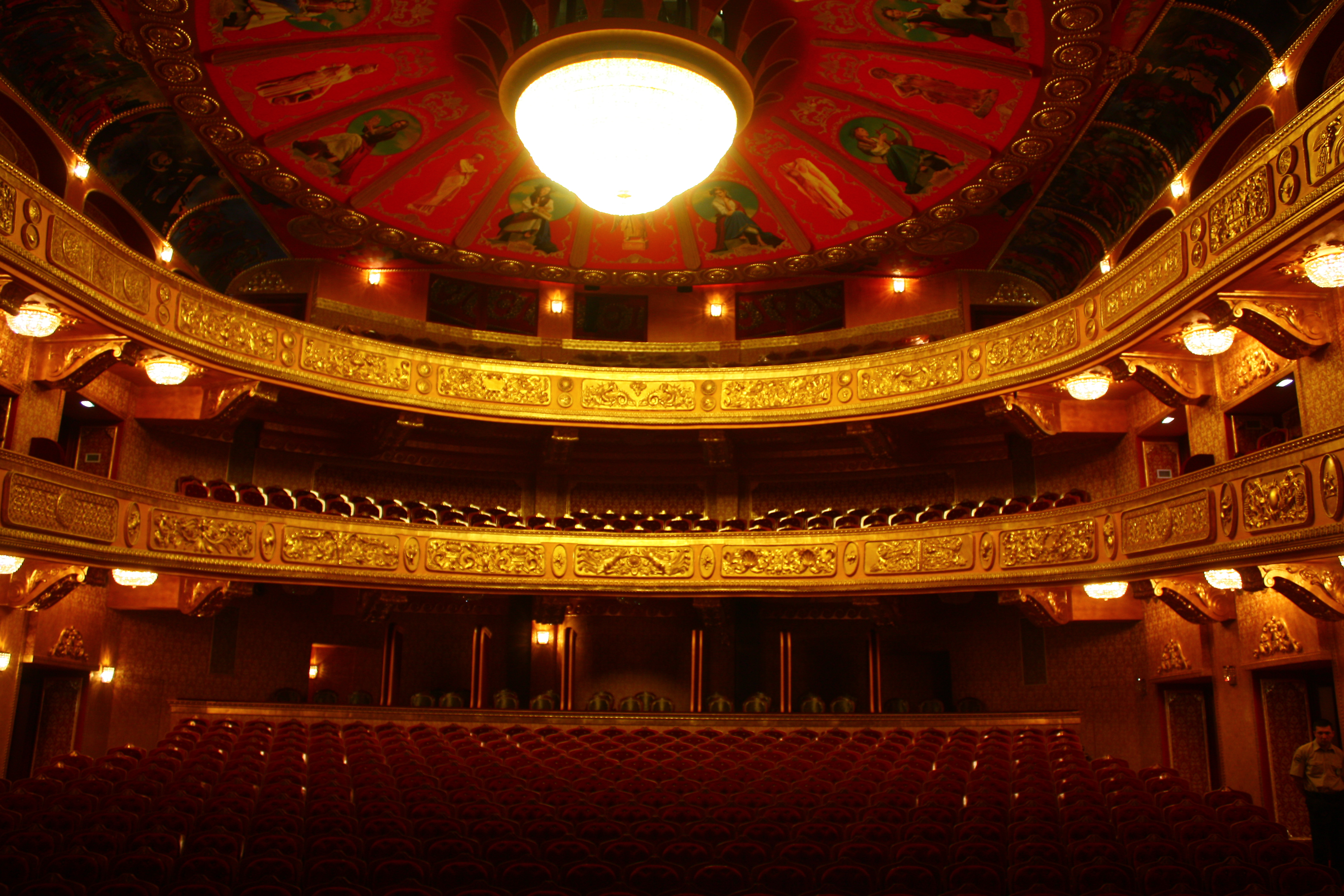
La grande salle du Théâtre national.

Skopje est le principal foyer culturel de la Macédoine du Nord. La ville compte ainsi la plupart des grands musées du pays et connaît au cours de l'année plusieurs grands évènements culturels. Elle est aussi la ville d'origine ou de résidence de nombreux artistes et joue un rôle déterminant pour la culture nationale. L'écrivain Slavko Janevski y a ainsi publié en 1952 le premier roman en langue macédonienne standard, Le Village derrière les sept frênes. Le romancier skopiote Venko Markovski est lui aussi considéré comme l'auteur de classiques macédoniens. Les peintres skopiotes Petar Gligorovski et Petar Mazev et le couturier Nikola Eftimov (en) sont quant à eux les figures marquantes de l'art contemporain du pays ; Petar Gligorovski a également été un pionnier dans la bande dessinée et le film d'animation yougoslaves. Skopje est aussi la ville d'origine des poètes Slobodan Marković et Yahya Kemal Beyatlı, respectivement serbe et turc.

#### Musique
C'est toutefois dans le domaine musical que Skopje compte le plus d'artistes reconnus, comme le pianiste Simon Trpčeski et le ténor Blagoj Nacoski et surtout les anciens groupes de rock Leb i Sol et Aleksandar Makedonski. La scène skopiote compte ou a compté quelques autres groupes aux styles variés, comme les Badmingtons (punk rock), les Cilindar (ska), les Bastion (électro). Les groupes Mizar, Arhangel et Padot na Vizantija se distinguent par des styles originaux, allant du rock yougoslave au post-punk pour les deux premiers, au metal mêlé de chants byzantins pour le dernier. La scène pop, également importante, est représentée par des chanteurs comme Vlado Janevski ou Elena Risteska et le producteur Darko Dimitrov. Une autre voix emblématique de Skopje est celle de la chanteuse romani Esma Redžepova.

#### Cinéma
L'industrie cinématographique est enfin représentée par le réalisateur Milčo Mančevski, qui a par exemple réalisé son film Shadows à Skopje en 2007. Le Serbe Emir Kusturica tourna son film Le Temps des Gitans en 1989 à Šuto Orizari, le grand quartier rom de Skopje. La première projection cinématographique à Skopje eut lieu en 1912 et fut organisée par les frères Manákis.
Le Kino Club de Skopje (en macédonien Академскиот кино клуб од Скопје, Akademskiot kino klub od Skopje) est une institution cinématographique macédonienne membre de l'Union internationale du cinéma (UNICA), qui organise tous les ans un festival cinématographique international dans la ville,.

#### Institutions

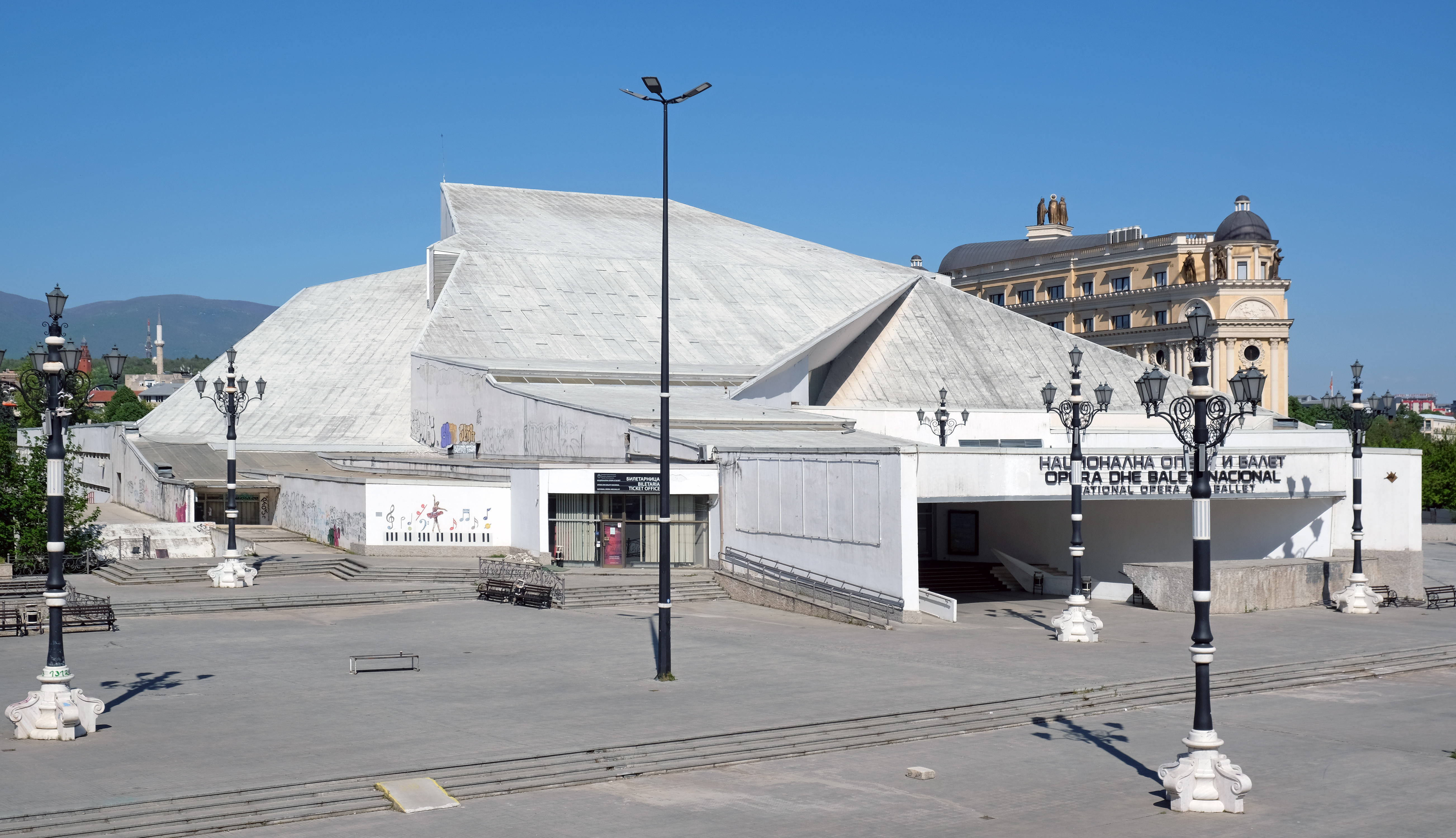
L'Opéra et Ballet macédoniens.

Skopje est le siège de plusieurs institutions culturelles nationales, comme la Bibliothèque nationale et universitaire Saint Clément d'Ohrid, l'Académie macédonienne des sciences et des arts, le Théâtre national, l'Opéra et le Ballet macédoniens. Parmi les institutions locales les plus importantes se trouve la Bibliothèque municipale des Frères Miladinov, fondée en 1945 et qui possède un fonds de plus d'un million de documents, répartis dans quatre bibliothèques centrales et seize infrastructures plus petites, dont des bibliobus. Le Centre d'information culturel de Skopje s'occupe de la mise en place de festivals, d'expositions et de concerts, généralement présentés dans ses propres salles, comme le « Salon 19.19 ». La Maison de la Culture Kočo Racin poursuit les mêmes objectifs, mais s'attache aussi au soutien des jeunes talents et à la promotion de l'art contemporain. Elle organise régulièrement des performances, des concours de littérature, des débats ou des événements poétiques dans sa propre salle, la « Galerie KO-RA ». Le Centre culturel des Jeunes organise quant à lui des festivals et des animations pour les adolescents, tandis que le Centre culturel Karpoš destine ses activités aux enfants, en s'associant parfois aux écoles, notamment pour des campagnes de prévention routière.
La ville compte également plusieurs centres culturels étrangers, comme le Goethe-Institut, le British Council, l'Alliance française, l'American Corner et le Club culturel bulgare.
Skopje possède plusieurs théâtres et salles de spectacle, dont l'Univerzalna Sala, inaugurée en 1966 et utilisée pour des concerts, des défilés de mode, ou encore des congrès. Son auditorium a une capacité de 1 570 places assises. L'Arena Metropolis, utilisée pour les grands concerts, peut accueillir 3 546 spectateurs assis. De son côté, la salle du Ballet et de l'Opéra macédoniens peut accueillir 800 personnes, et le Théâtre dramatique, 333 personnes. La ville compte aussi d'autres salles plus petites, comme celles du Théâtre albanais, du Théâtre comique, du Théâtre des Jeunes et du Théâtre municipal, et d'autres infrastructures sont en travaux, notamment le Théâtre national, reconstruit tel qu'il était avant le séisme de 1963, mais aussi une grande salle philharmonique et un théâtre turc.

#### Musées

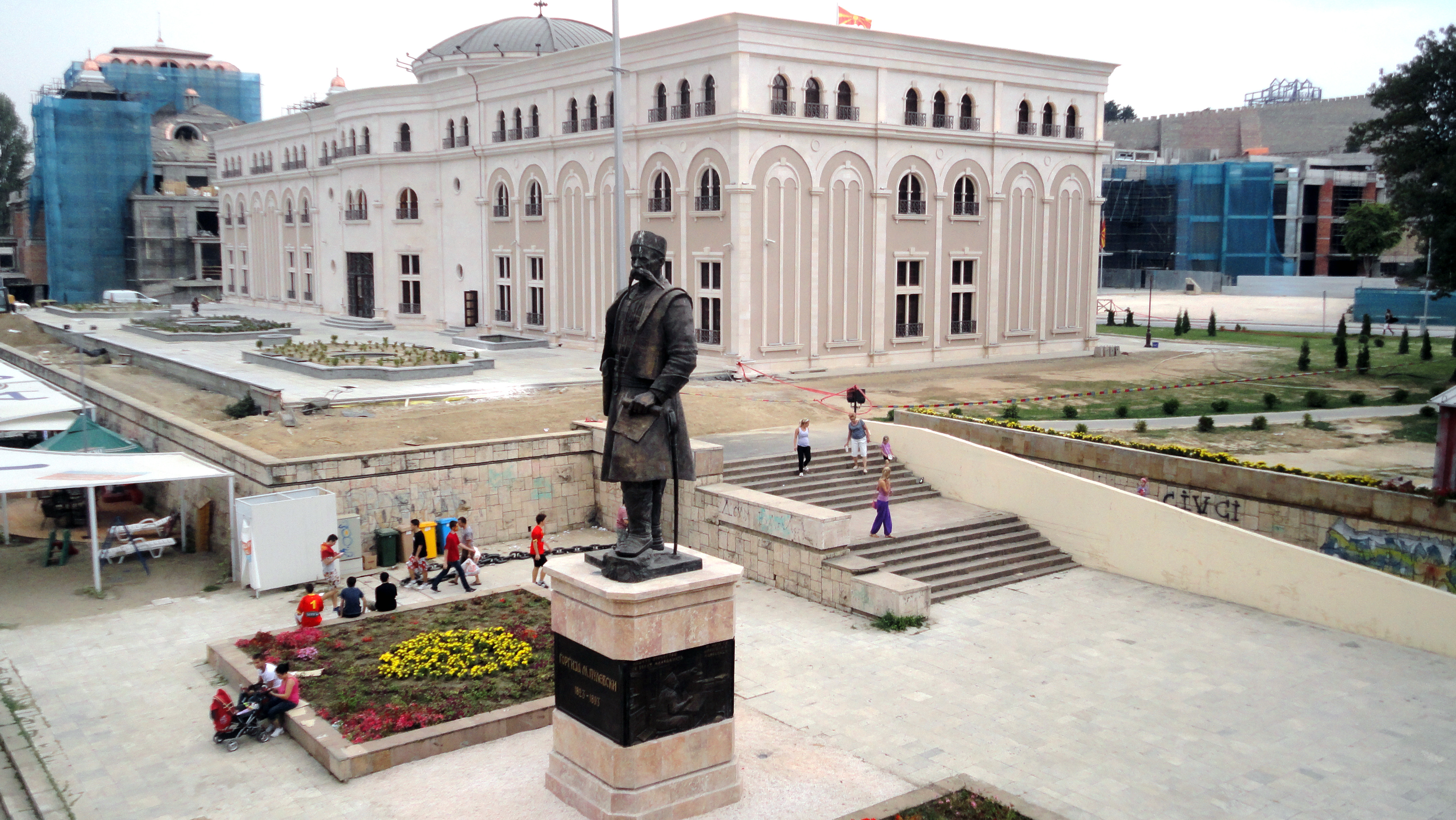
Le musée de la lutte macédonienne.

Le musée le plus grand de Skopje est le musée de Macédoine. Ses collections, rassemblées à partir du début du XXe siècle, présentent l'histoire du pays depuis la Préhistoire. Ses galeries d'icônes sont particulièrement riches, tout comme ses collections lapidaires, conservées dans le caravansérail voisin de Kourchoumli An. Autre grande institution, la Galerie nationale de Macédoine expose dans deux anciens hammams du vieux bazar ses collections de peinture macédonienne, couvrant les périodes allant du XIVe au XXe siècle. Le musée d'art contemporain de Skopje a été construit après le séisme par le gouvernement polonais et ses collections enrichies grâce à l'aide internationale. Les collections présentent des créations nationales et internationales, parmi lesquelles des œuvres de Fernand Léger, André Masson, Pablo Picasso, Hans Hartung, Victor Vasarely, Alexander Calder, Pierre Soulages, Alberto Burri, Christo,…
Installé dans les ruines de l'ancienne gare, le musée de la ville de Skopje présente l'évolution de la ville à travers quatre départements, l'archéologie, l'ethnologie, l'histoire et l'histoire de l'art. La maison-mémorial Mère Teresa est située à l'emplacement de l'église où la célèbre Skopiote fut baptisée. Cette construction, achevée en 2009, possède une architecture très audacieuse et abrite un musée consacré à la religieuse. Né grâce à l'opération d'urbanisme Skopje 2014, le musée de la lutte macédonienne présente depuis septembre 2011 les grands événements qui ont marqué la naissance de l'identité macédonienne jusqu'à l'indépendance du pays en 1991. Il est situé près du mémorial de l'Holocauste des Juifs de Macédoine, lui aussi inauguré en 2011, et du musée archéologique, inauguré en 2014. Enfin, le musée macédonien d'Histoire naturelle, fondé en 1926, présente à travers 4 000 pièces les richesses naturelles du pays. Il se trouve à proximité du zoo de la ville, qui s'étend sur 12 hectares et regroupe environ 300 animaux.

### Personnalités liées à Skopje
- Aniesã Goncea-Boiagiu (en valaque) ou Anjezë Gonxha-Bojaxhiu (en albanais), prononcé [aɲɛzə gonˈʤe bɔˈjaʤi:u], religieuse catholique sous le nom de Mère Teresa, née le 26 août 1910 à Üsküb, Empire ottoman (actuellement Skopje, Macédoine), et morte le 5 septembre 1997 à Calcutta, Inde, prix Nobel de la paix en 1979. Elle est surtout connue pour son action personnelle caritative et la fondation d'une congrégation religieuse, les Missionnaires de la Charité qui l'accompagnent et suivent son exemple.
- Duška Sifnios, ballerine, née à Skopje le 15 octobre 1934, morte à Bruxelles le 14 octobre 2016, une des plus brillantes interprètes du Ballet du XXe siècle de Maurice Béjart qui a créé notamment pour elle le rôle féminin de Boléro (1961).
- Ljubomir Maksimović, né le 27 novembre 1938 à Skopje, est un byzantiniste et un médiéviste ; il est membre de l'Académie serbe des sciences et des arts[261].
- Esma Redžepova-Teodosievska (en macédonien Есма Реџепова-Теодосиевска, prononcé [ˈɛsma rɛˈdʒɛpɔva tɛɔˈdɔsiɛvska]), née le 8 août 1943 à Skopje et morte dans la même ville le 11 décembre 2016, est une chanteuse rom, de nationalité yougoslave puis macédonienne, également connue pour son engagement humanitaire. Elle est souvent qualifiée de reine de la musique tsigane, un titre qui lui a été donné pour la première fois lors d'un festival en Inde en 1976.
- Muharem Serbezovski (né le 2 mai 1950 à Skopje), chanteur, écrivain et traducteur rom.
- Slavčo Koviloski (né en 1978 à Skopje), écrivain macédonien.

### Héraldique

Blason de Skopje.

Les armes de la ville furent adoptées dans les années 1950 et officialisées à nouveau en 1997. Elles reprennent les symboles de la ville ; le Vardar, le pont de pierre, la forteresse et la montagne de Šar.
Elles se blasonnent ainsi :
D'argent ; en pointe, une onde d'azur baignant le pont à deux arches du lieu de carnation maçonné, surmontant trois monts de sinople eux-mêmes surmontés à dextre d'un autre mont au naturel enneigé et à sénestre du fort du lieu ombré de carnation.
Le drapeau de Skopje utilise ces armes en ombre d'or en canton sur fond de gueules. Le drapeau est parfois horizontal parfois vertical, toutefois, la version verticale fut la première à être utilisée. Le drapeau respecte les proportions 1:2.